# Biserica de lemn din Dângău Mic

Biserica de lemn din Dângău Mic, județul Cluj, 2009

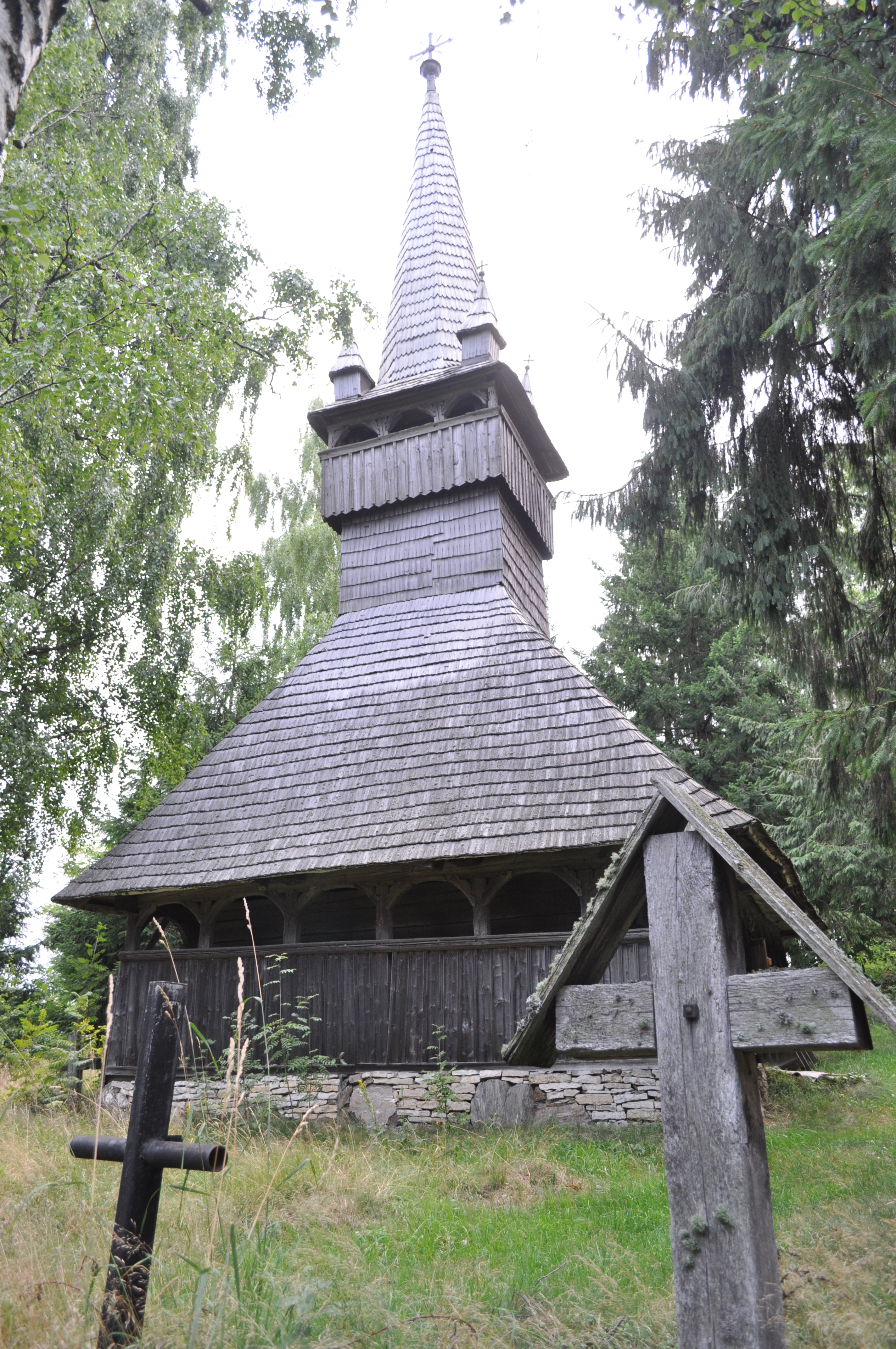
Biserica de lemn „Pogorârea Sfântului Duh” din Dângău Mic, județul Cluj, foto: iulie 2011.

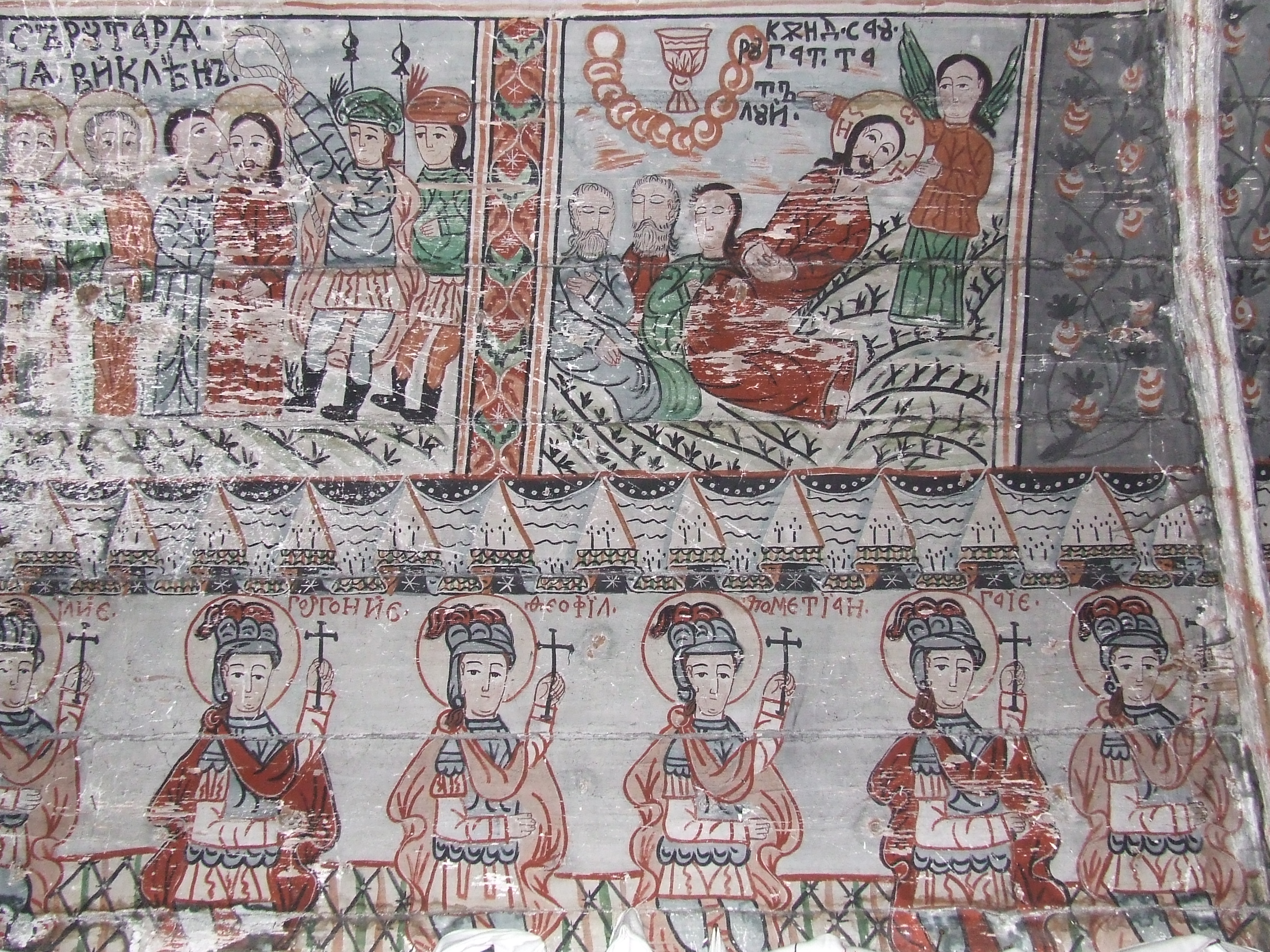
Fragment de pictură

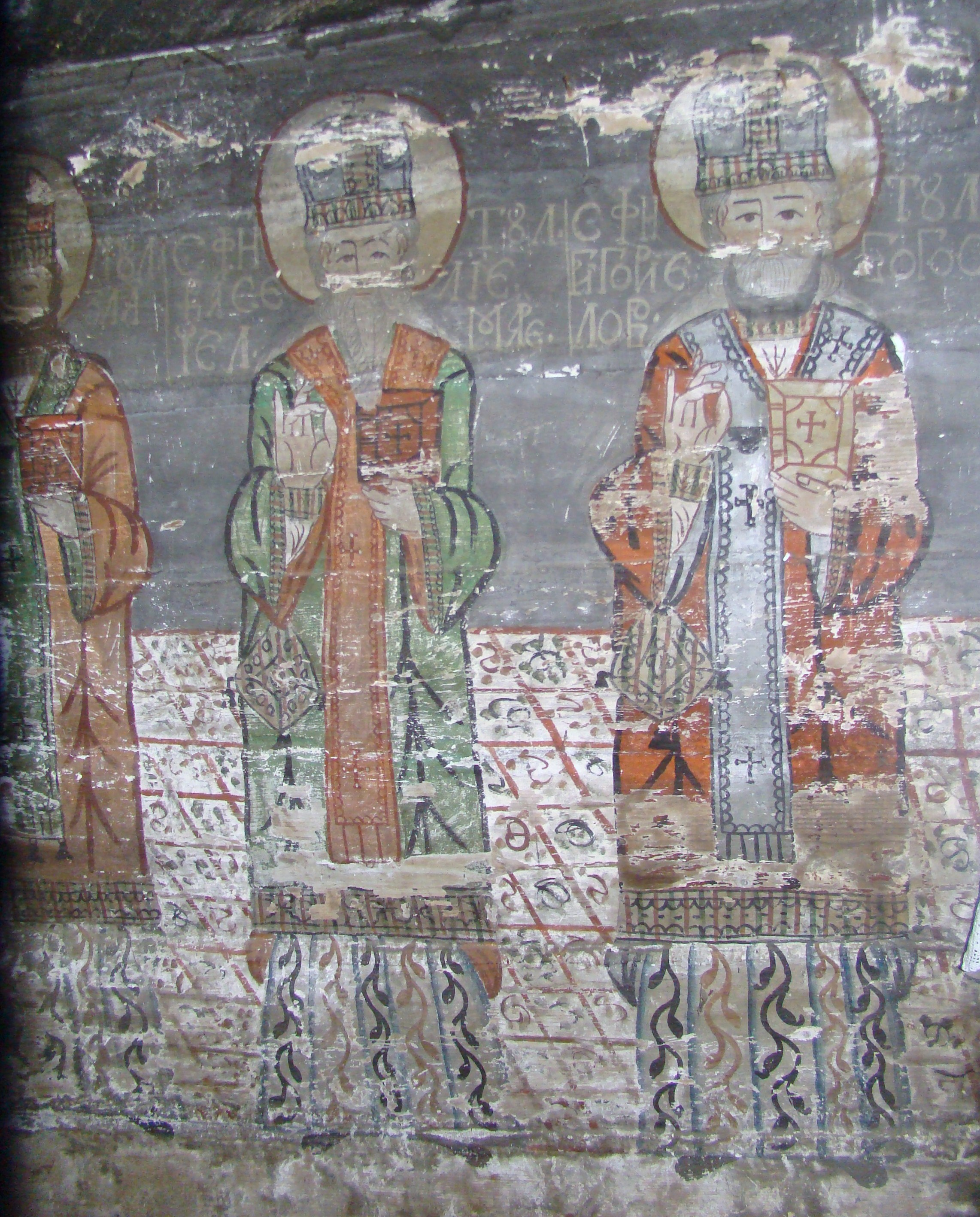
Altar: Sfinții Părinți

Sărutul lui Iuda

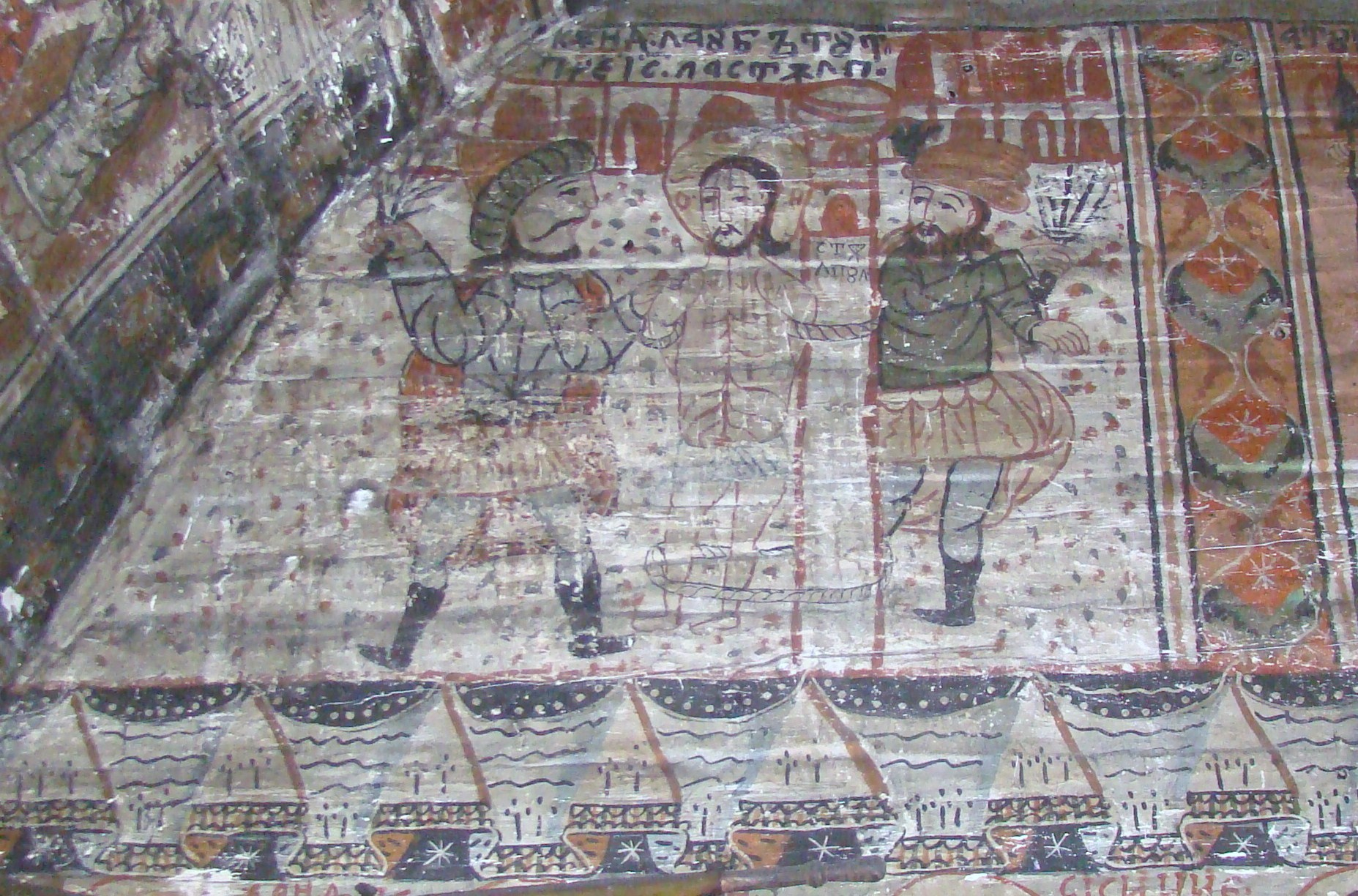
Patimile lui Iisus

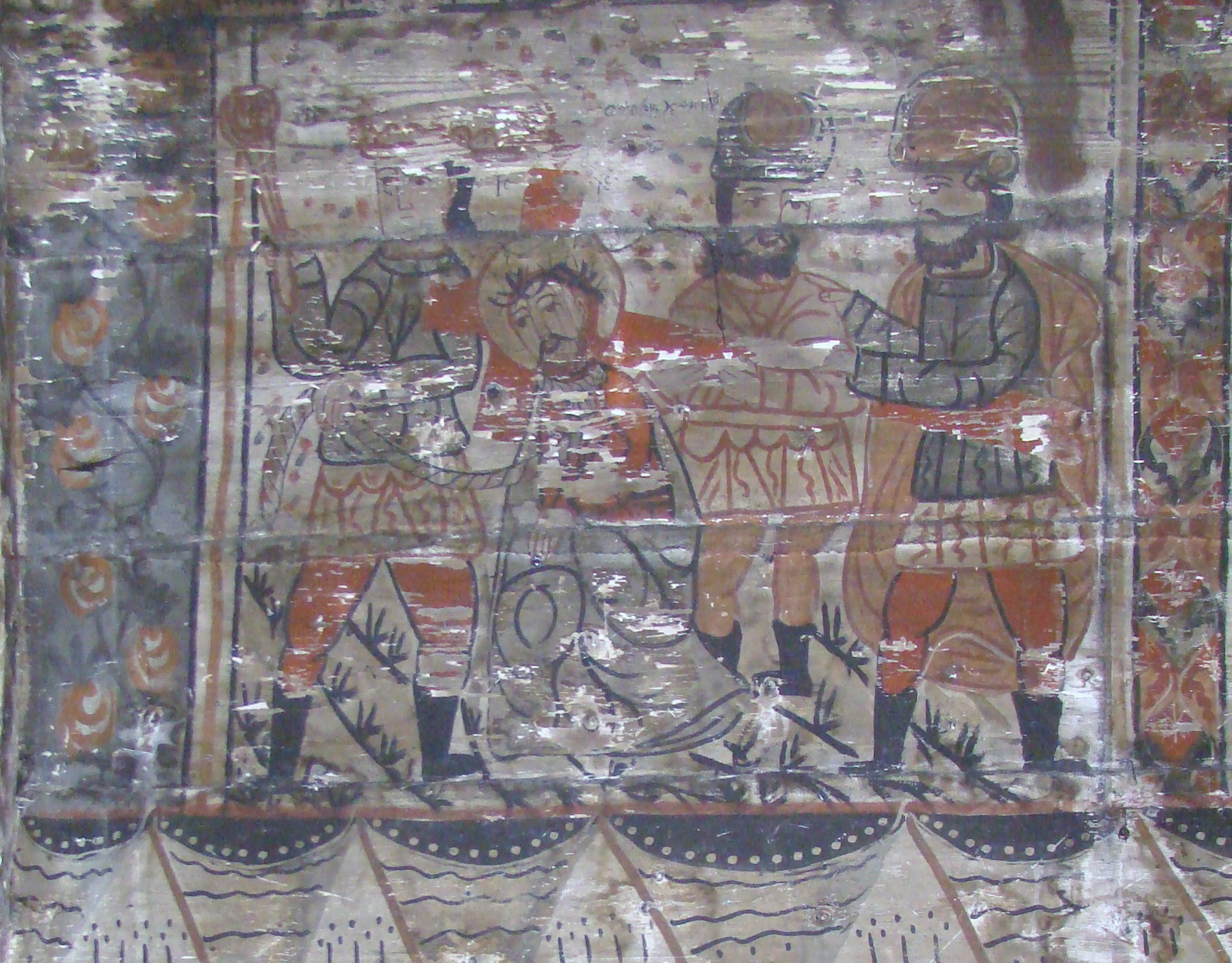
Iisus purtând crucea

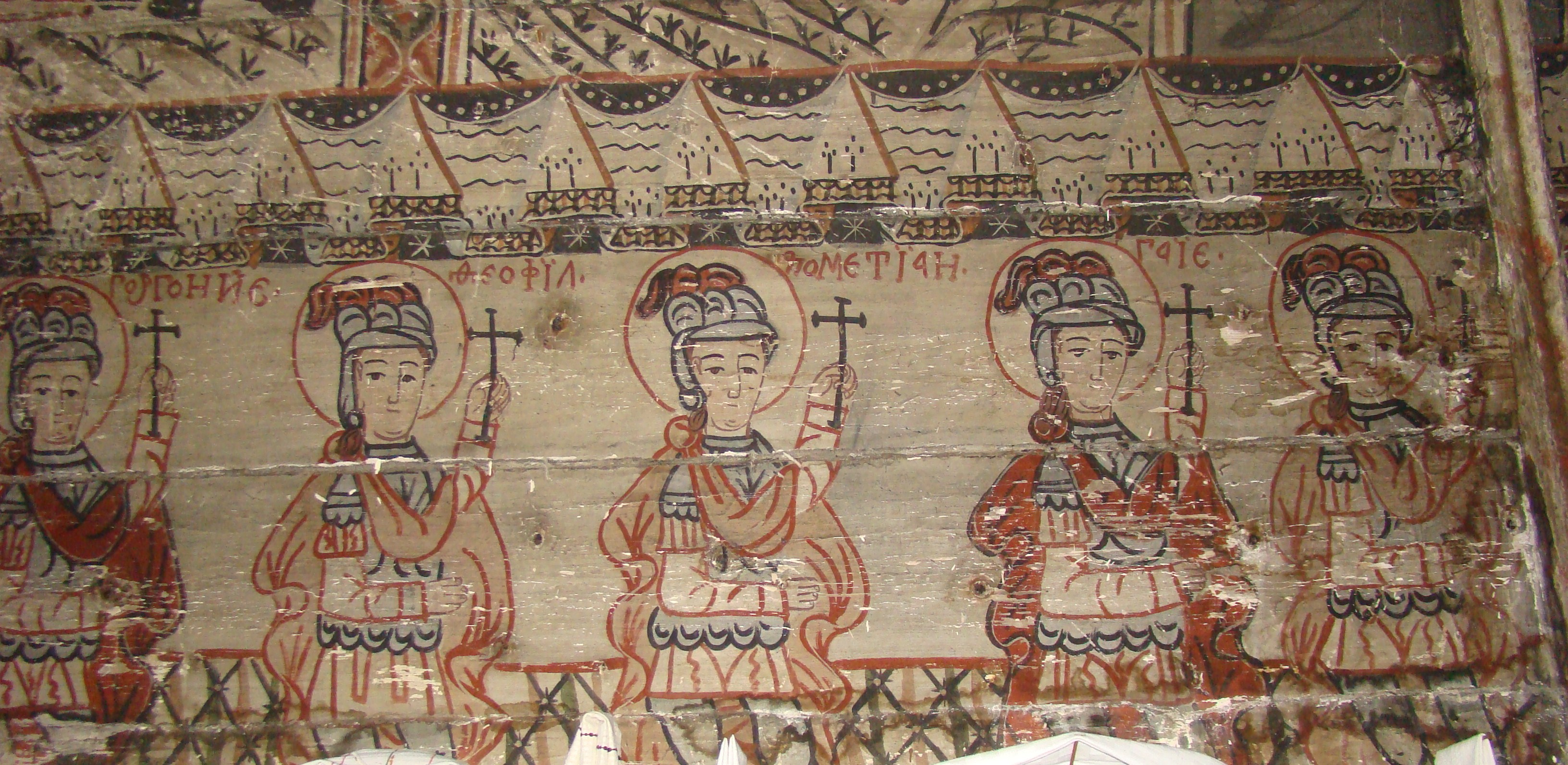
Friza sfinților mucenici

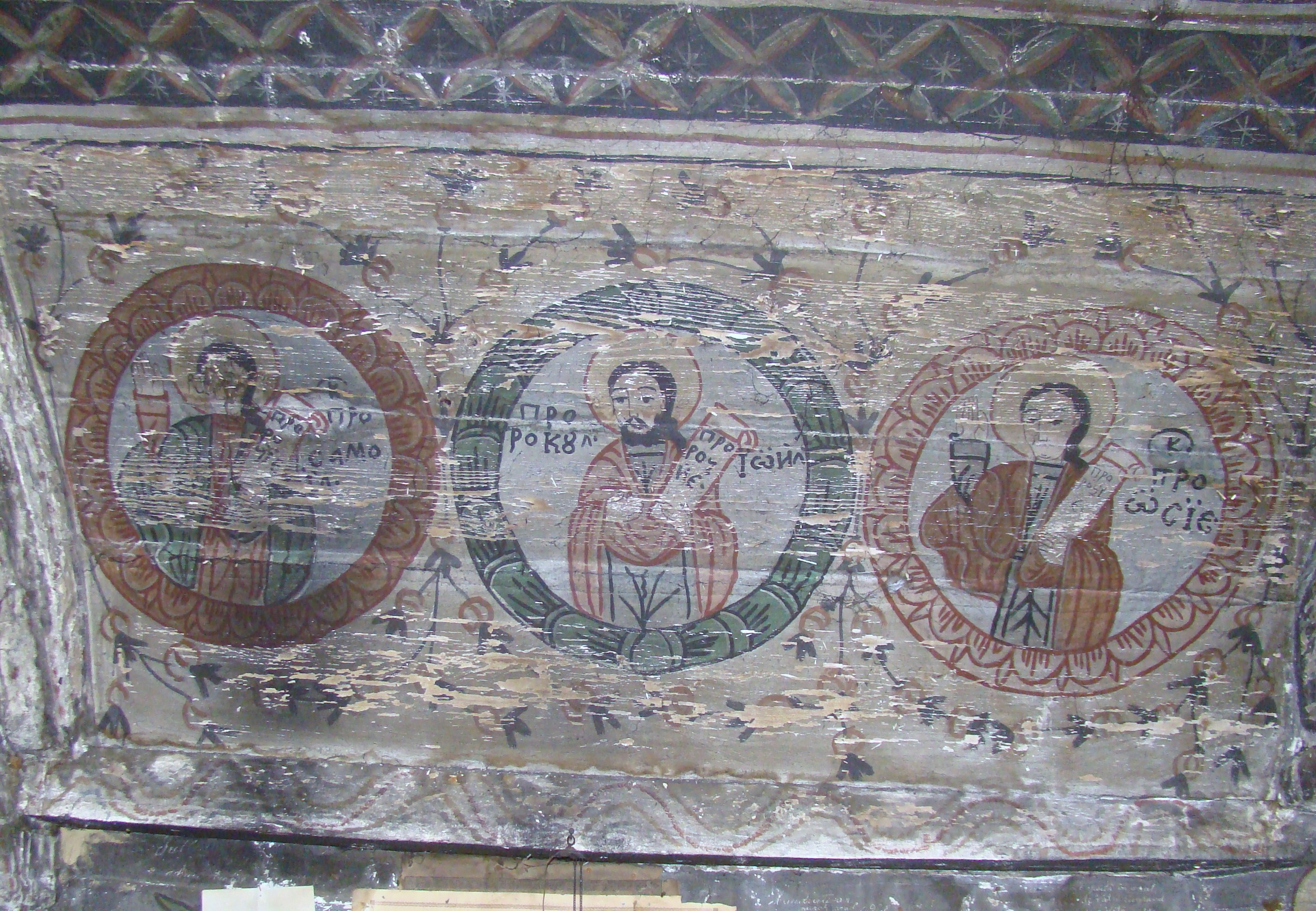
Proorocii

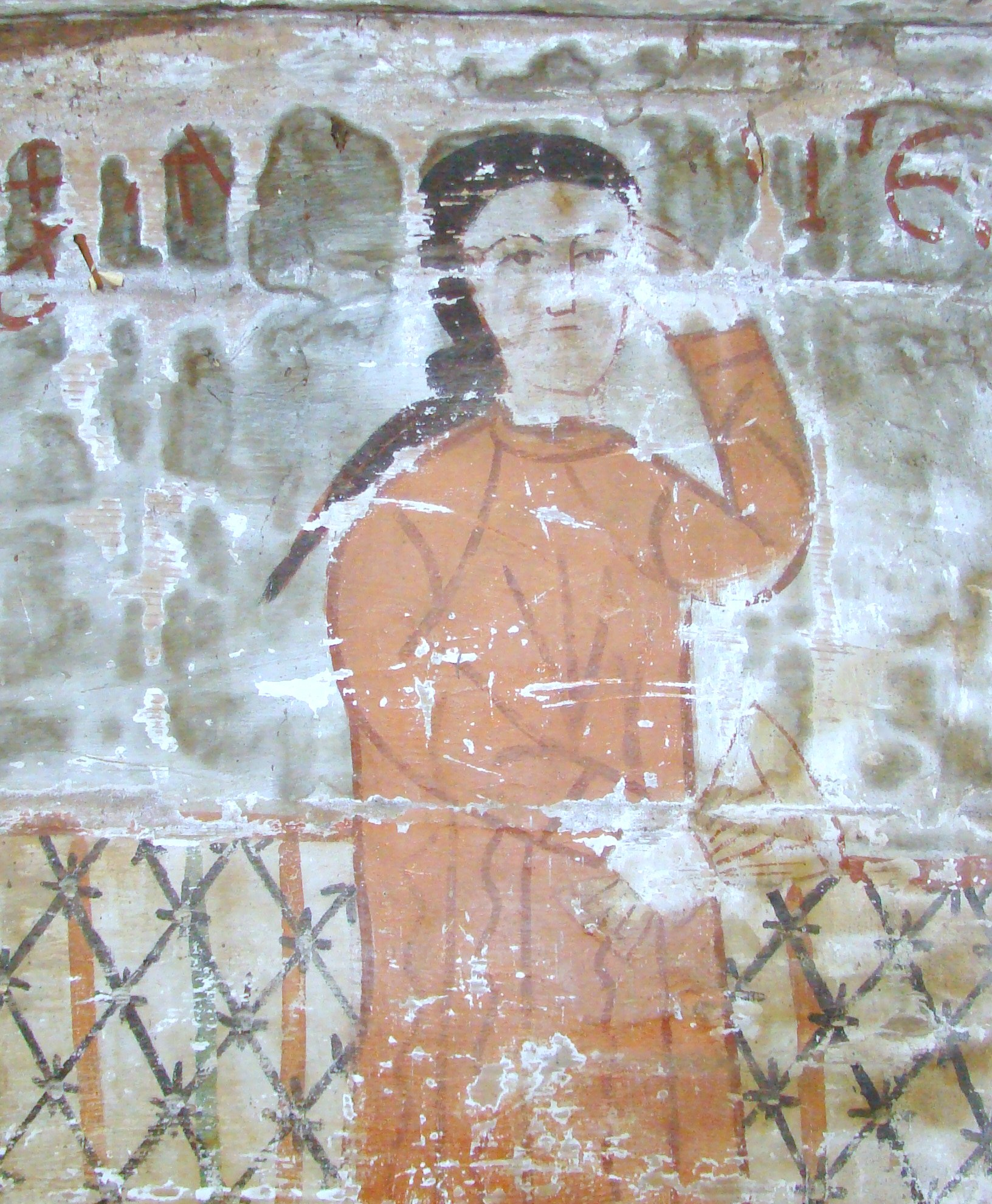
Pronaos: fecioarele nebune

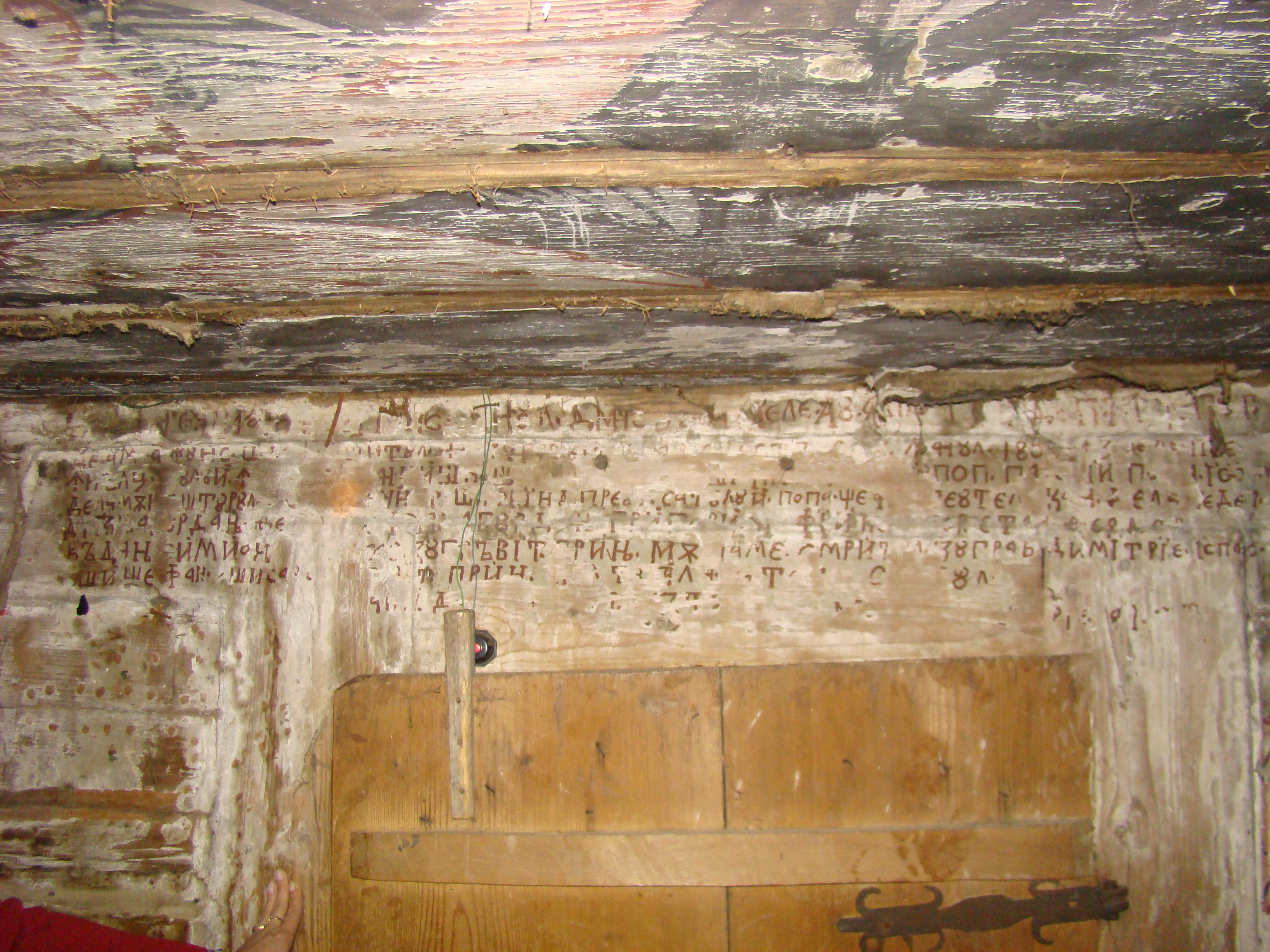
Pisania din pronaos: „:, întemeindu-se în anul 1802 în zilele Prea Înălțatului Împărat Franciscus I, protopop Popa Ioan de la Mănășturul românesc și sfințitu-s-au preotul satului popa Ștefan Teotelecan din Bedeciu, diac Abrudan Teodor, sfăt Abrudan Grigore, fiind epitrop Stan Teodor și Vădan Simion. Și s-a zugrăvit prin mâna mea smeritul zugrav
Ispas Dumitru și Ștefan și s-a spoit cu cheltuială a tot satul."

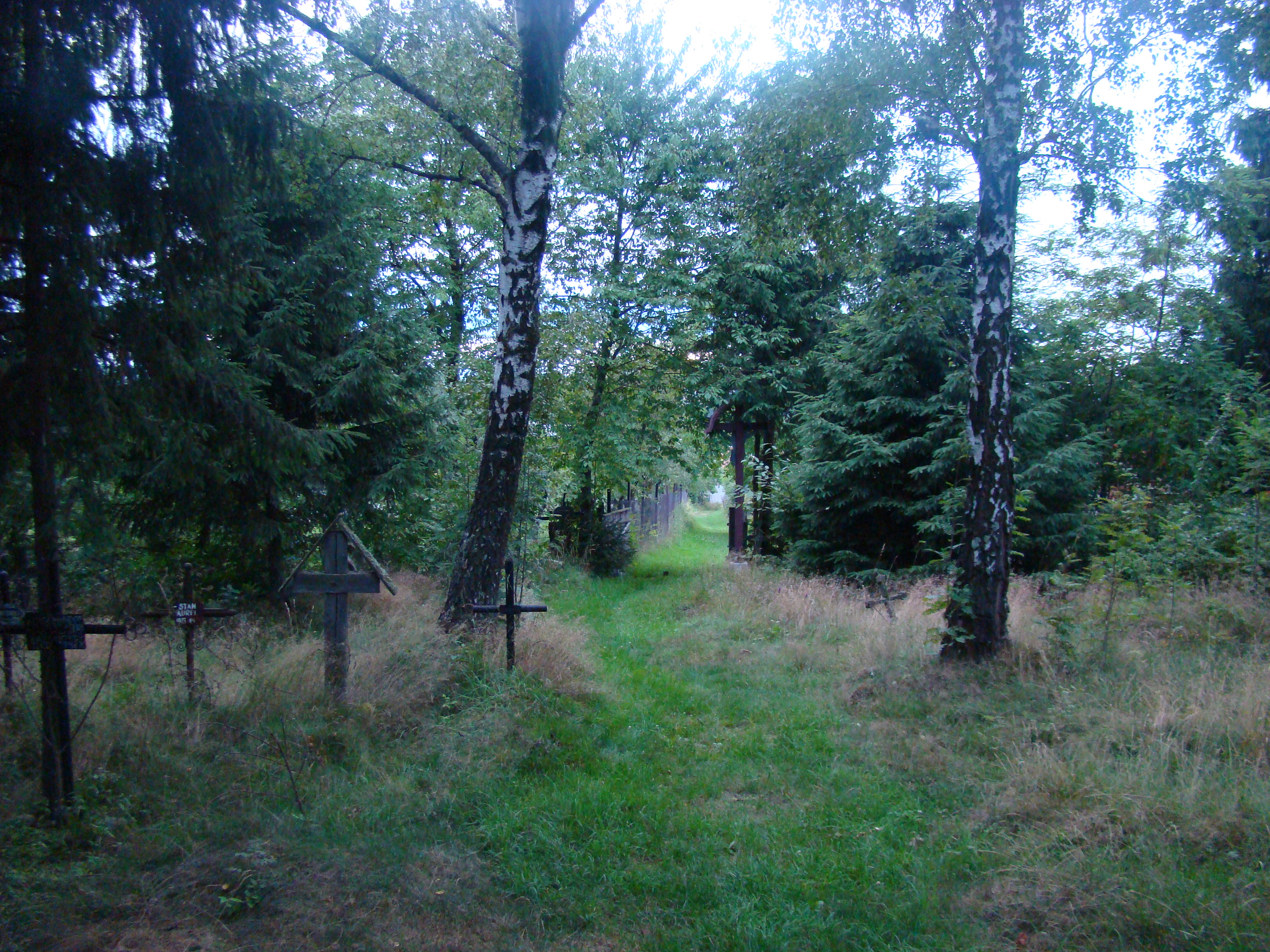
Împrejurimi

Biserica de lemn din Dângău Mic, comuna Căpușu Mare, județul Cluj, datează din secolul XVIII. Are hramul „Pogorârea Sfântului Duh”. Biserica se află pe noua listă a monumentelor istorice sub codul cod LMI CJ-II-m-B-07592.

## Istoric
Biserica de lemn cu hramul „Pogorârea Sfântului Duh” din localitatea Dângău Mic a fost construită în anul 1764. Lemnul pentru construcție a fost cumpărat din localitatea Giurcuța (Beliș). 

## Trăsături
Planimetric, avem aceeași desfășurare rectangulară a naosului și pronaosului, o absidă aproape pătrată cu turnul ridicat peste coama acoperișului, deasupra pronaosului, având galeria deschisă, cu câte două arcade pe latură, iar coiful cu patru turnulețe la bază și vârful foarte ascuțit. Cununa pridvorului e susținută pe șase stâlpi romboidali, ce creează impresia unui târnaț de casă veche de pe acest platou al Apusenilor.
Pictura. Construită în a doua jumătate a secolului al XVIII-lea, biserica de lemn din Dângăul Mic, comuna Căpușu Mare, monument istoric, păstrează pictură murală realizată de Dumitru Ispas din Gilău și de zugravul Ștefan în 1802, conform unei inscripții aflate deasupra ușii de intrare în pronaos: „Întemeindu-se în 1802 în zilele preaînălțatului împărat Francisc I fiind protopop popa Ioan de la Mănășturul românesc și fiind preotul satului Popa Ștefan Teotelecan de la Bedeci, diac Abrudan Teodor, făt Abrudan Grigorie, fiind epitrop Stan Teodor și Vădan Simion. Și s-au zugrăvit prin mine smeritul zugrav Dimitrie Ispas și Ștefan și s-au plătit prin cheltuiala a tot satul”. Pictura se păstrează relativ bine, este de factură populară, caracterizată de decorativism, cromatică echilibrată. În altar, pictorul a reprezentat sfinți episcopi pe pereți și Sfânta Treime pe boltă; pe bolta naosului apar scene din Ciclul Hristologic, mucenici pe pereții naosului. În pronaos, apare obișnuita reprezentare a Pildei fecioarelor înțelepte și a celor nebune, precum și o friză cu mucenițe. Alături de picturile din Sânpaul, Agârbiciu, Finișel și Petrindu, pictura murală realizată de Dimitrie Ispas la Dângău Mic este între cele mai extinse și mai cuprinzătoare sub aspect tematic și, în același timp, relativ mai bine conservate, fapt ce îndreptățește considerarea ei ca reprezentativă pentru arta zugravului din Gilău. 
Patrimoniul. Biserica mai păstrează 5 icoane pe sticlă provenind din centrul de la Nicula.
Starea de conservare. În urmă cu aproximativ 2 ani, ca urmare a unei sponsorizări facuta de familia Petru si Ecaterina Petrina s-au adunat fondurile necesare înlocuirii șindrilei la acoperiș. Biserica nu este alimentată cu curent electric. Bârnele pereților au început să se dizloce.

## Imagini din exterior

Biserica de lemn din Dângău Mic
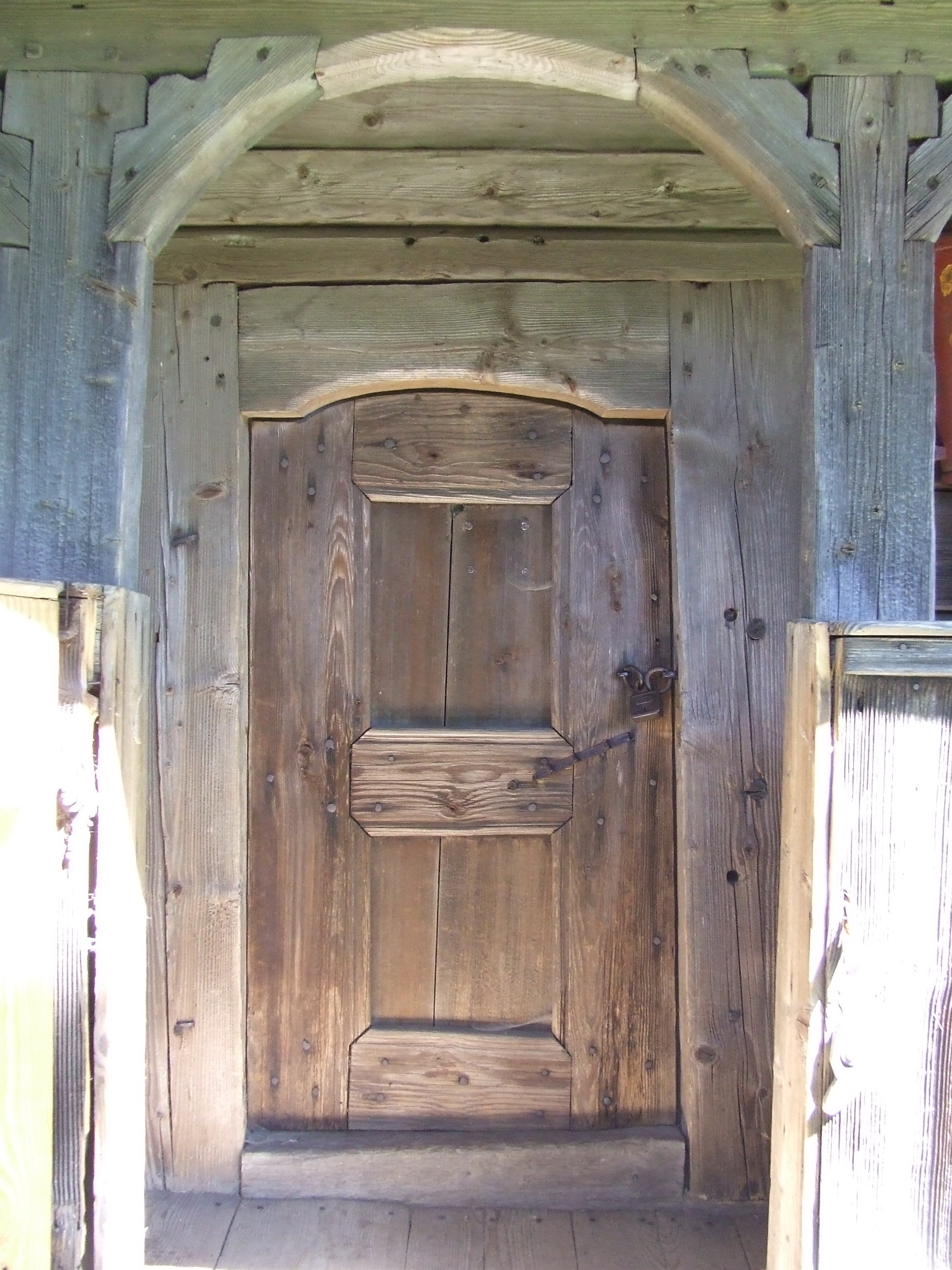
Portalul intrării
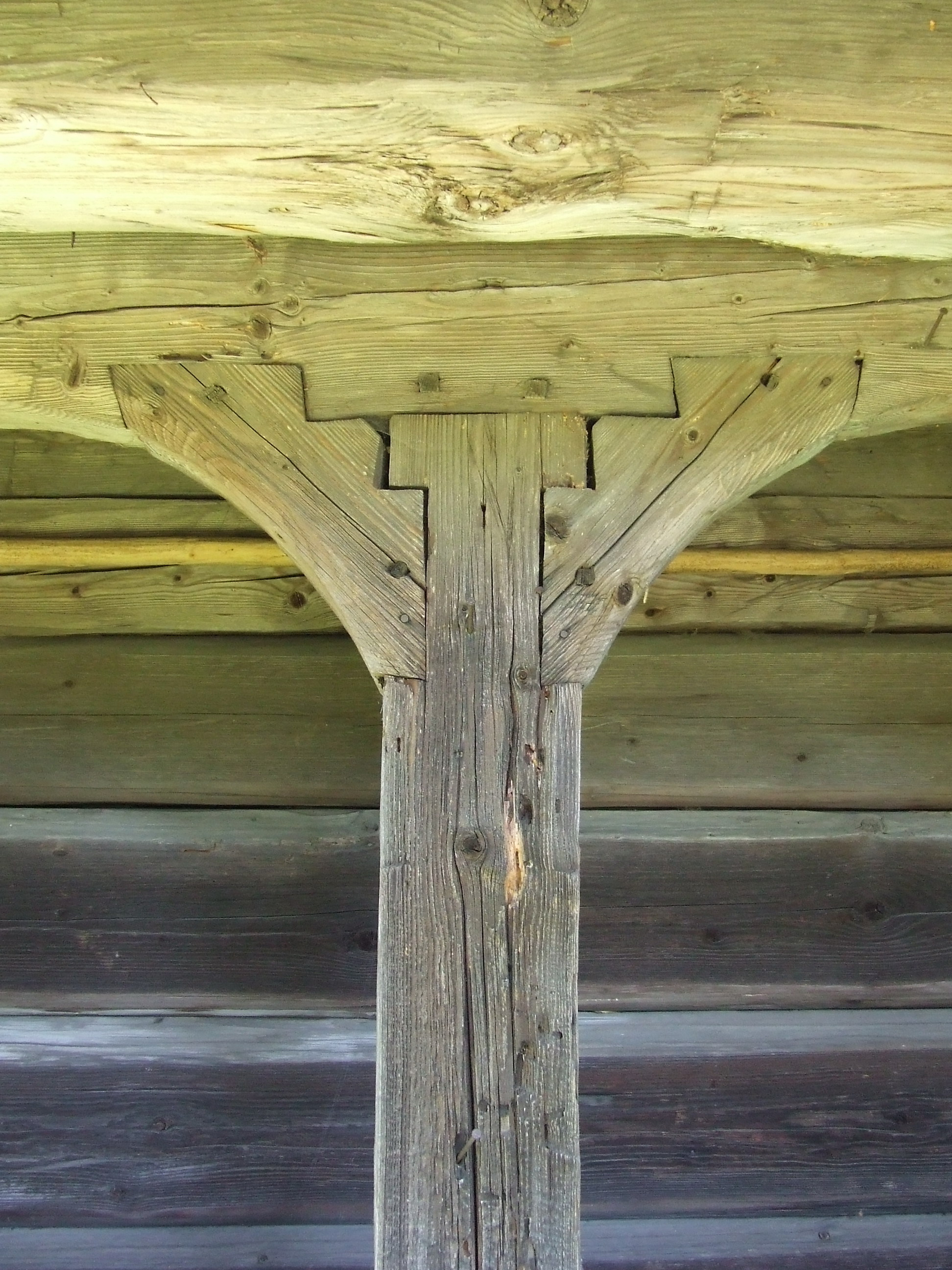
Unul din stâlpii pridvorului
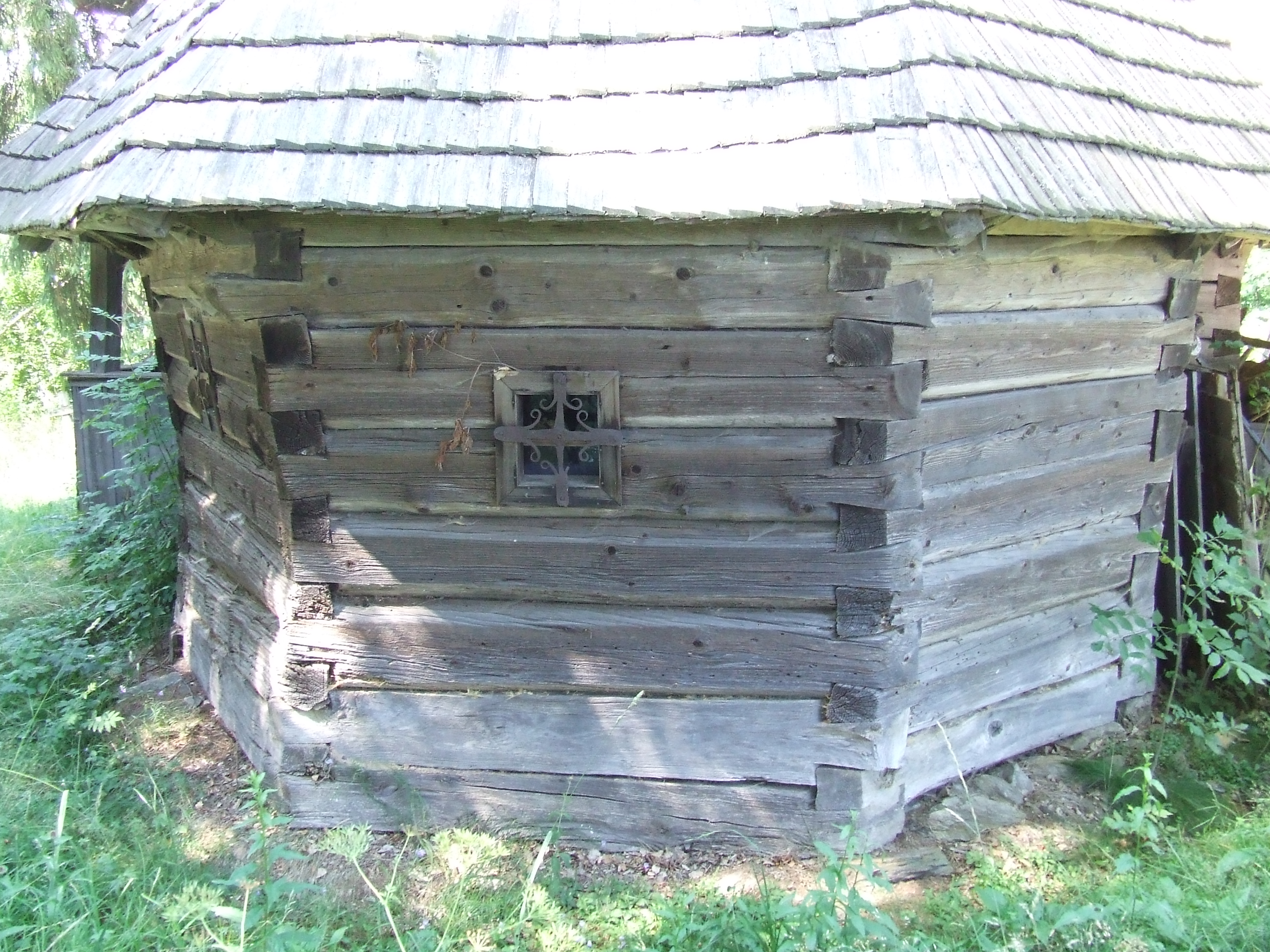
Absida altarului
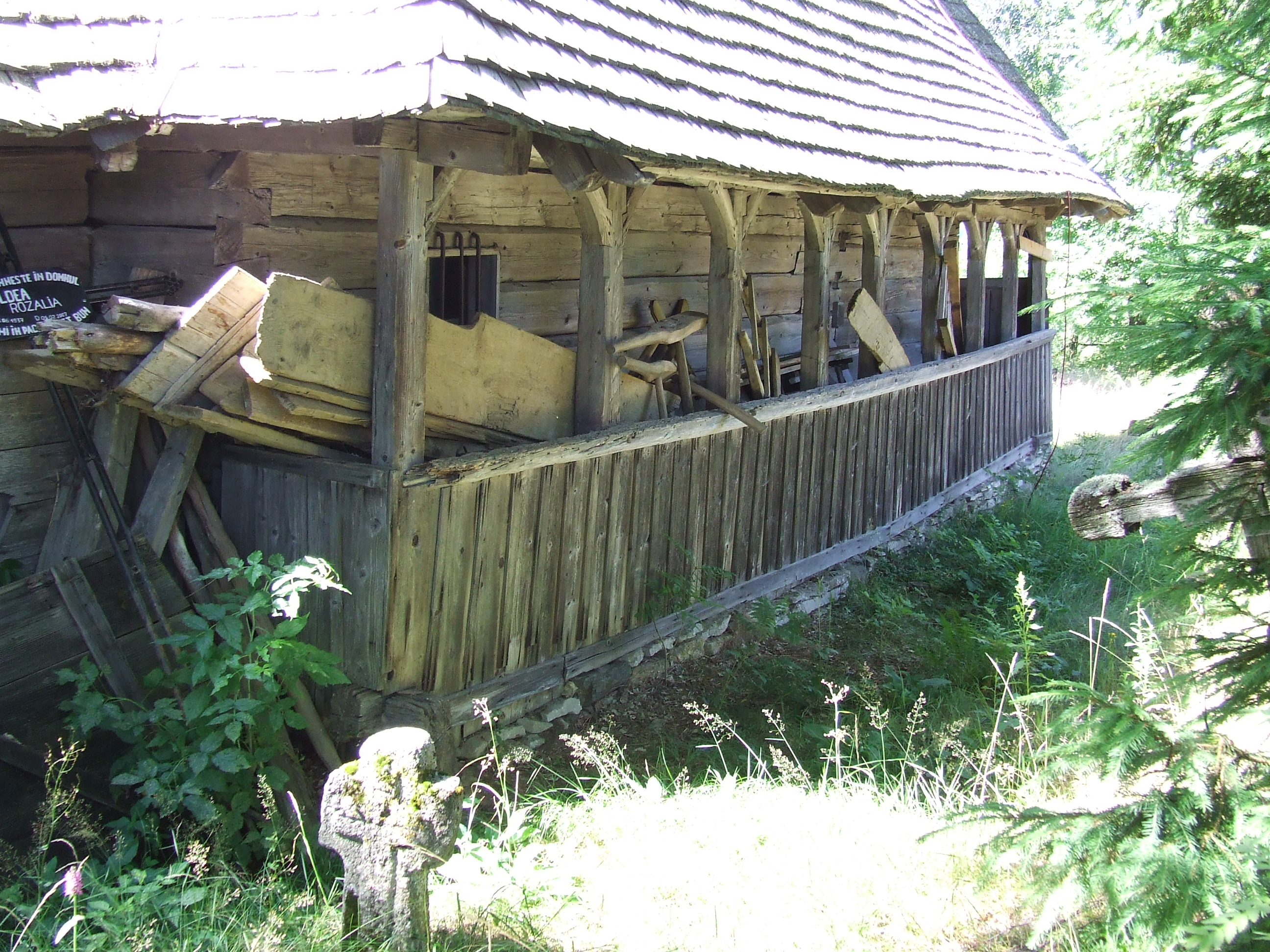
Pridvorul de pe latura de nord
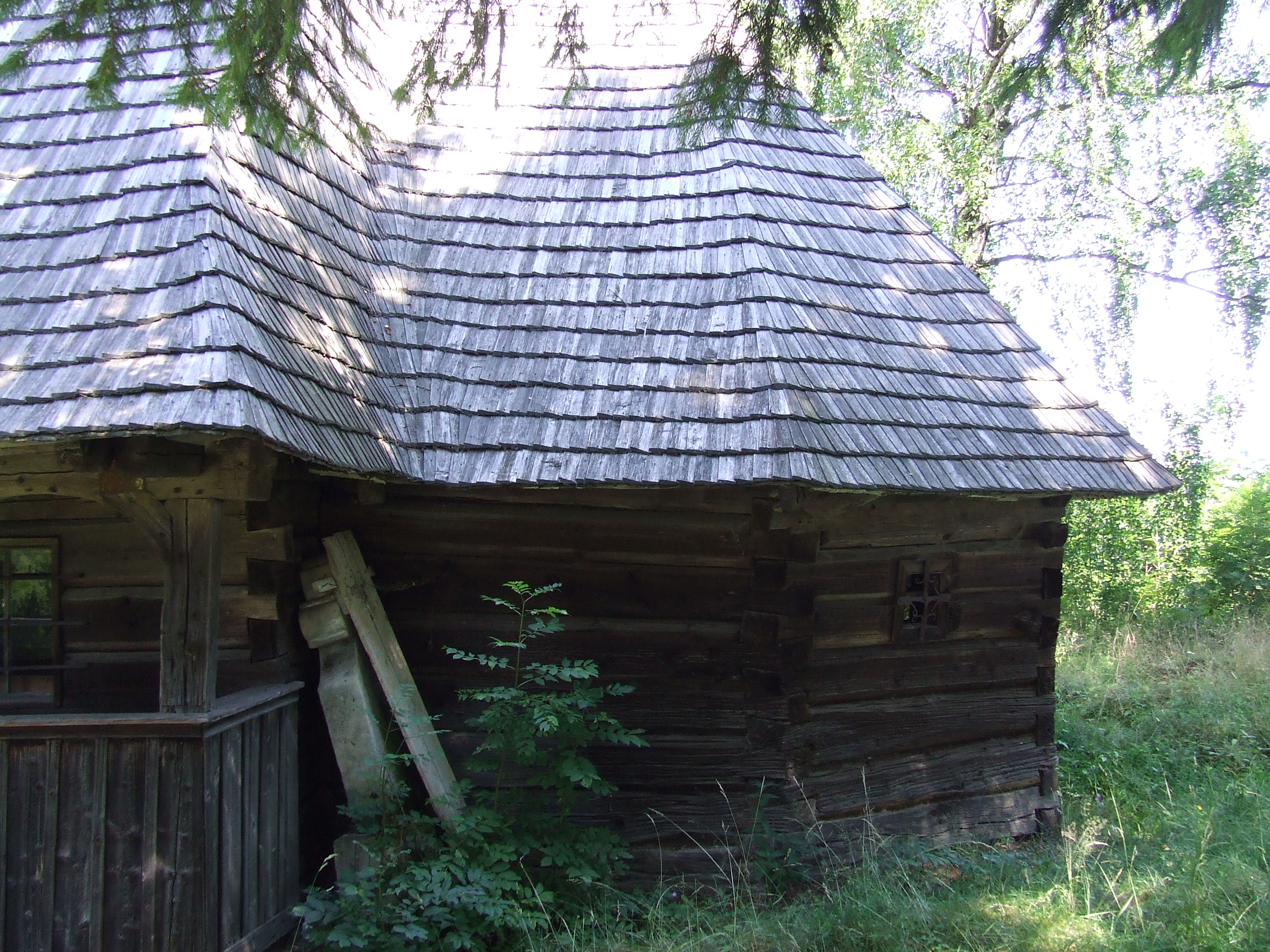
Absida altarului, vedere din sud
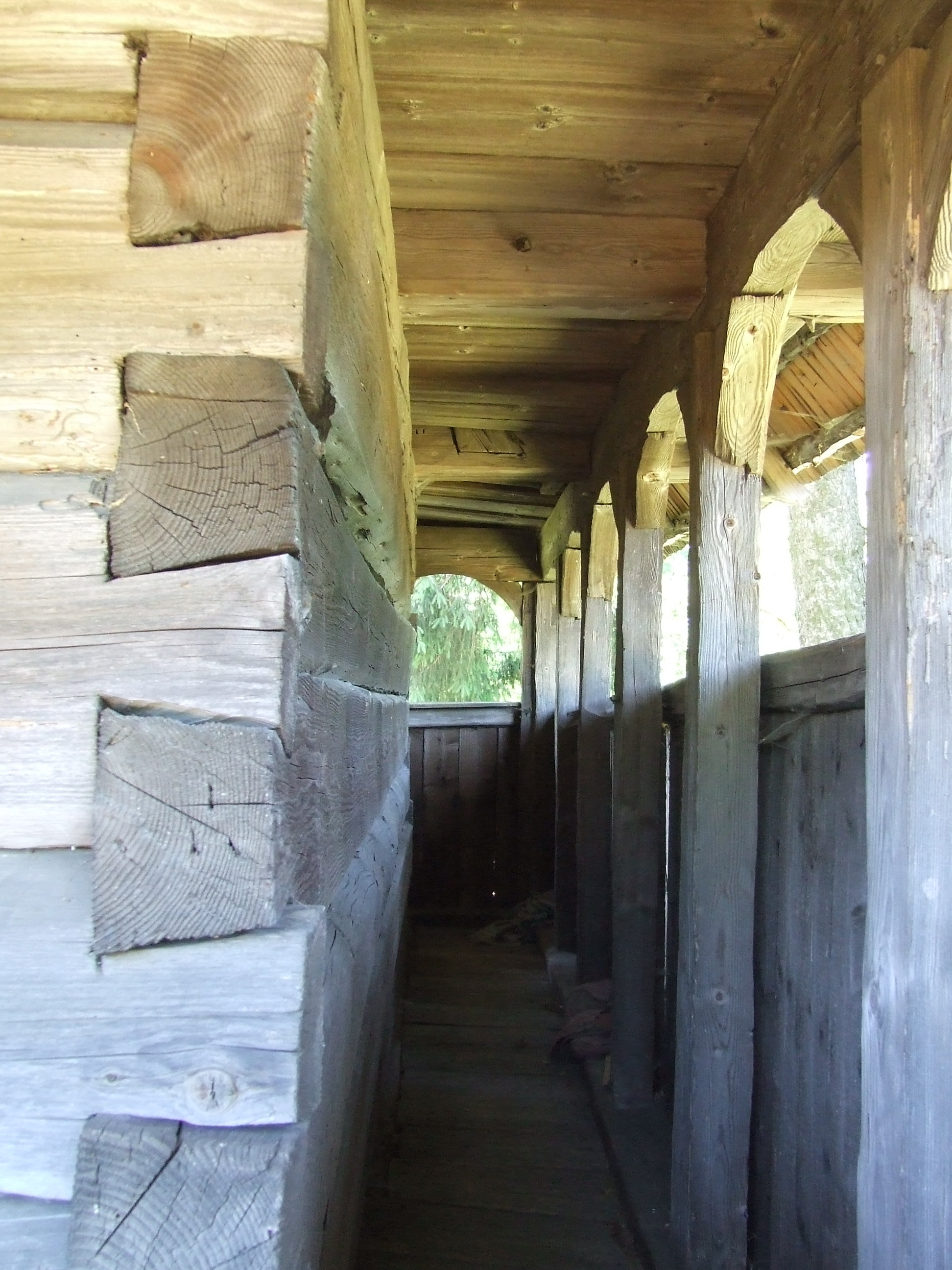
Îmbinare, prispa de sud
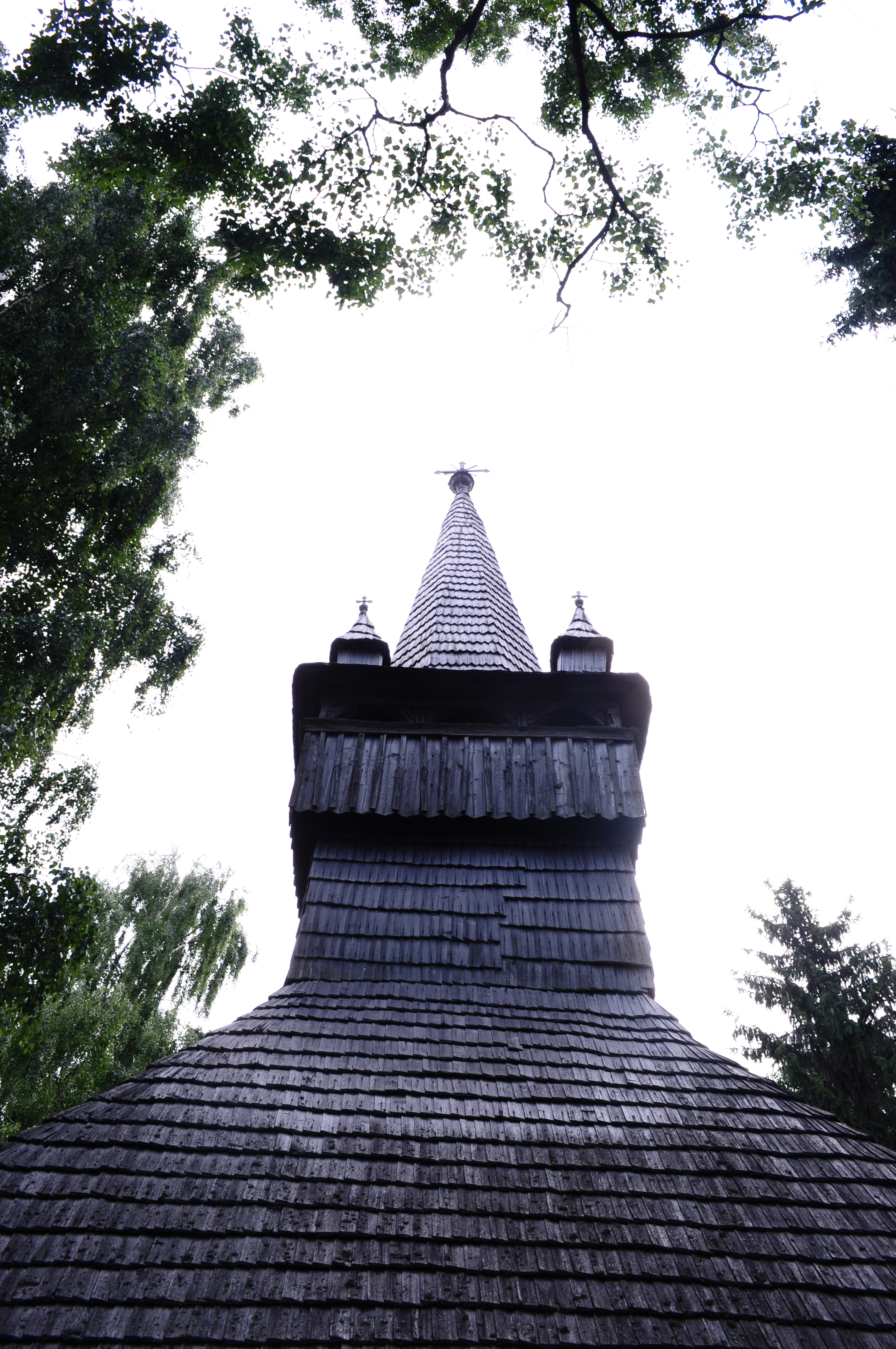
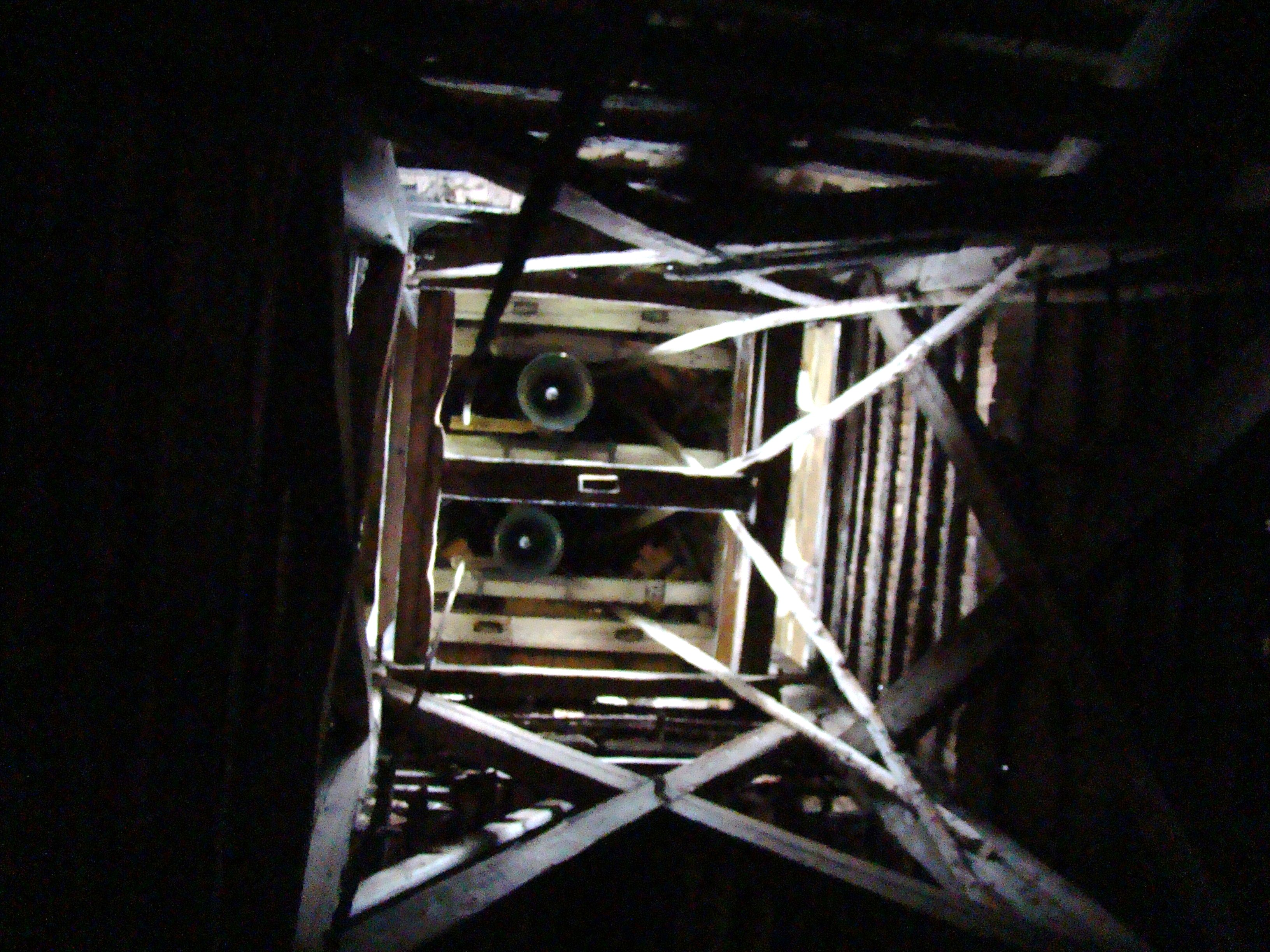
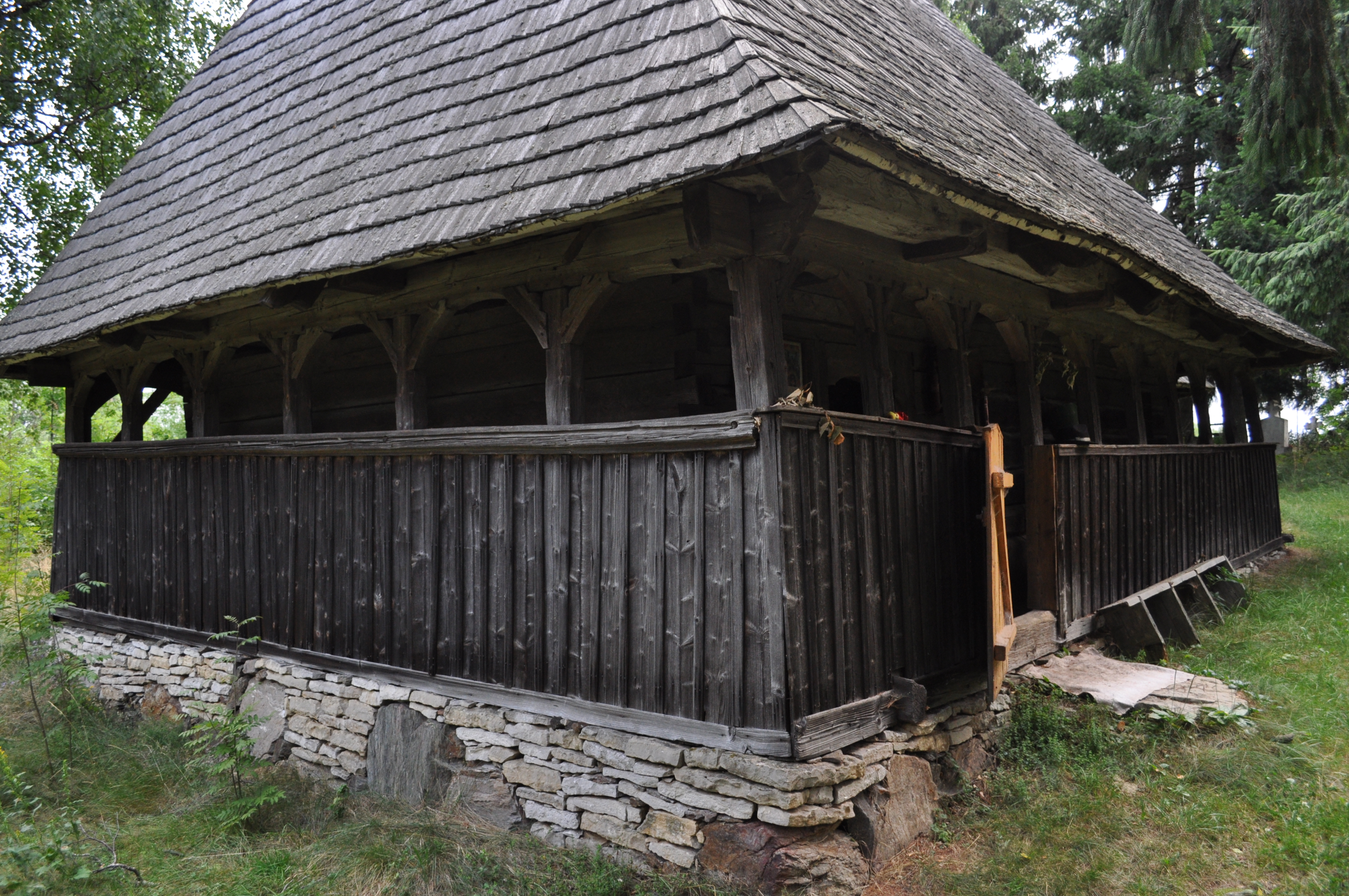
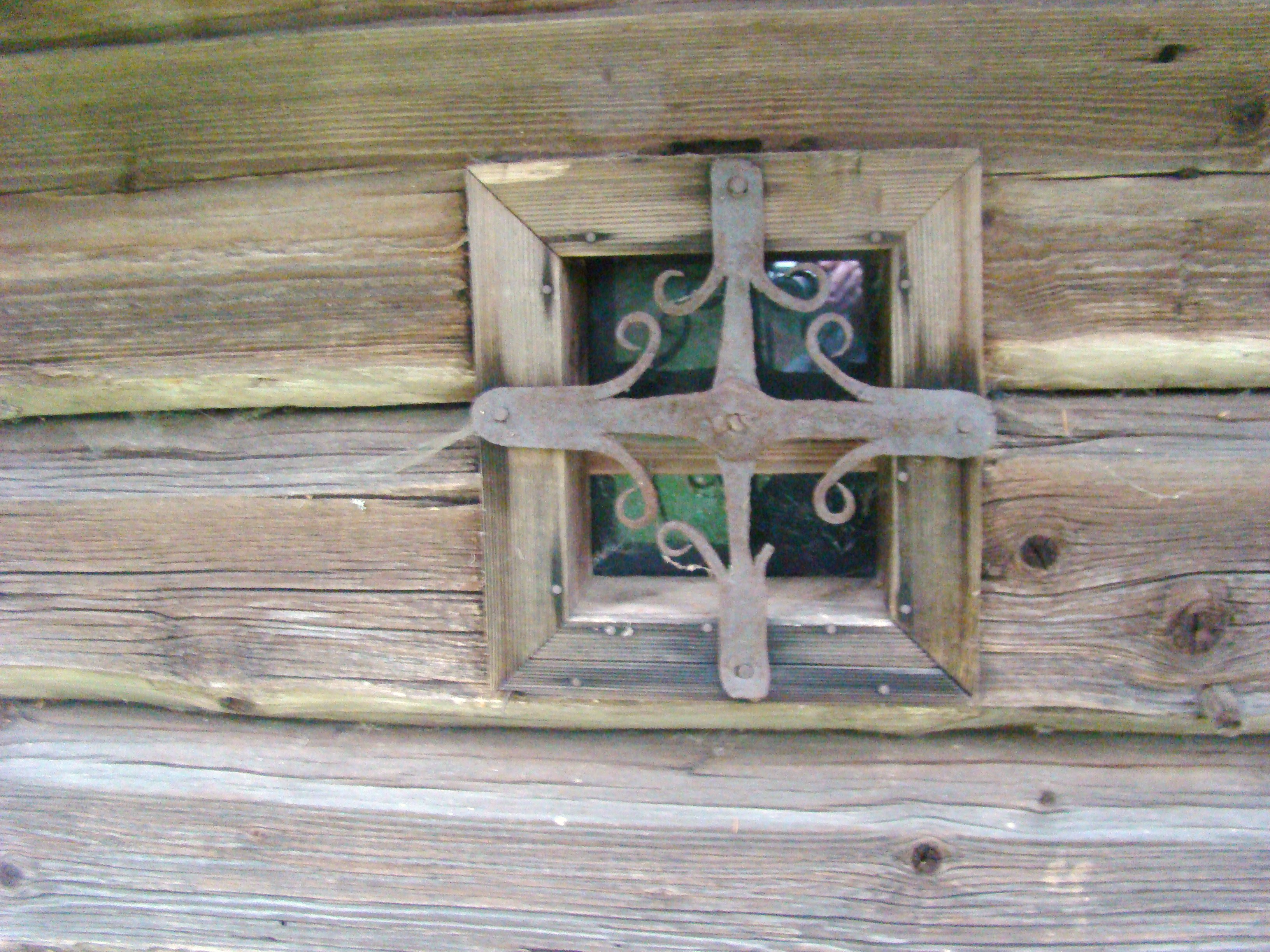
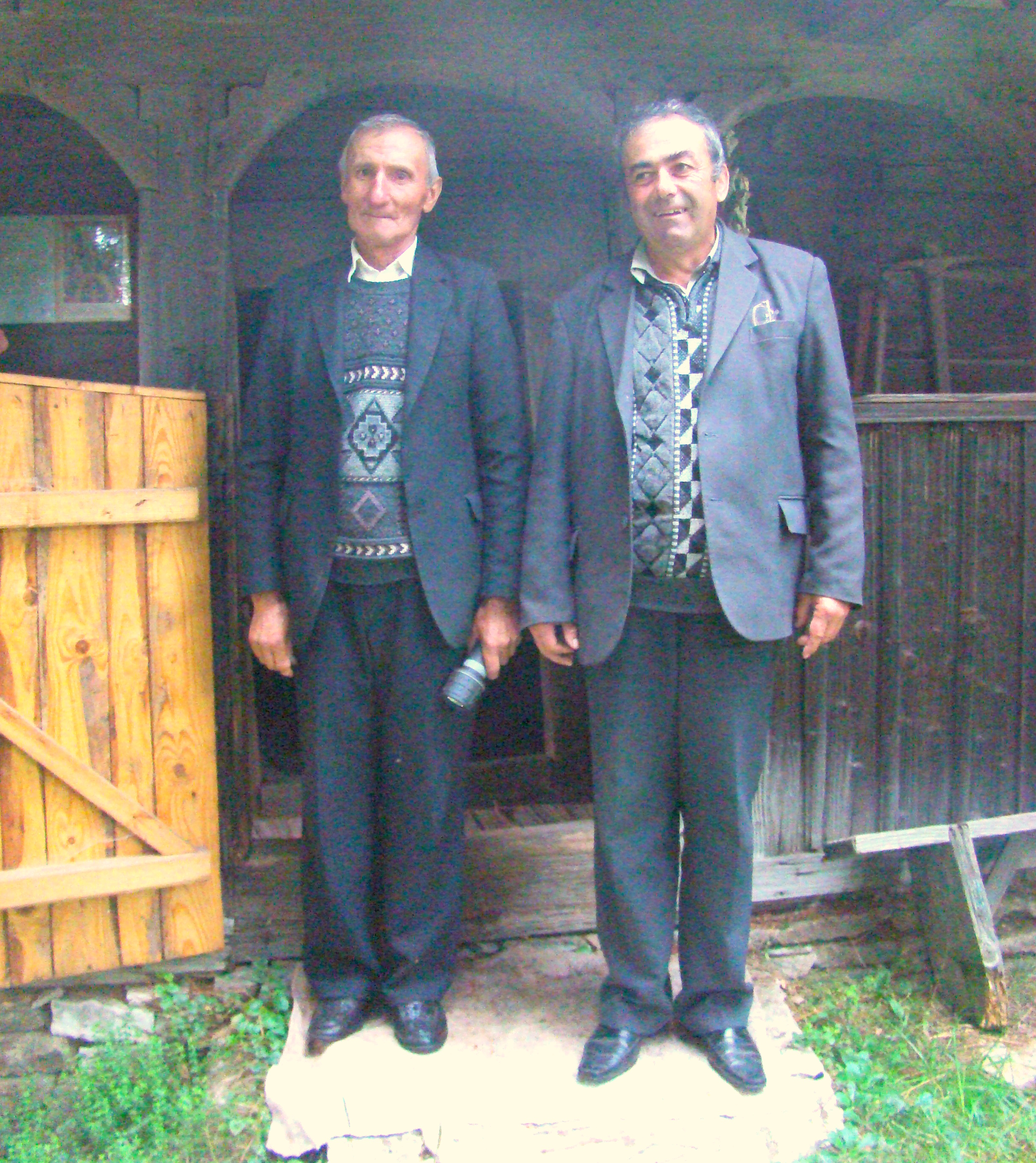
Sfătul Vanța Gavril și cântărețul Stan Teodor Dorel
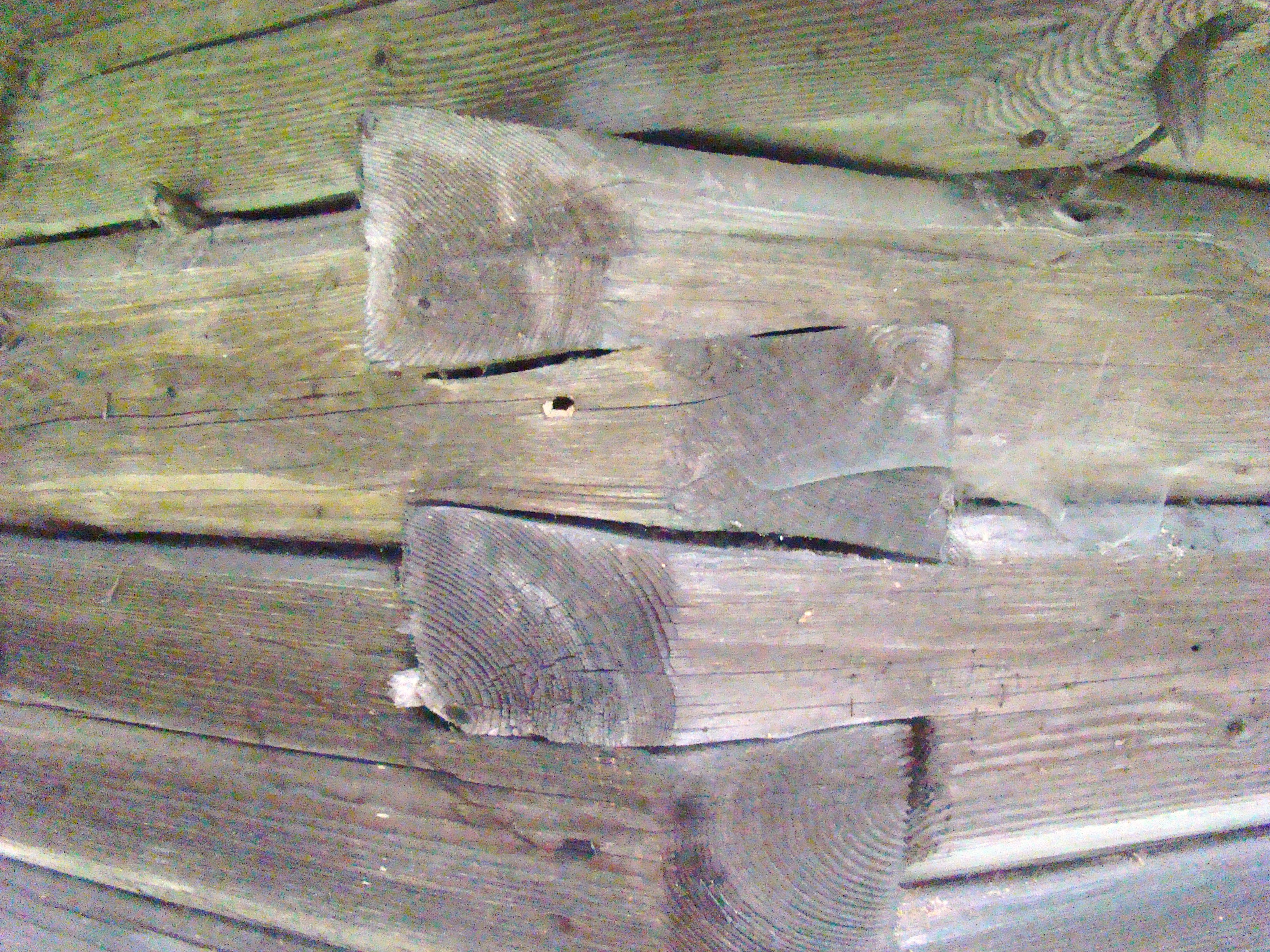
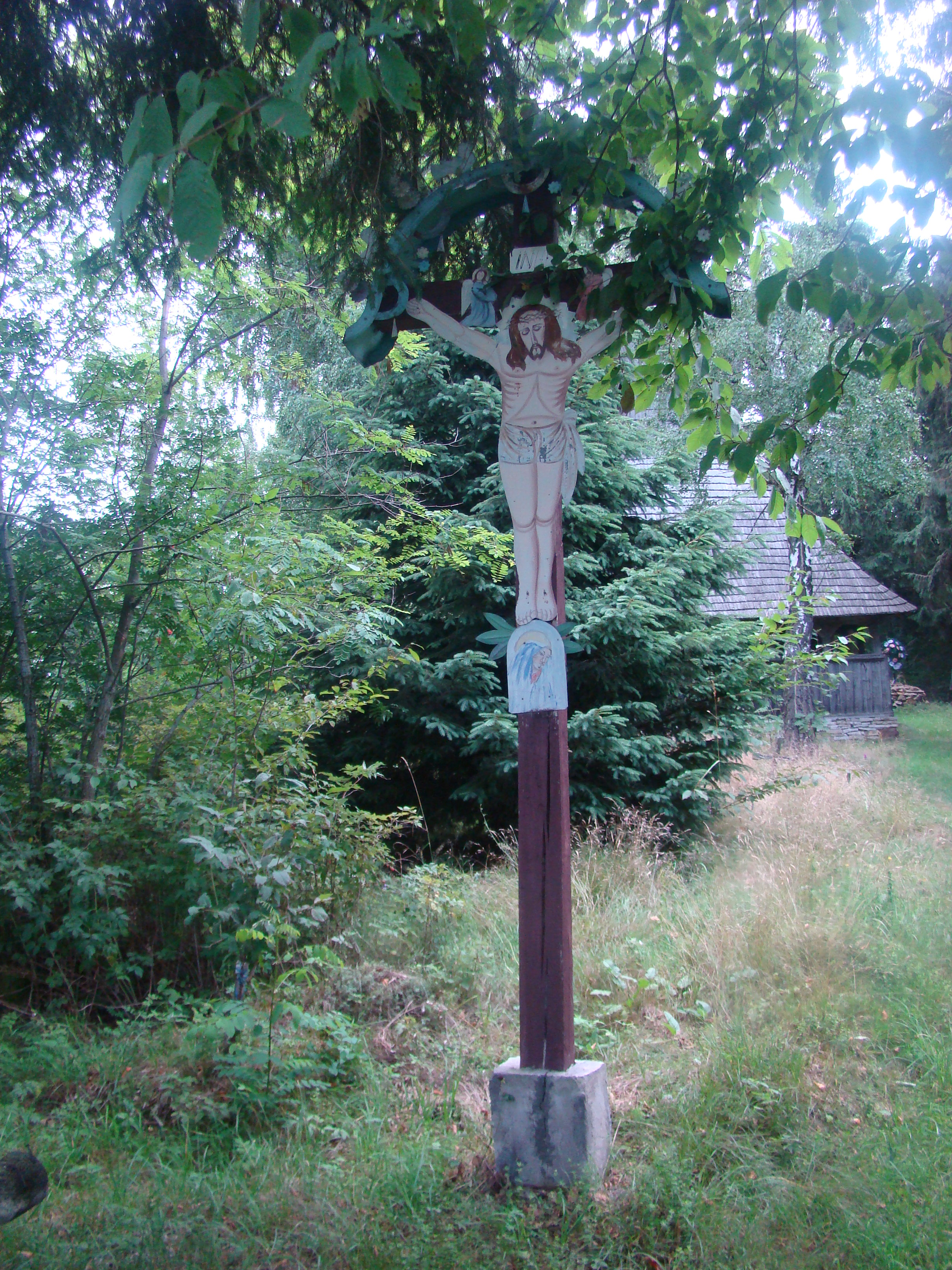
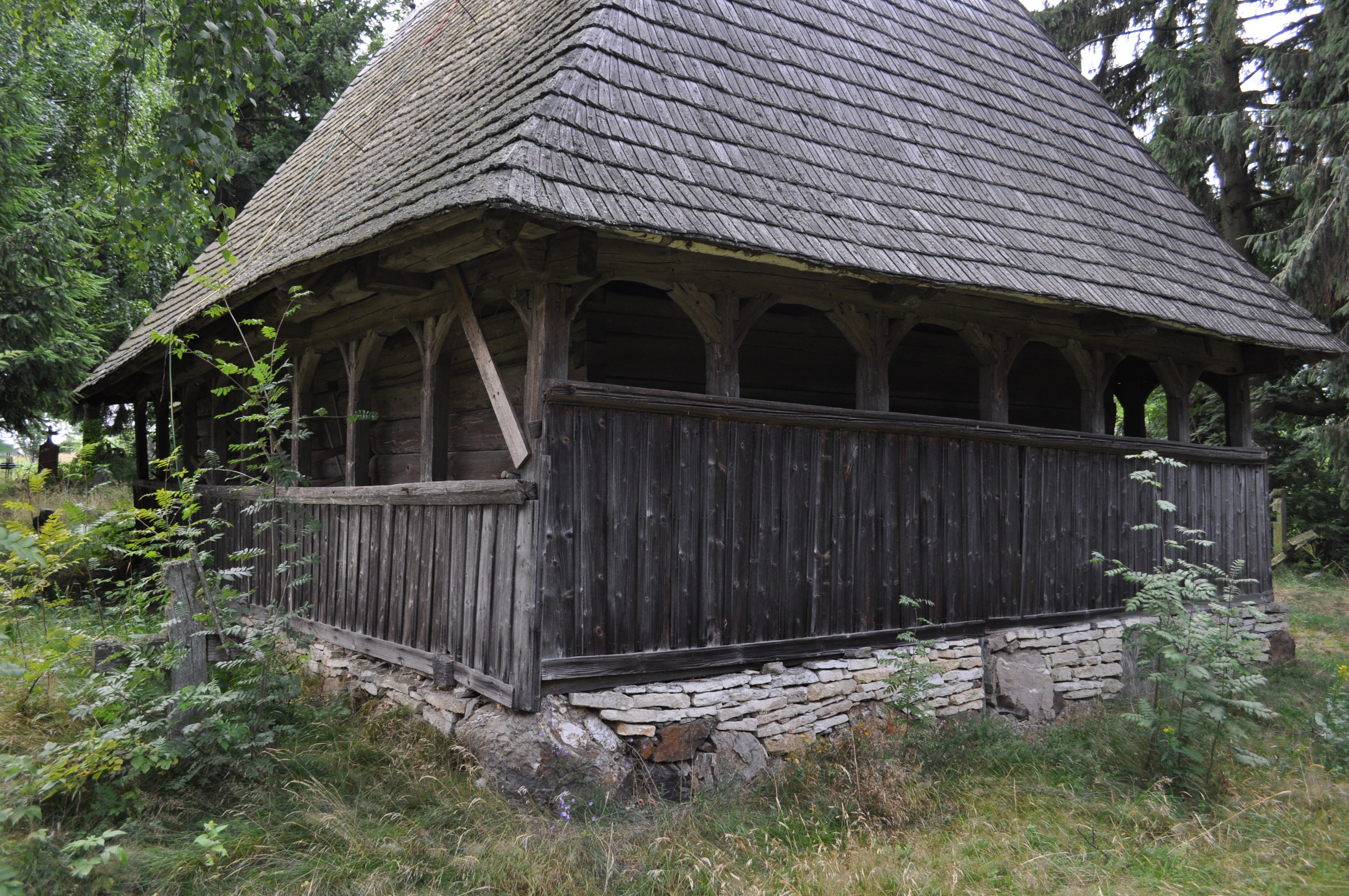
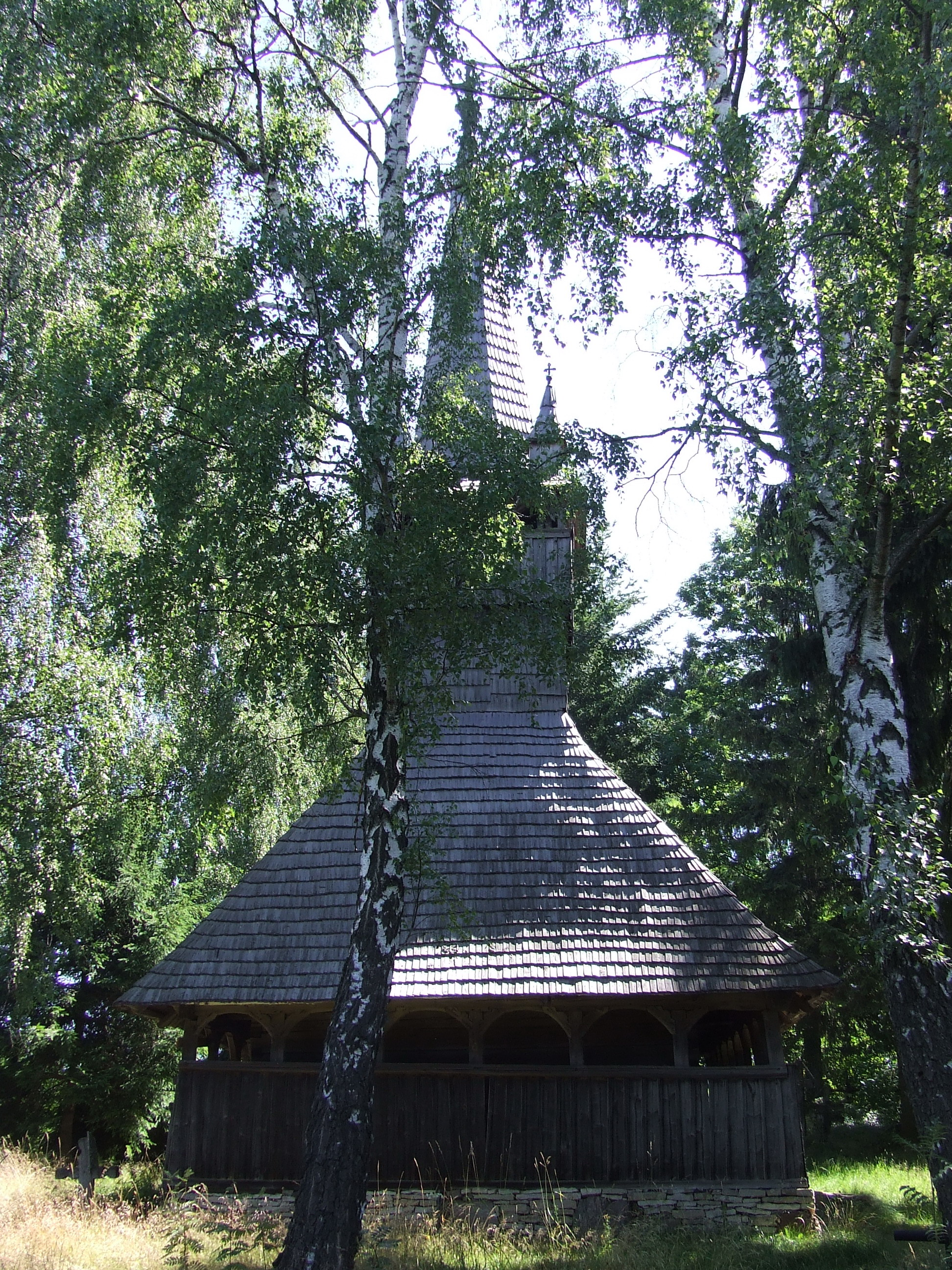
Biserica, printre mesteceni, vedere din sud
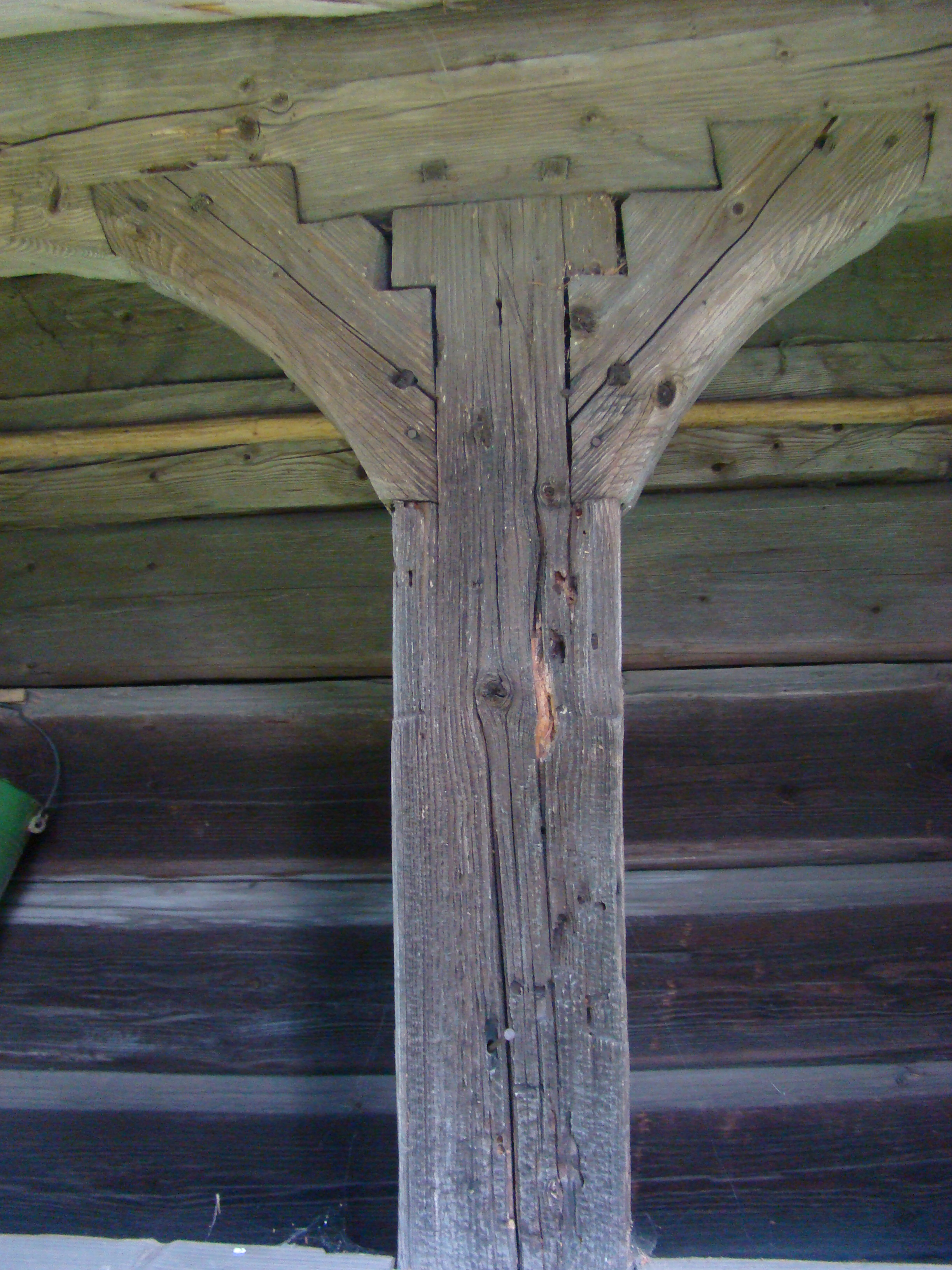
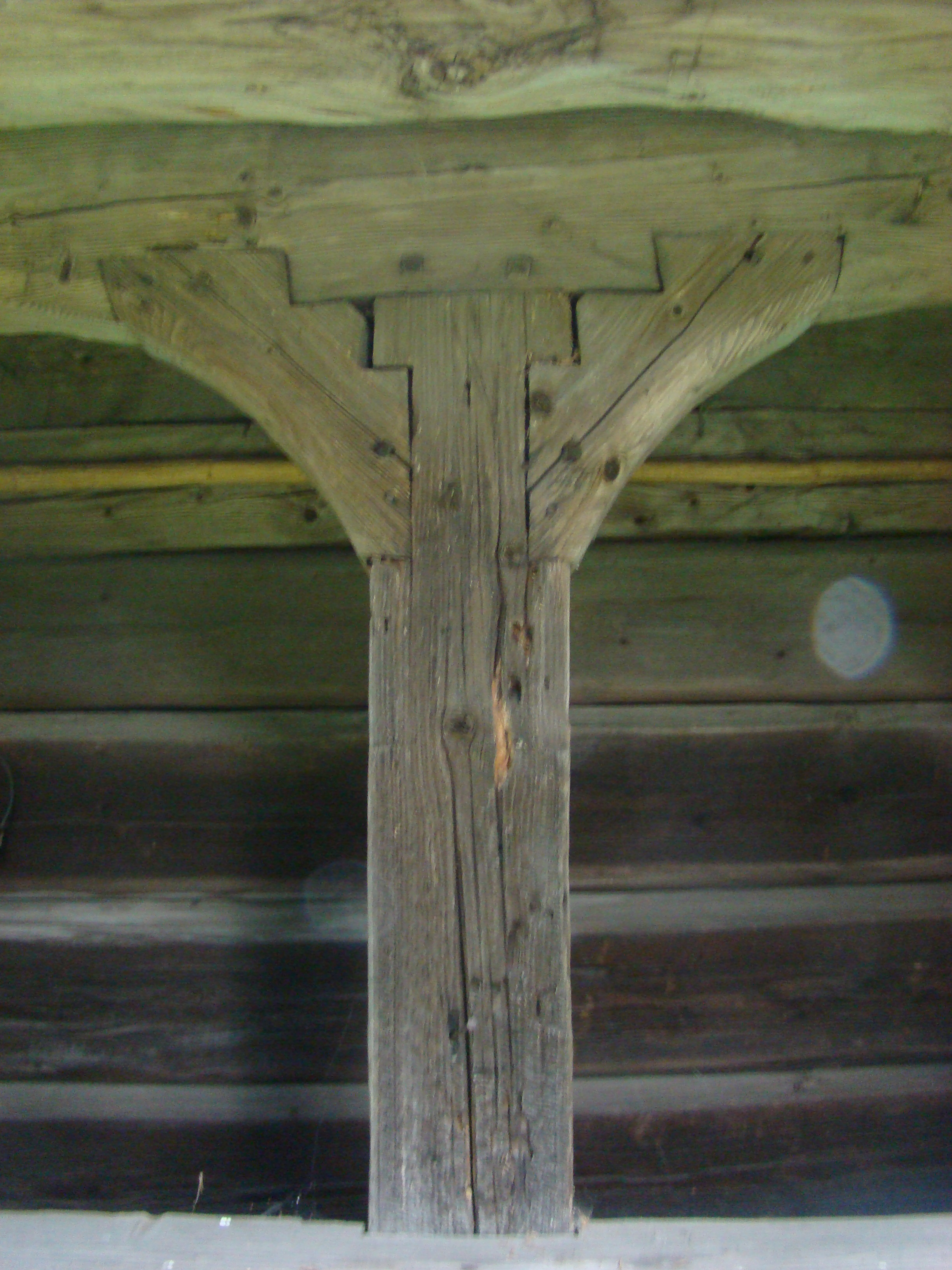
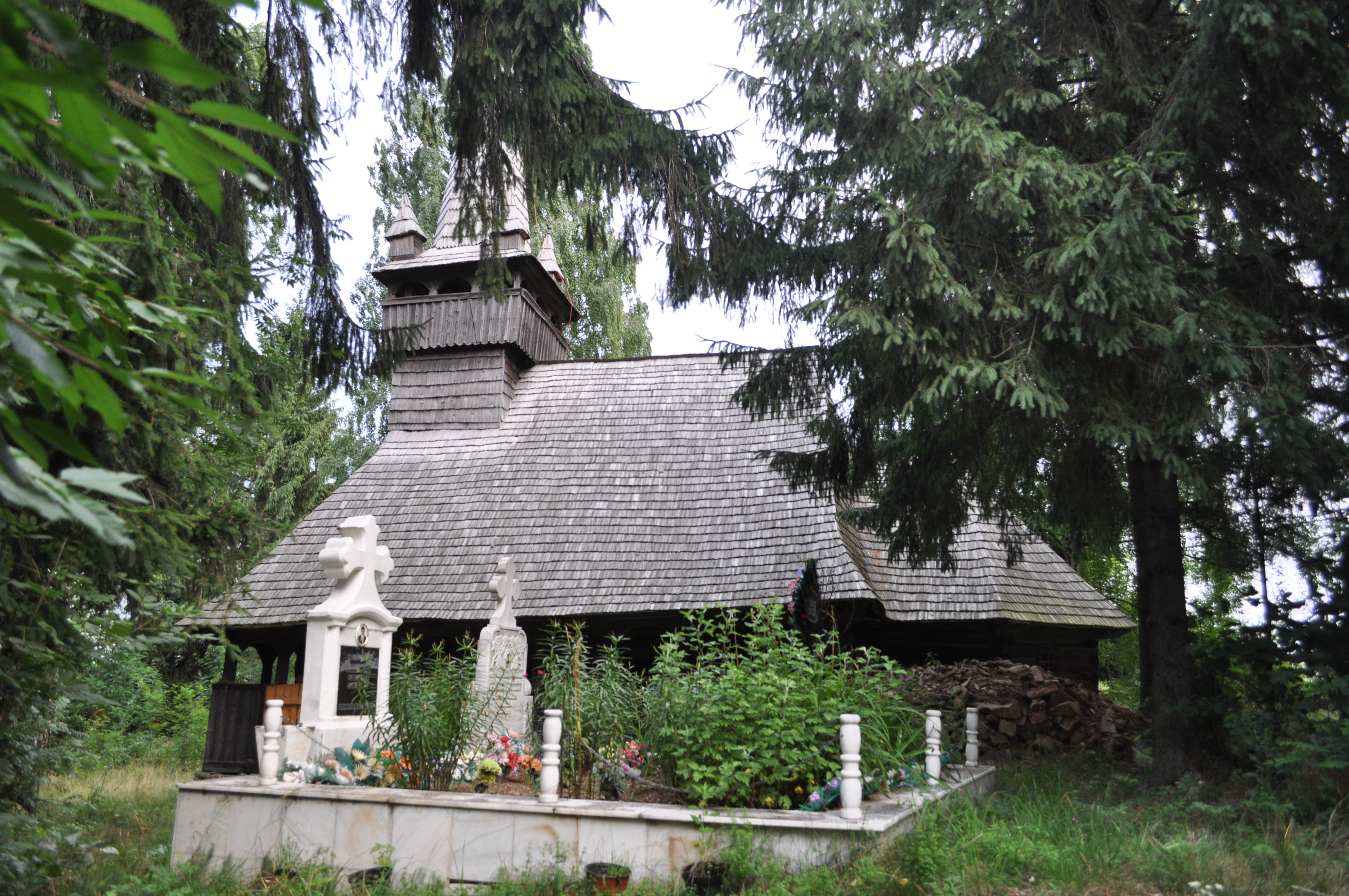
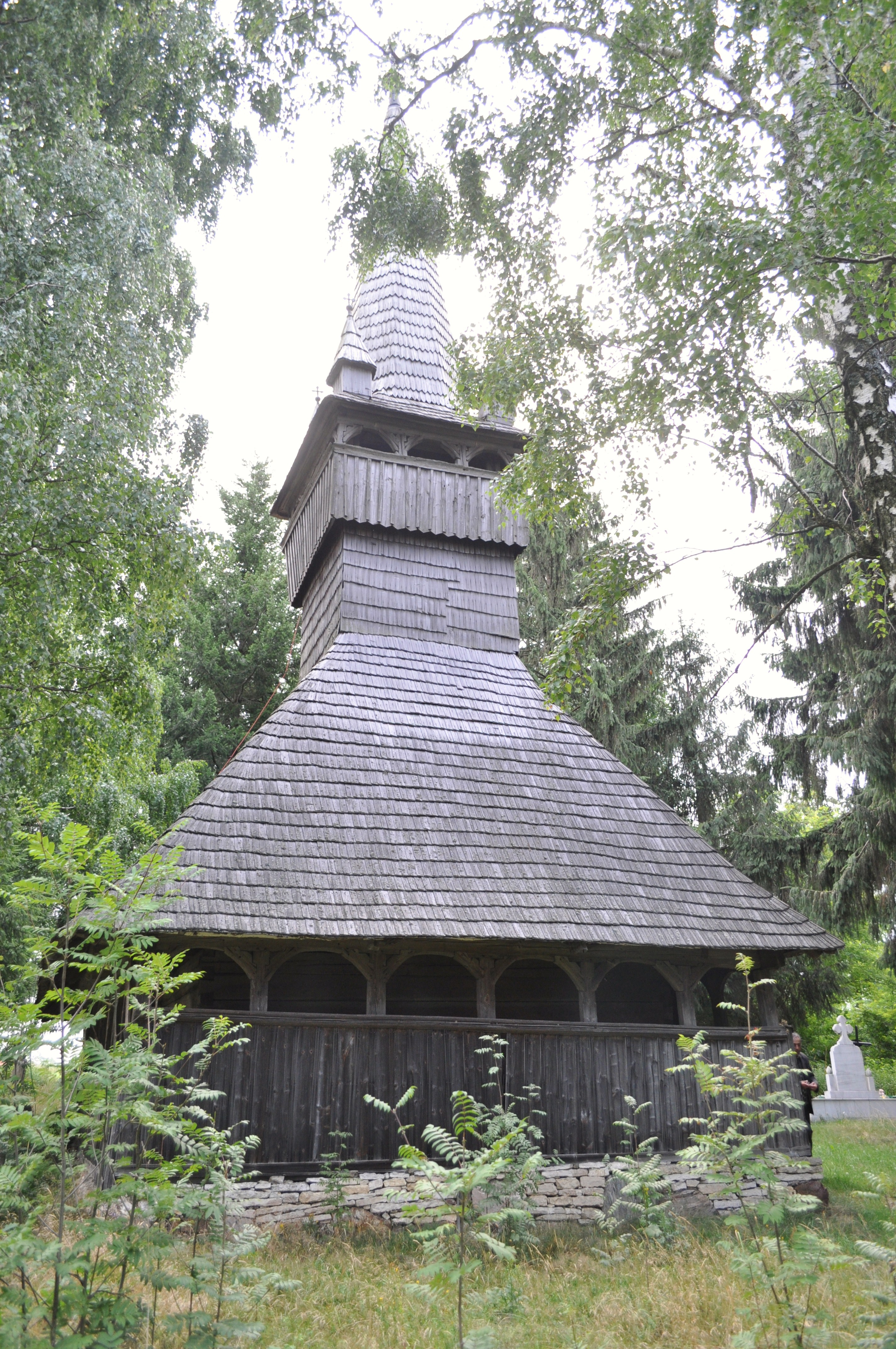
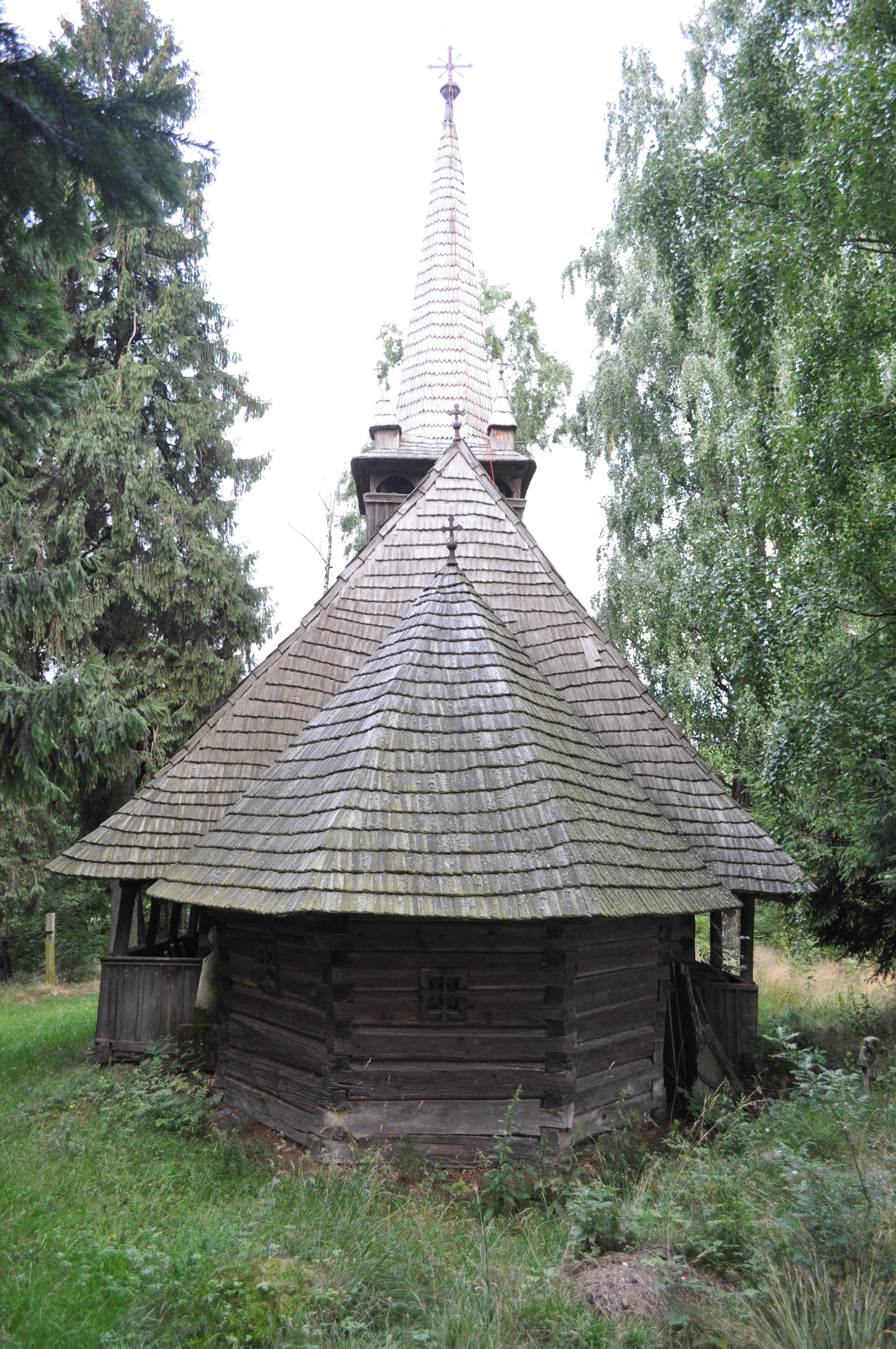
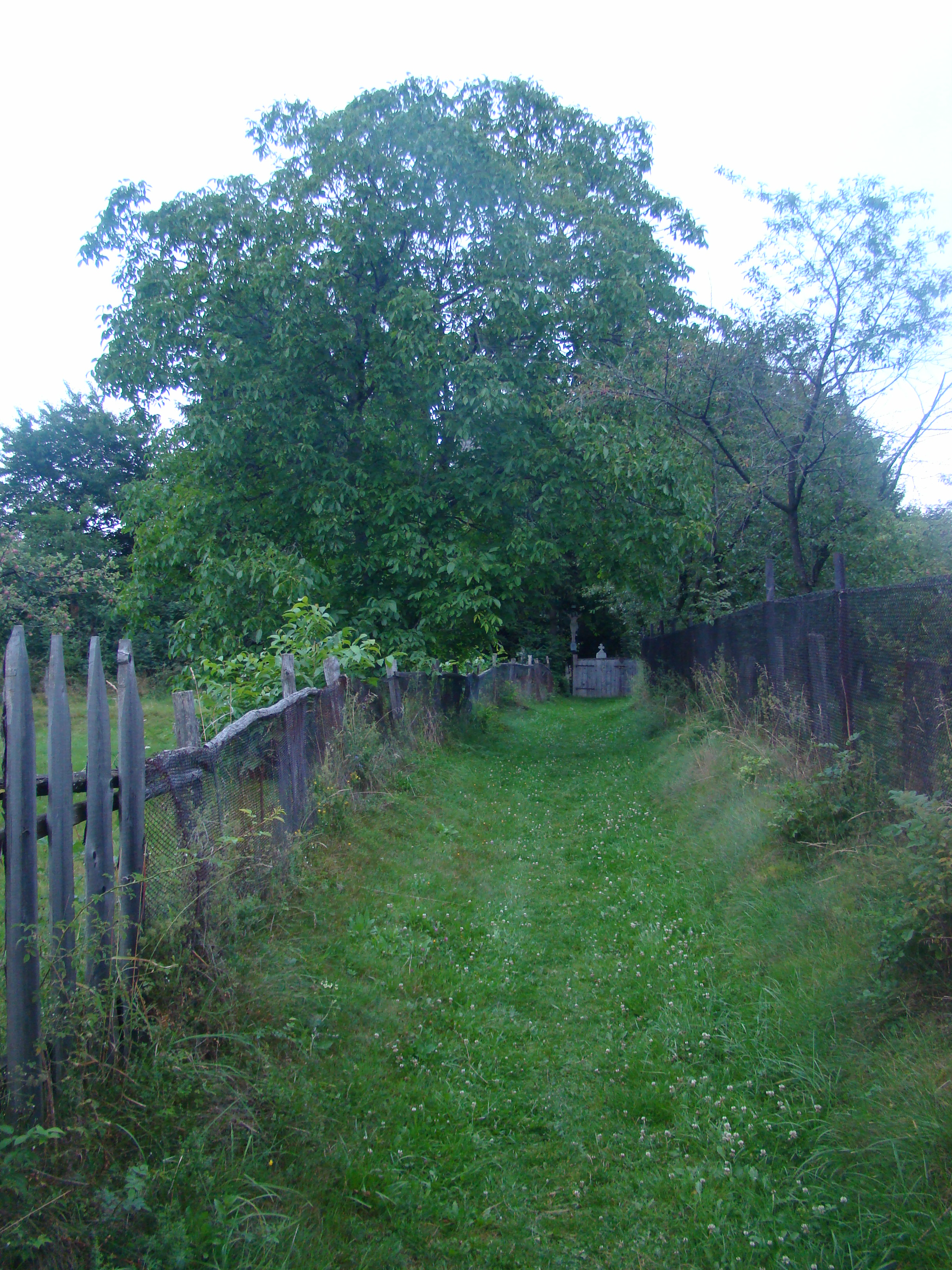

## Imagini din interior

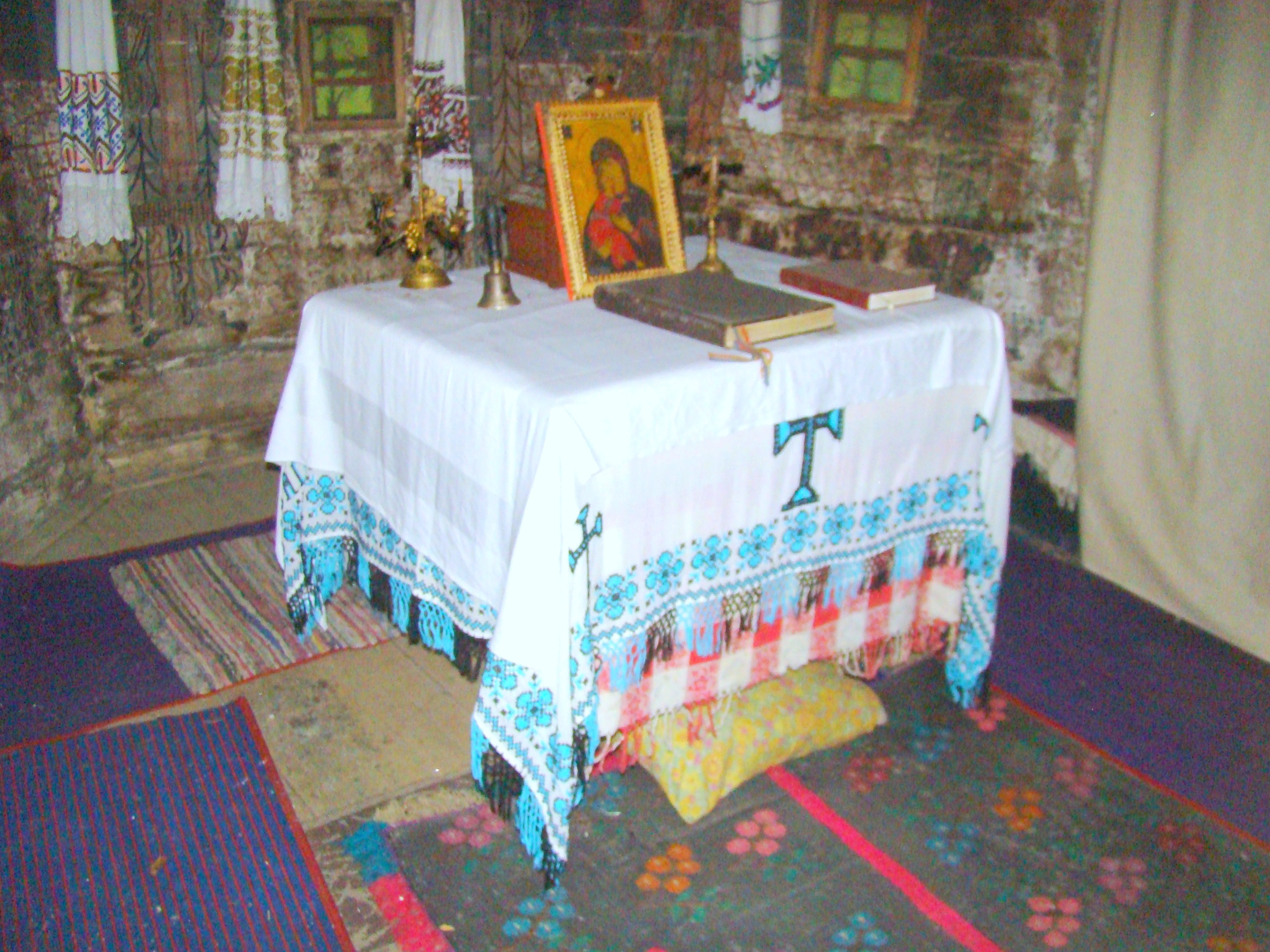
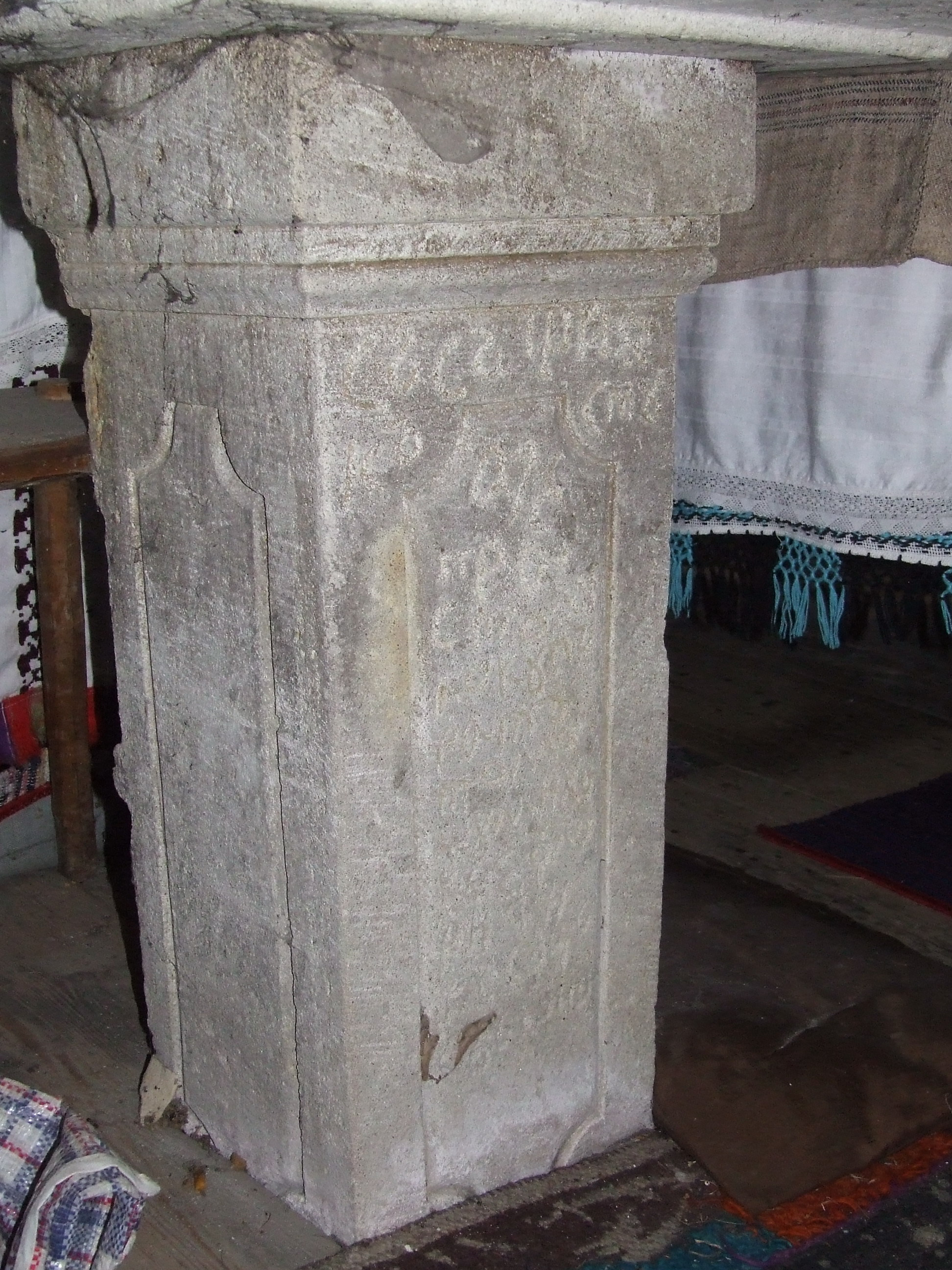
Piciorul altarului
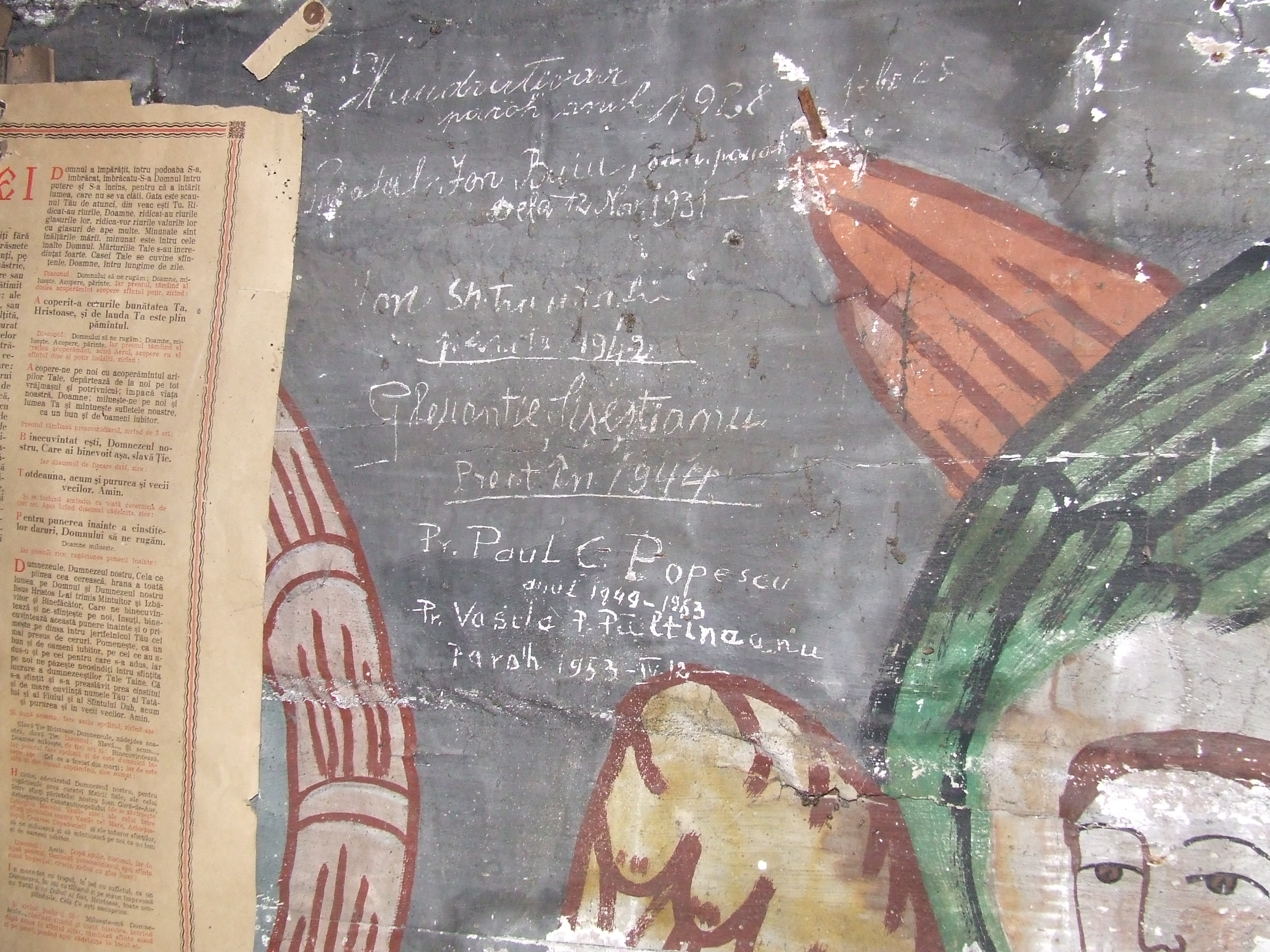
Lista preoților slujitori scrijelită pe pictura altarului
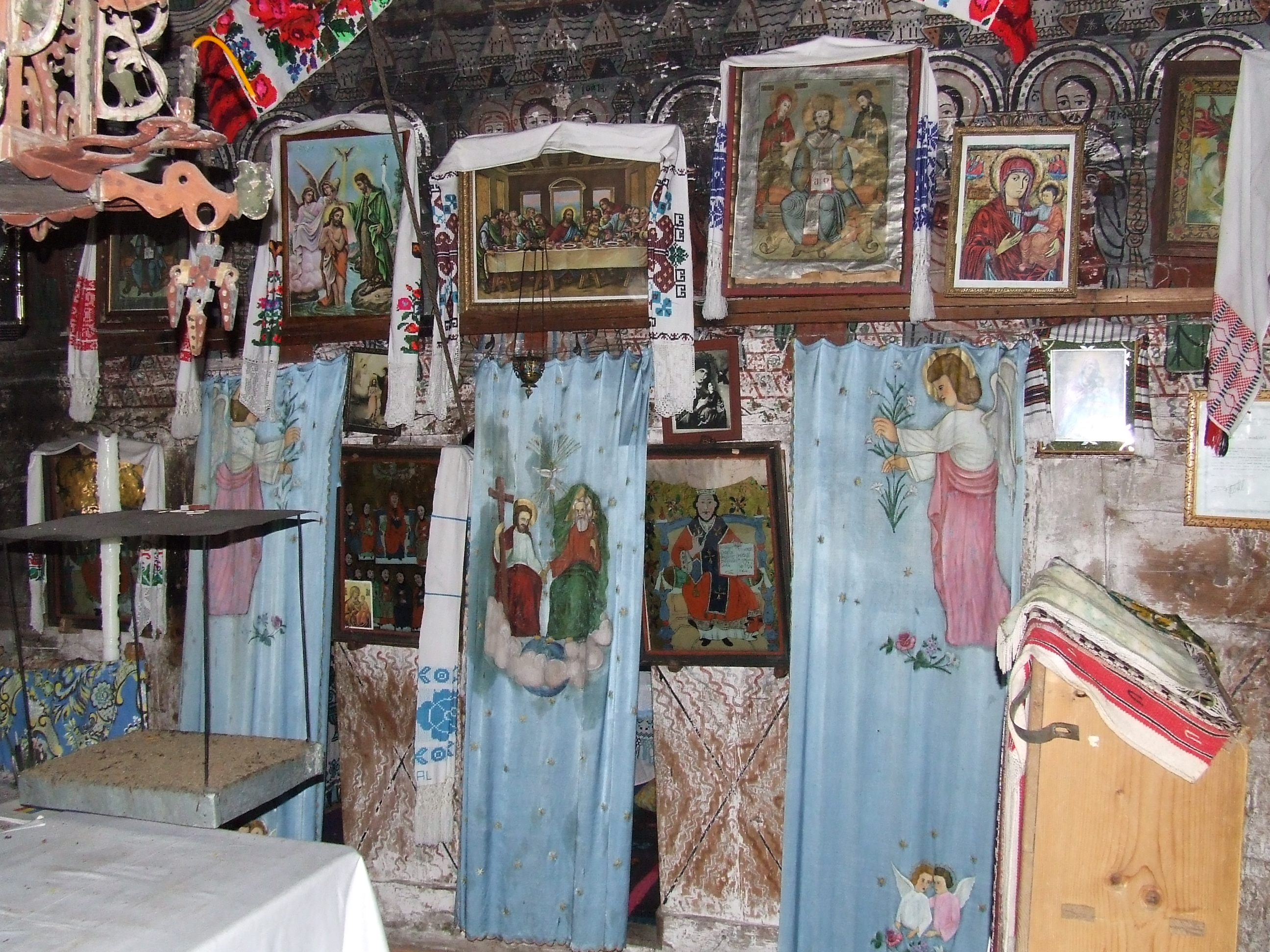
Ușile împărătești
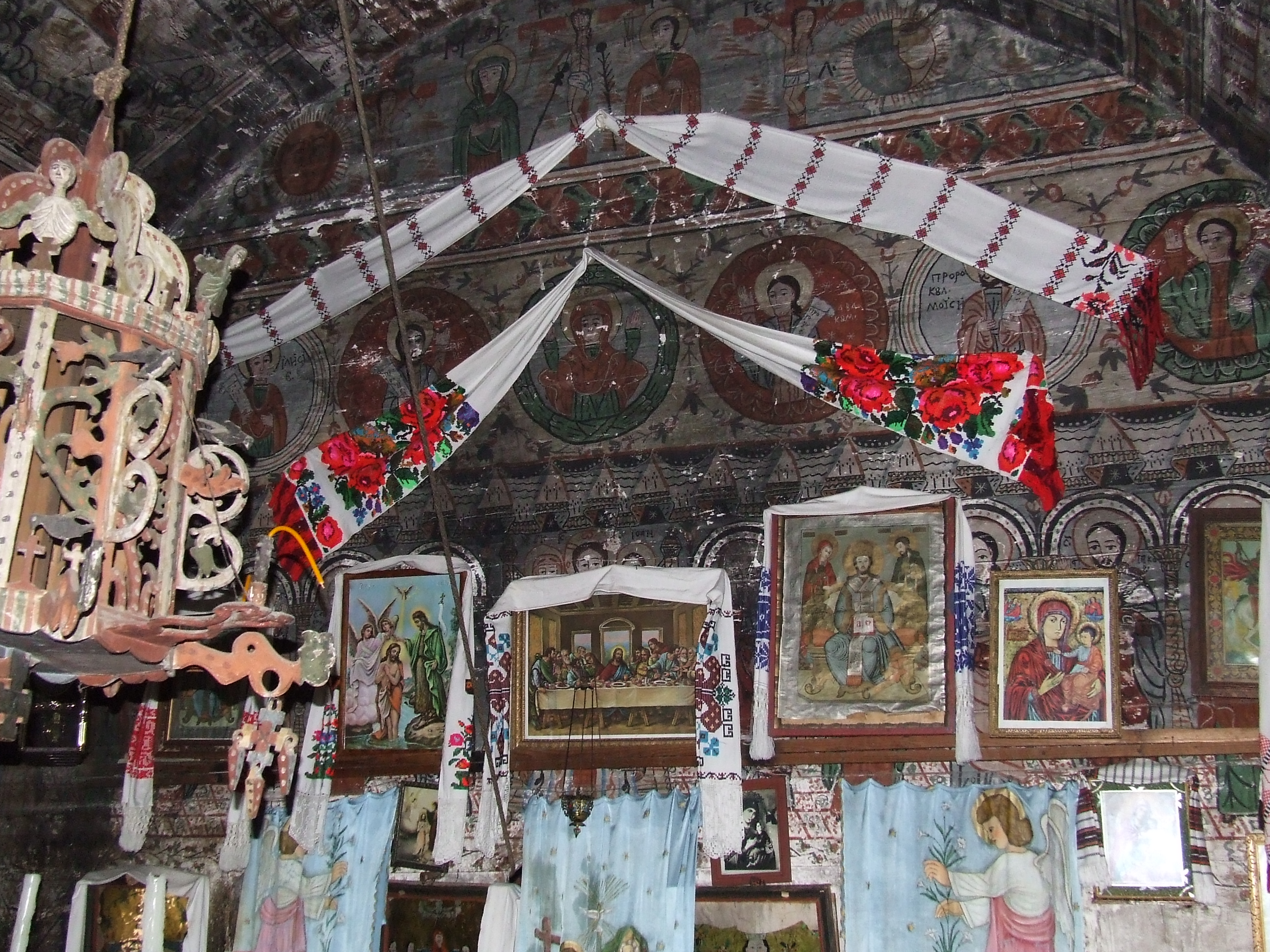
Iconostasul
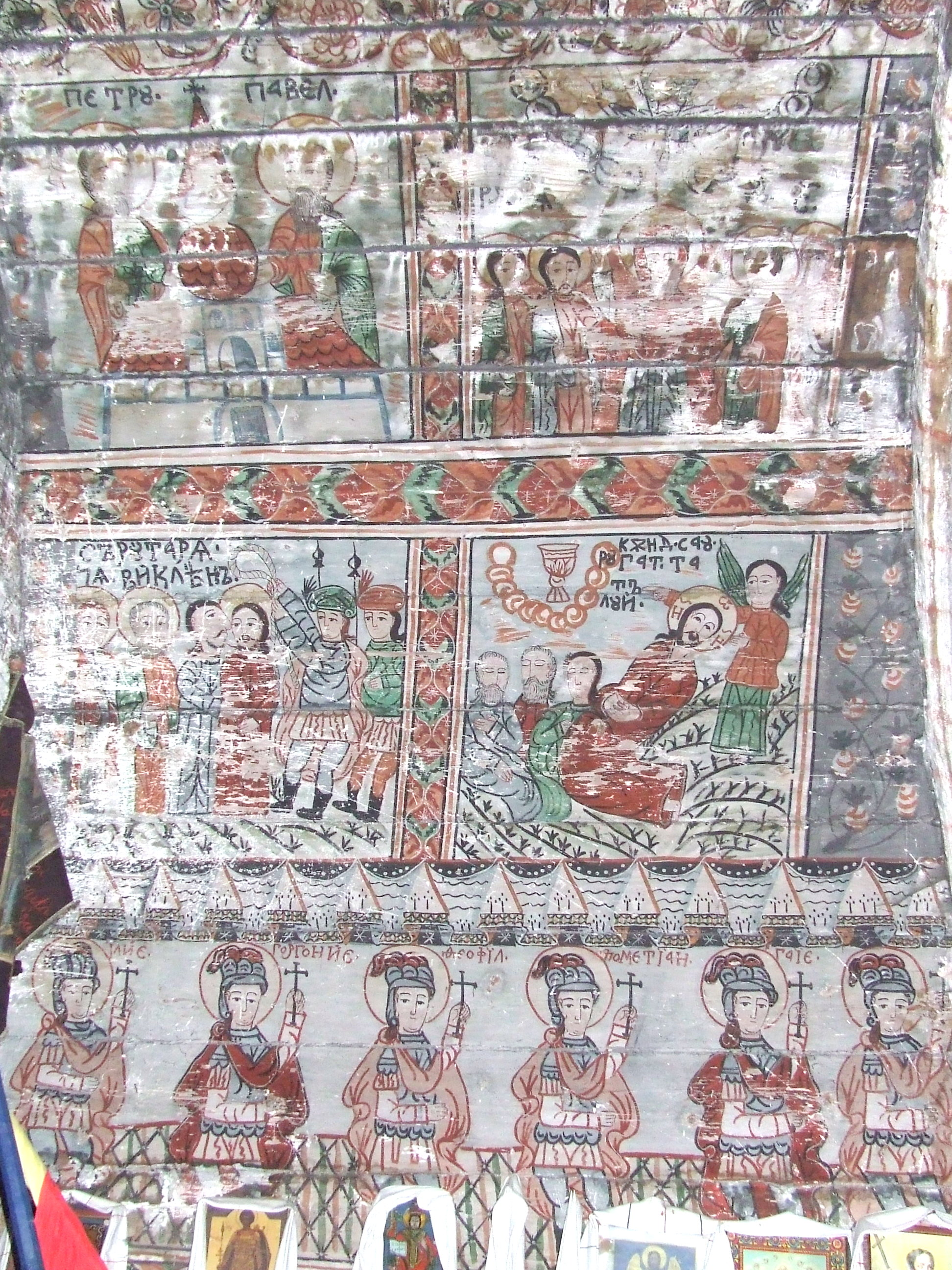
Fragment de pictură
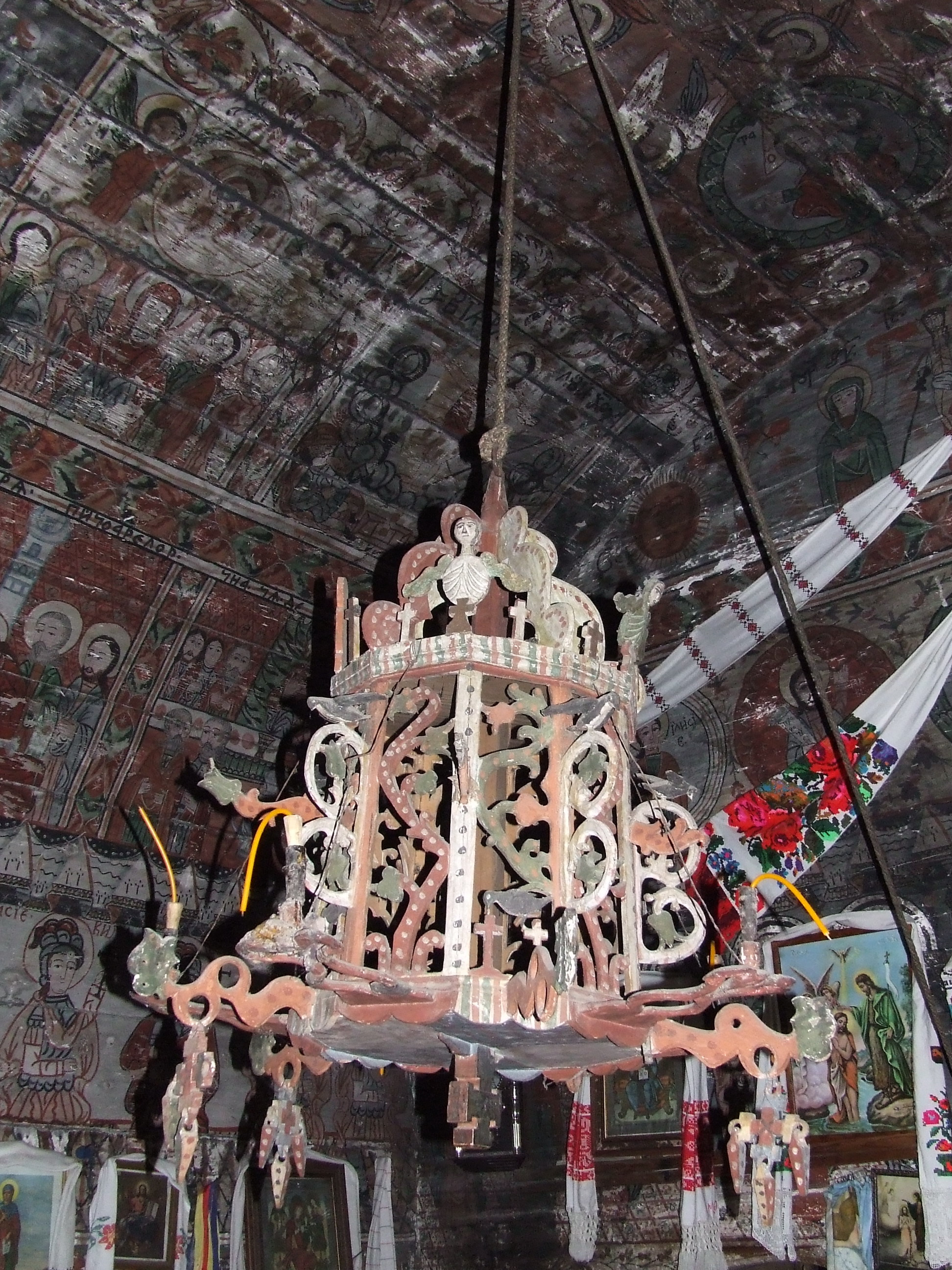
Candelabru
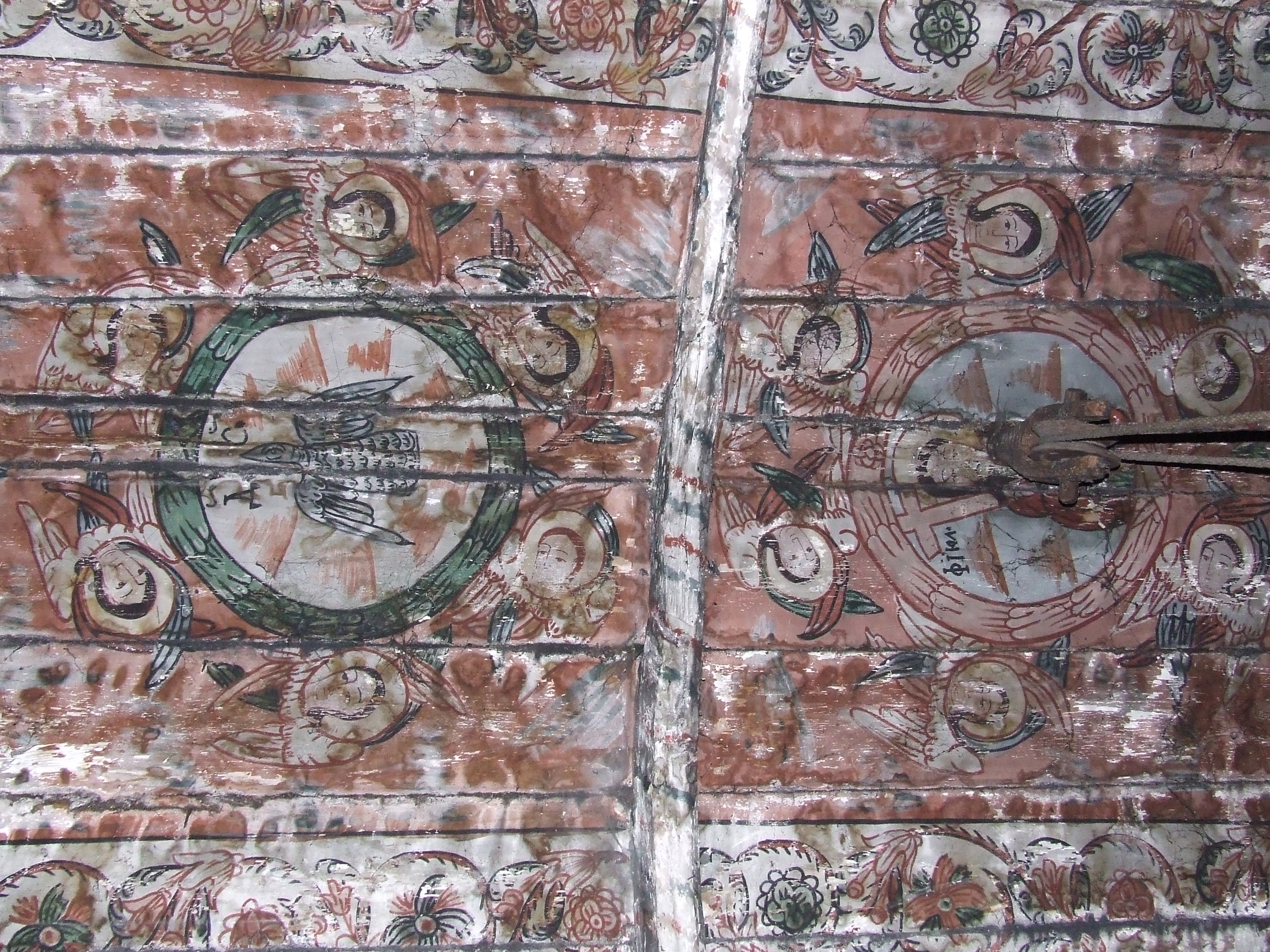
Pictura bolții și fragment din arc-dublou
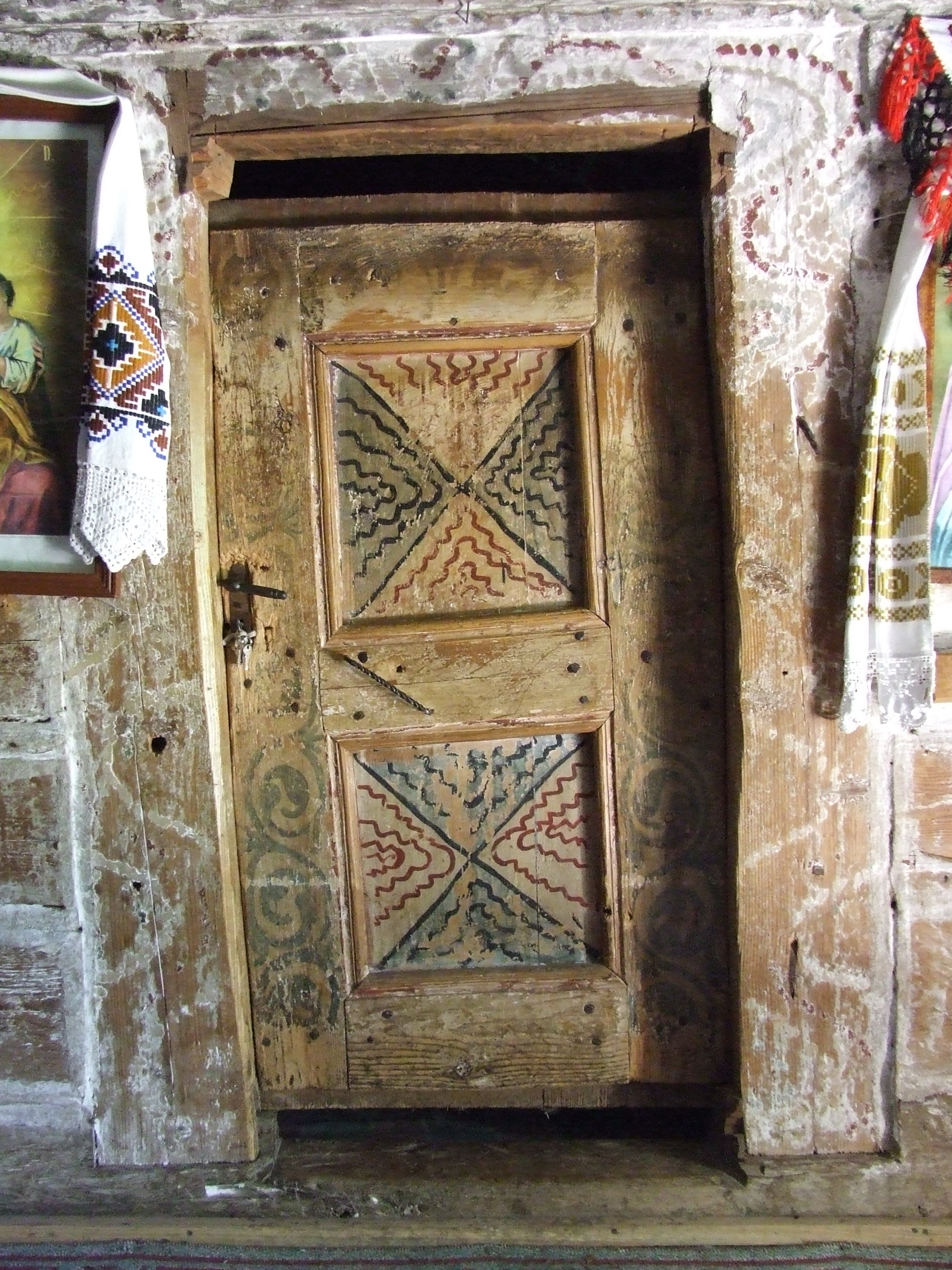
Portalul naosului
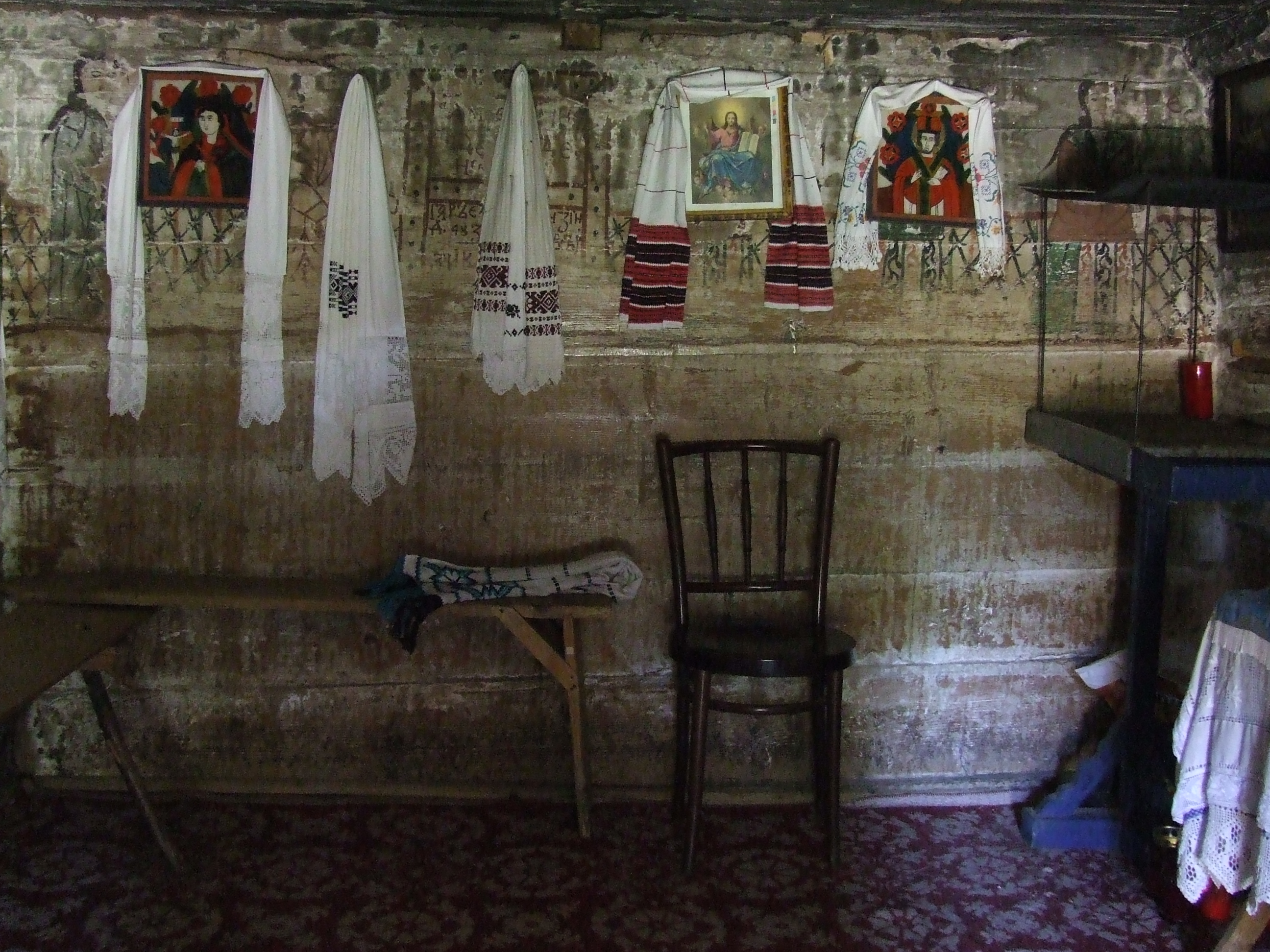
Imagine din pronaos
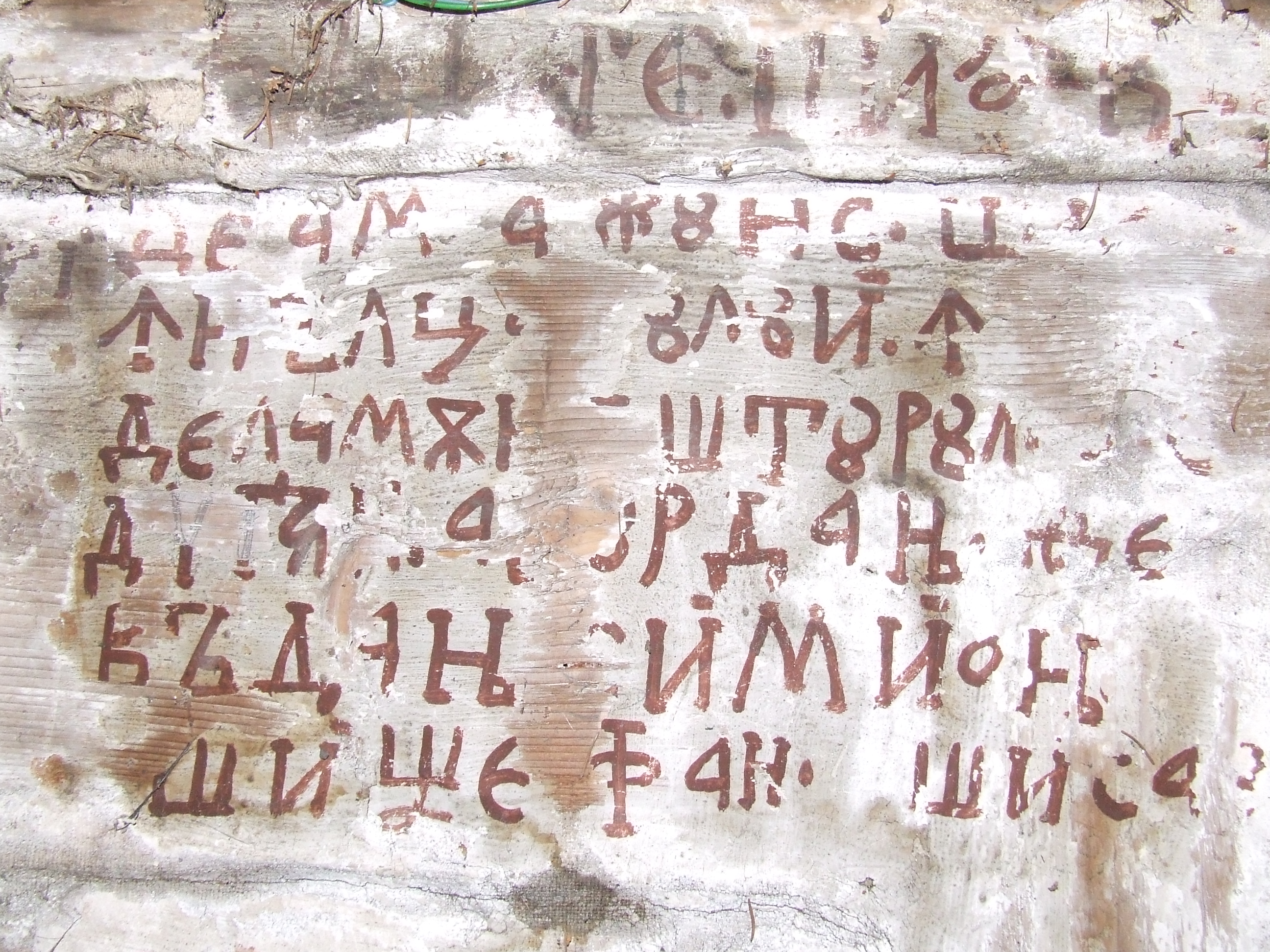
Fragment din inscripția din pronaos
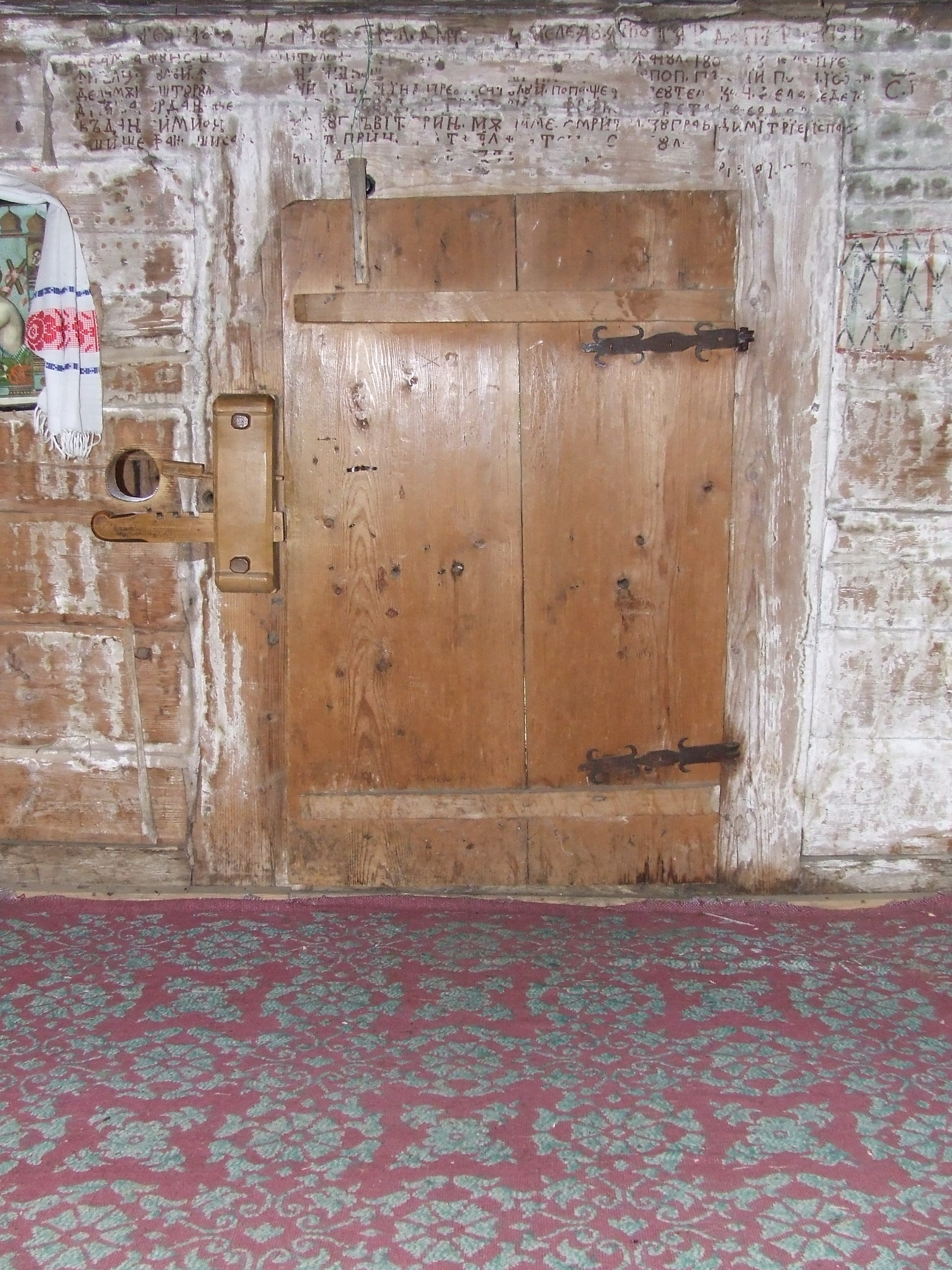
Dosul ușii de la intrare. Inscripția din pronaos
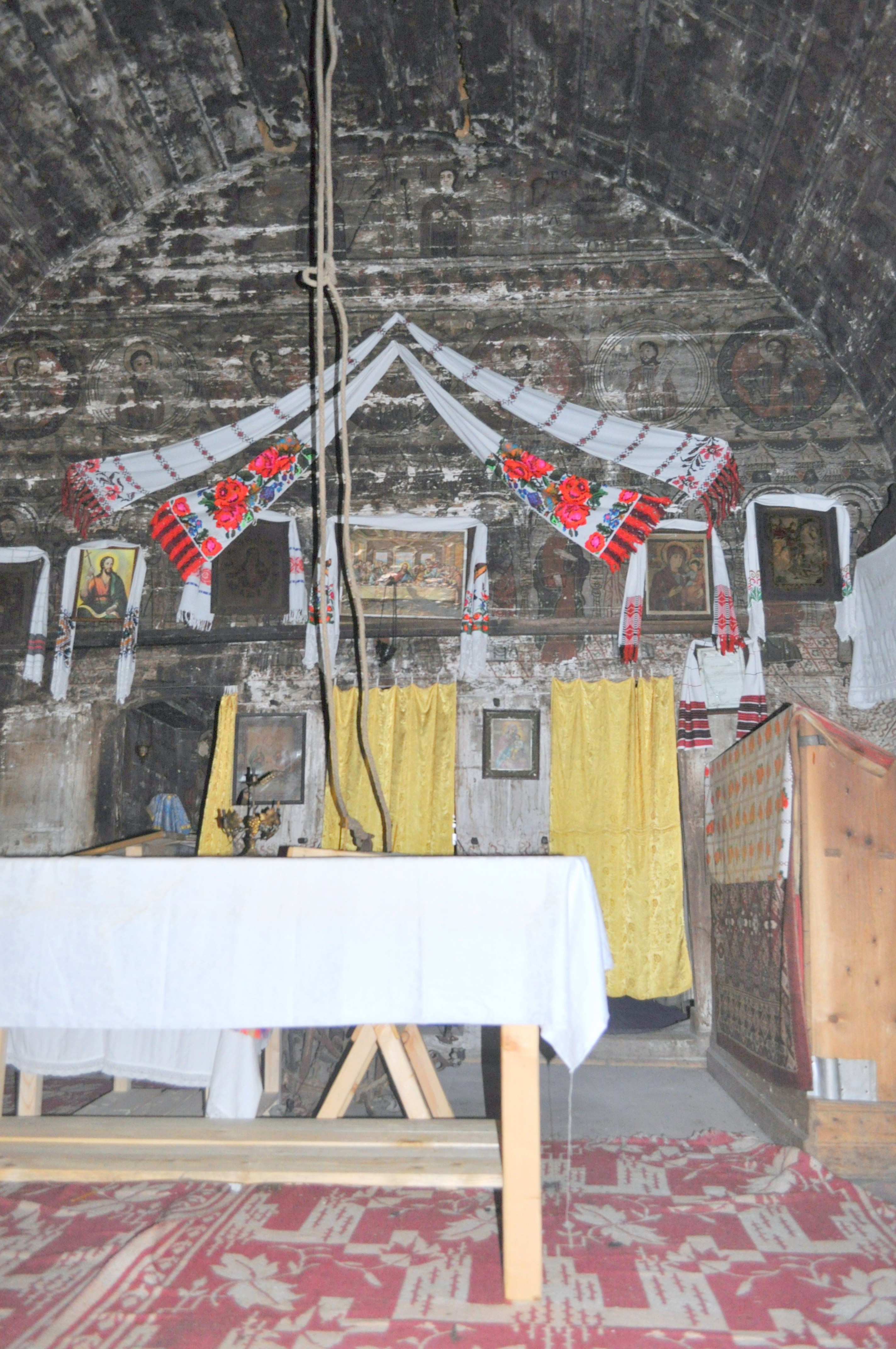
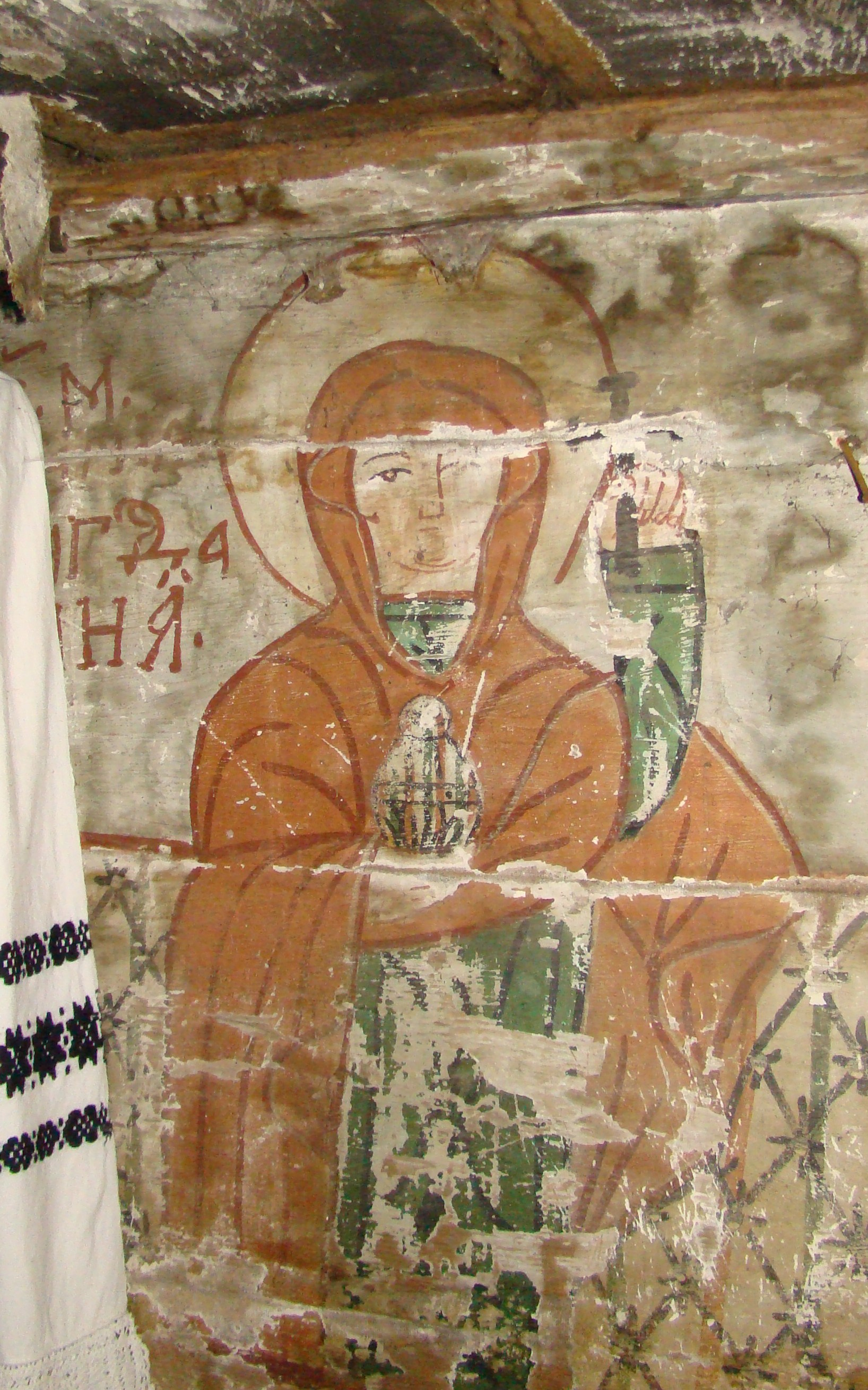
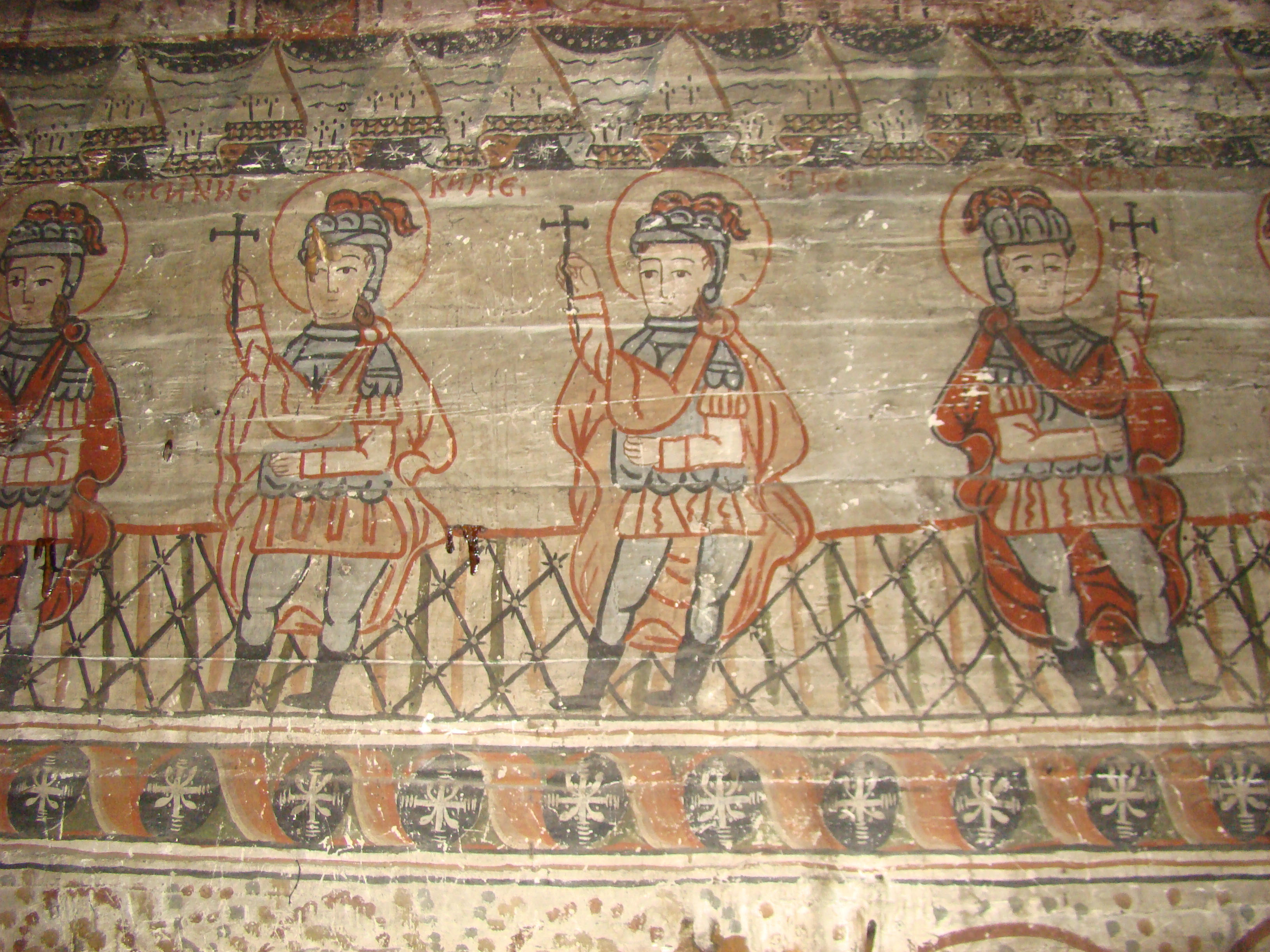
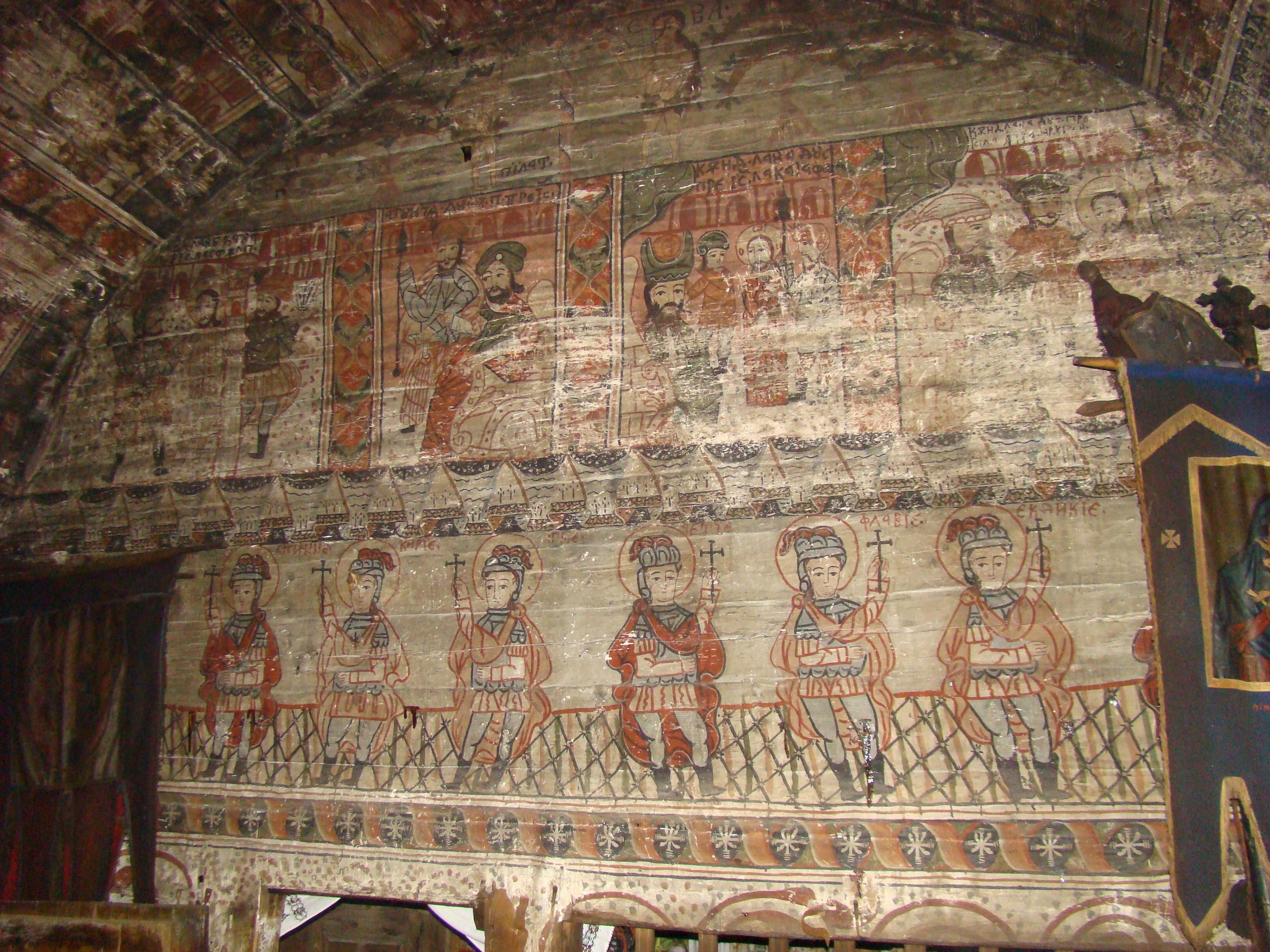
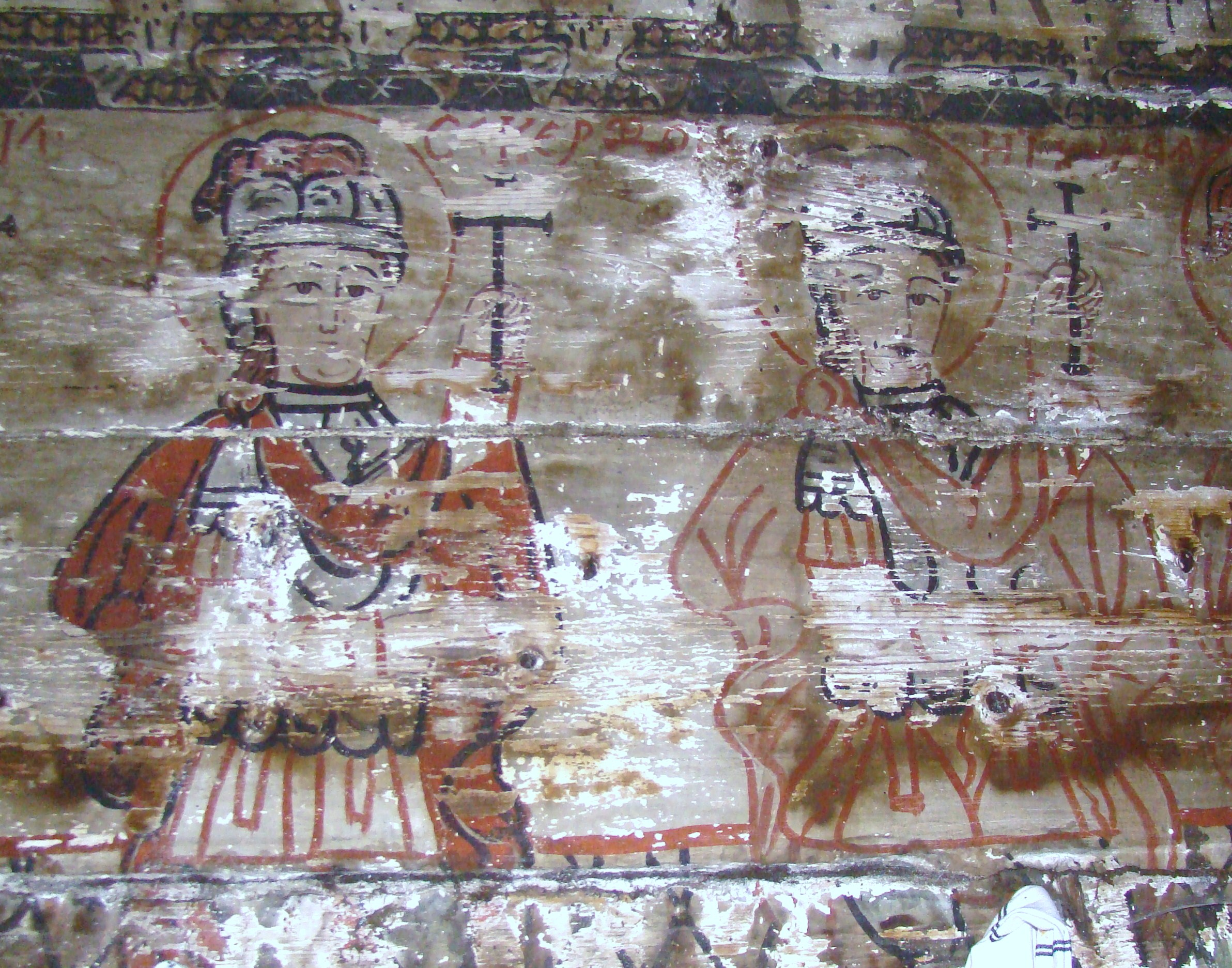
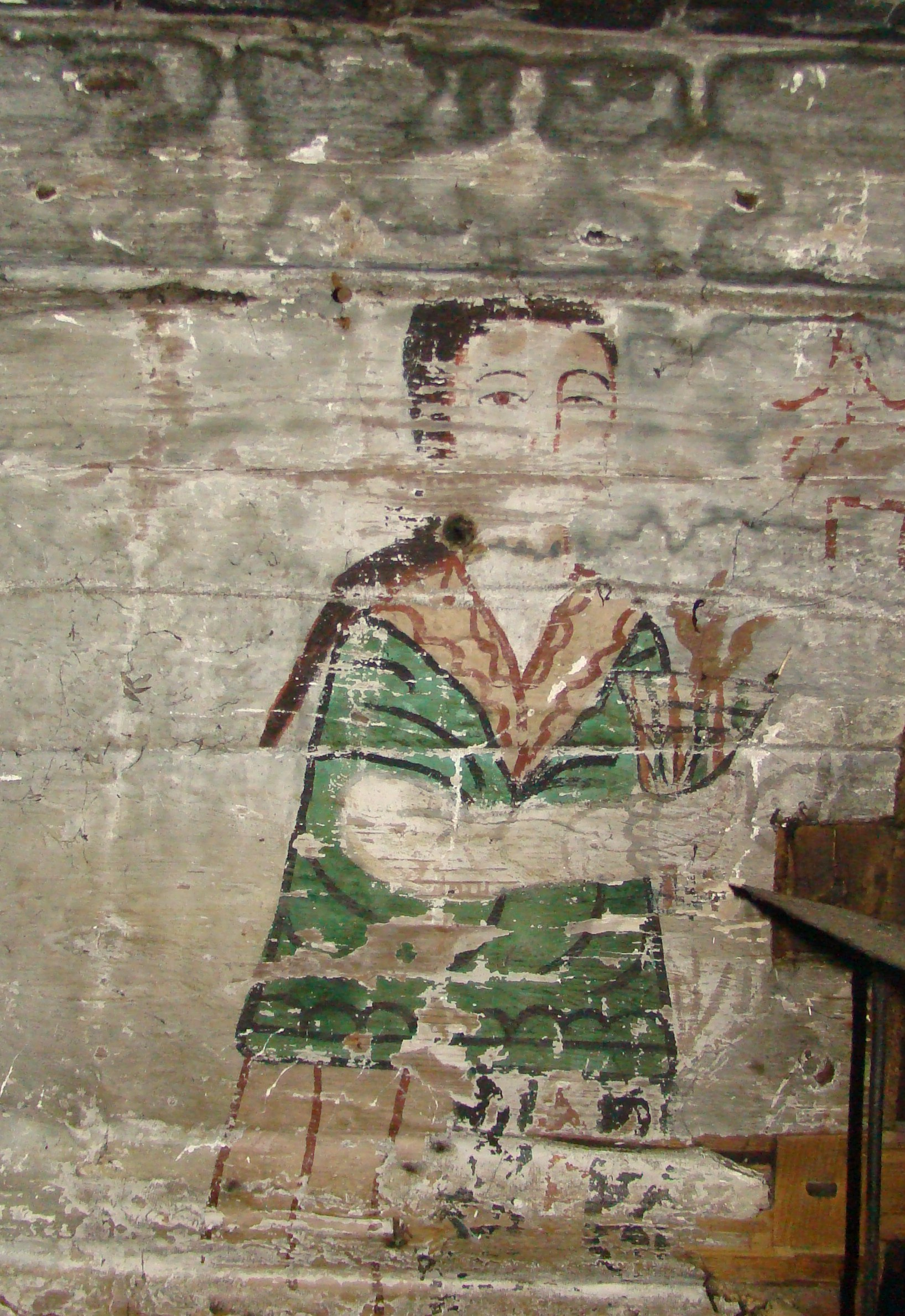
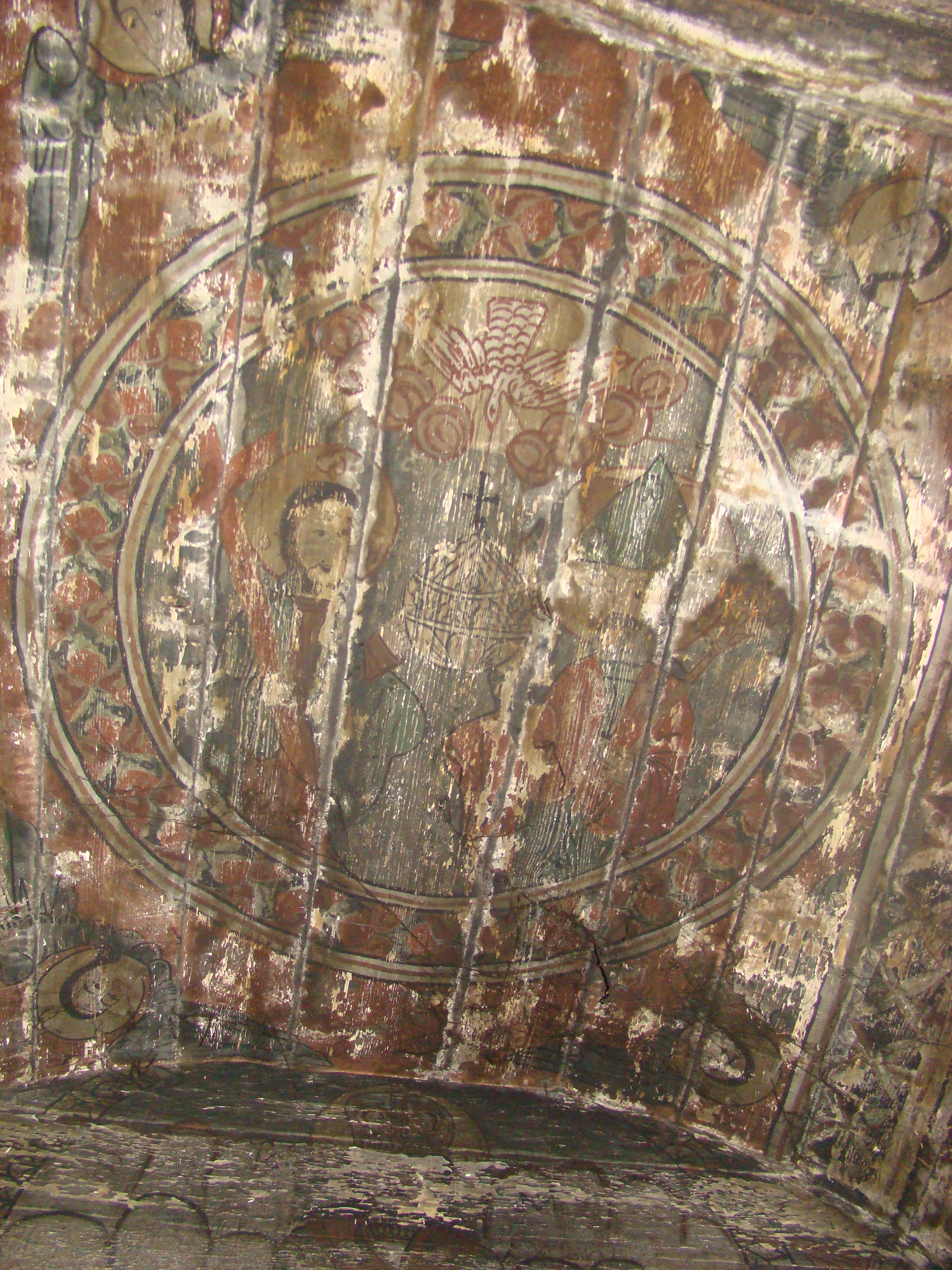
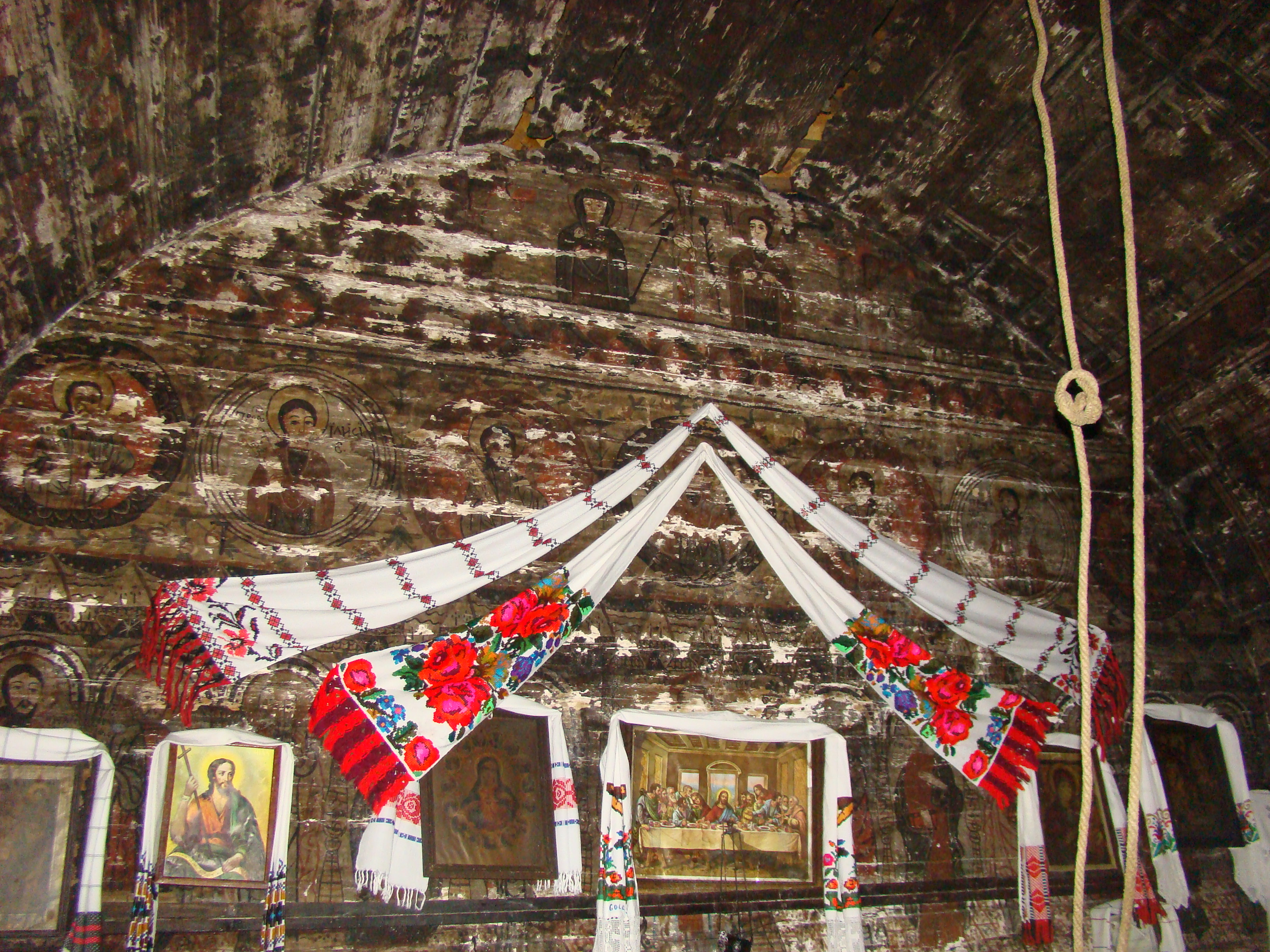
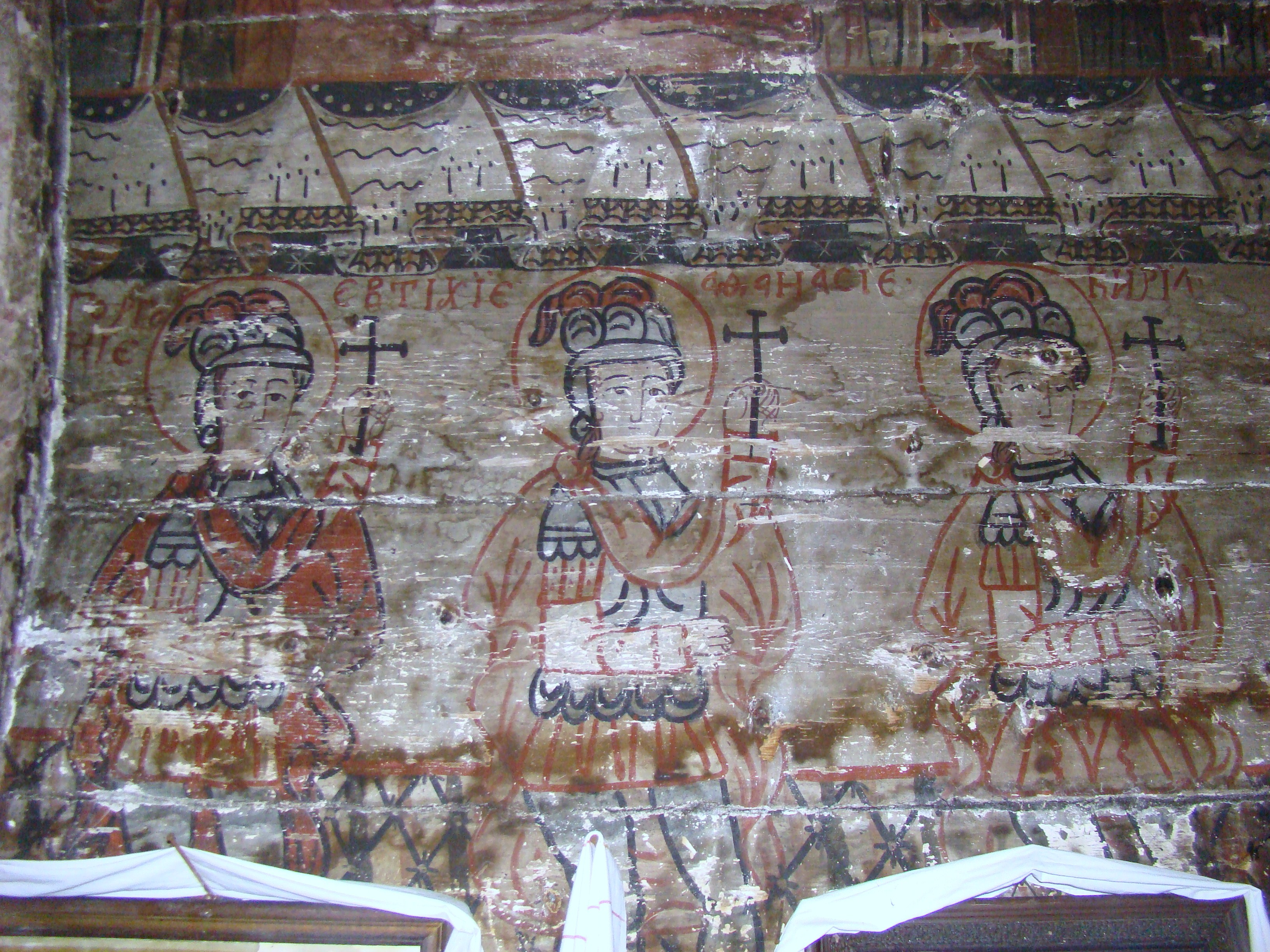
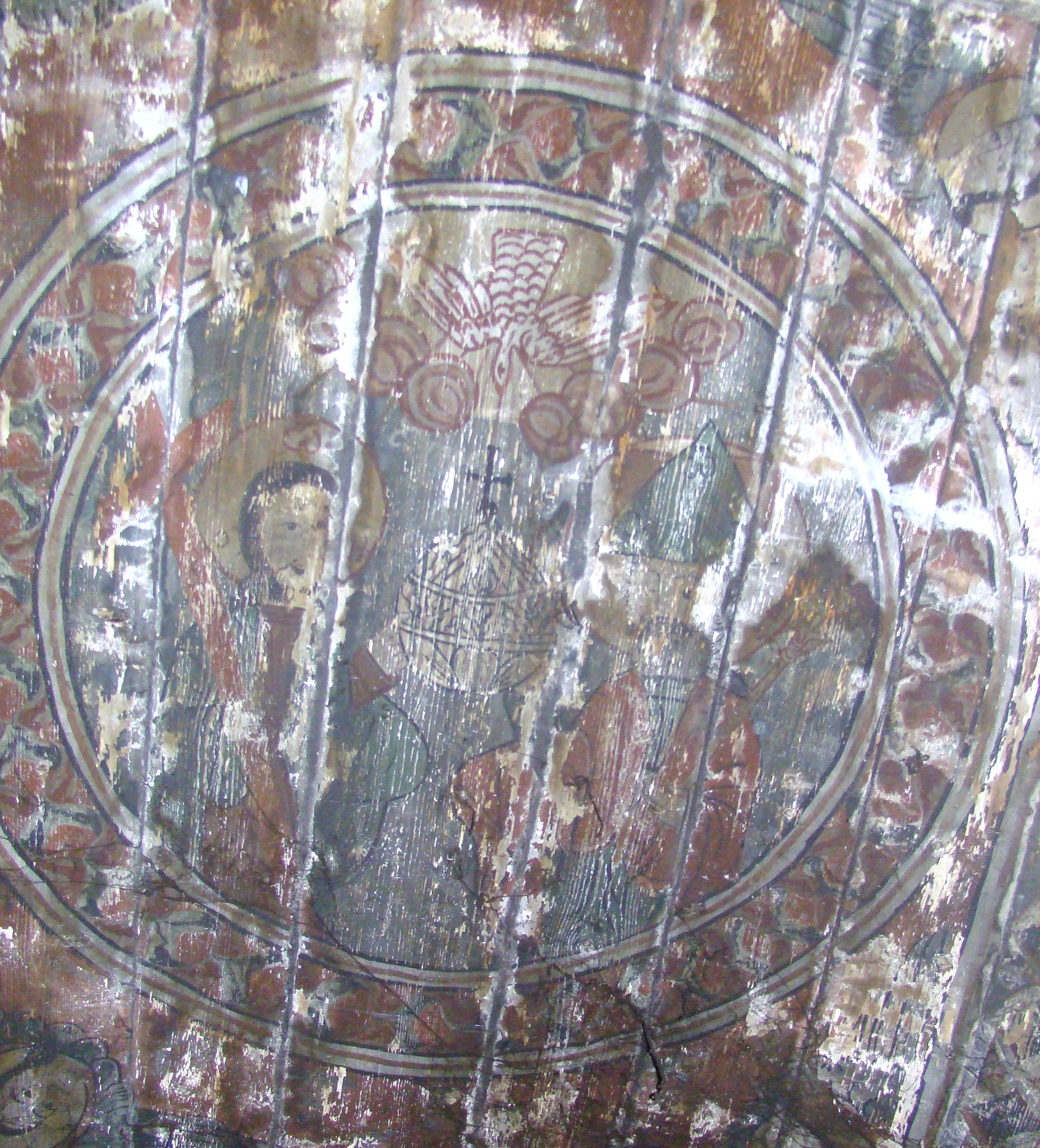
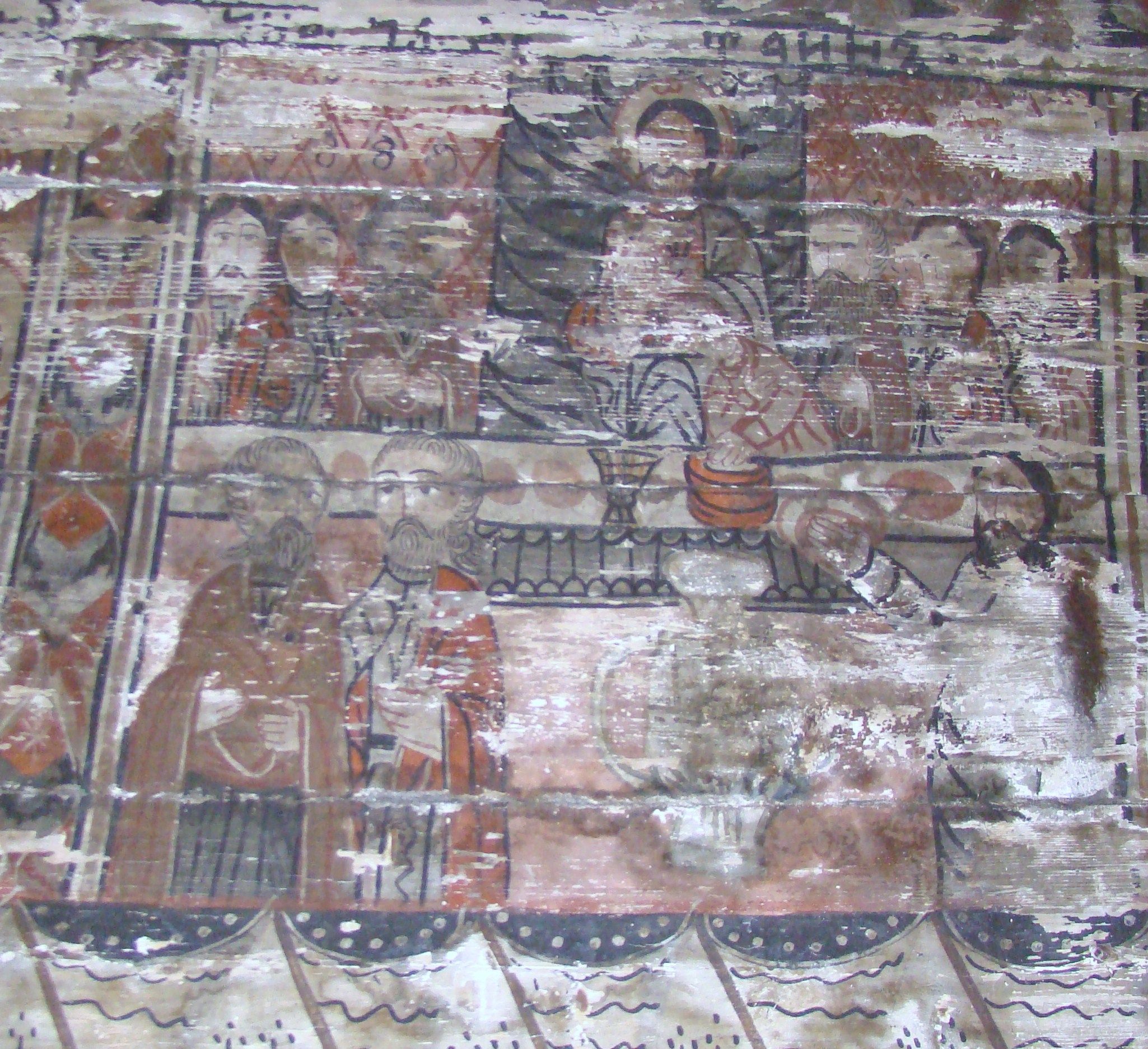
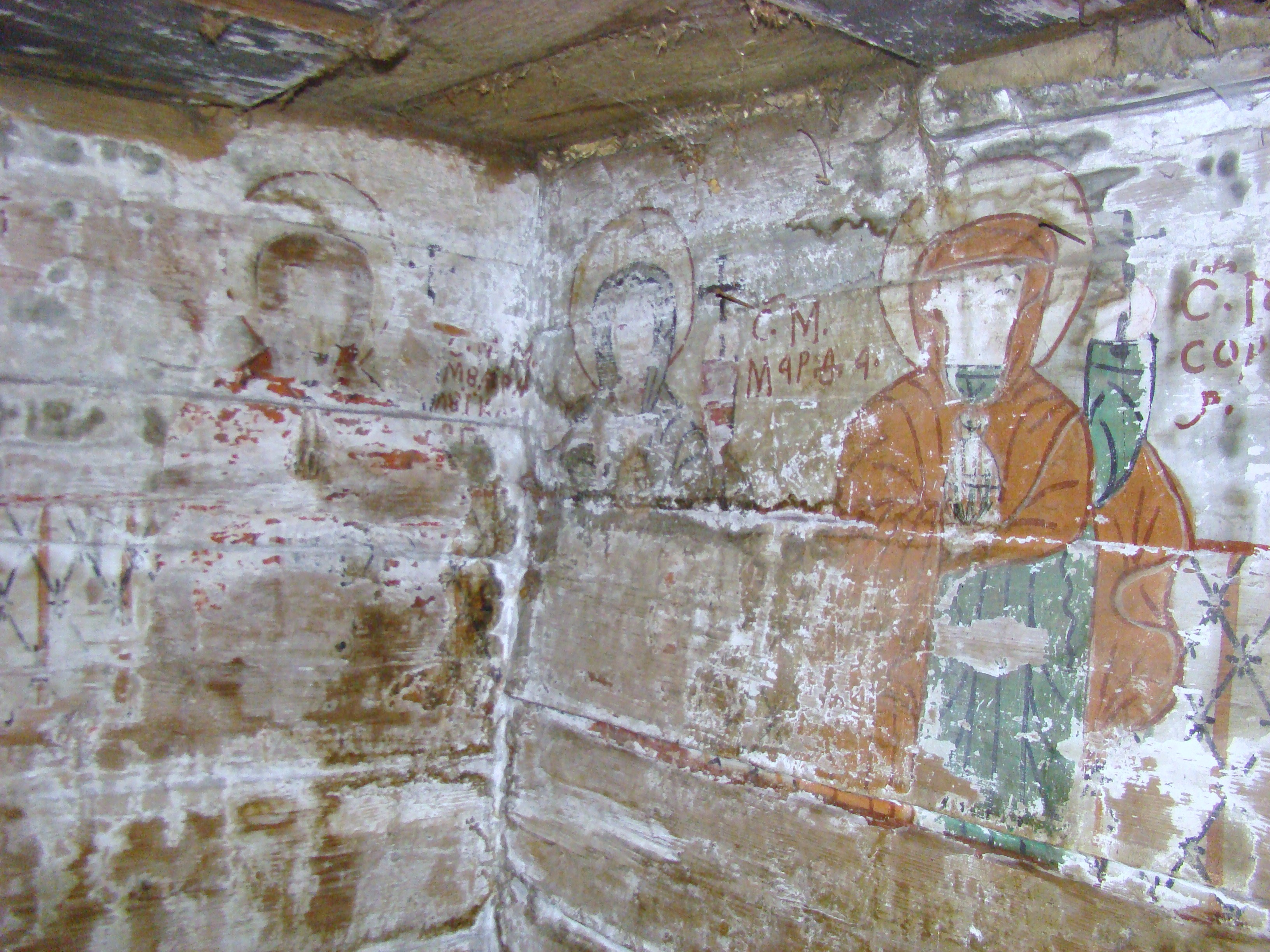
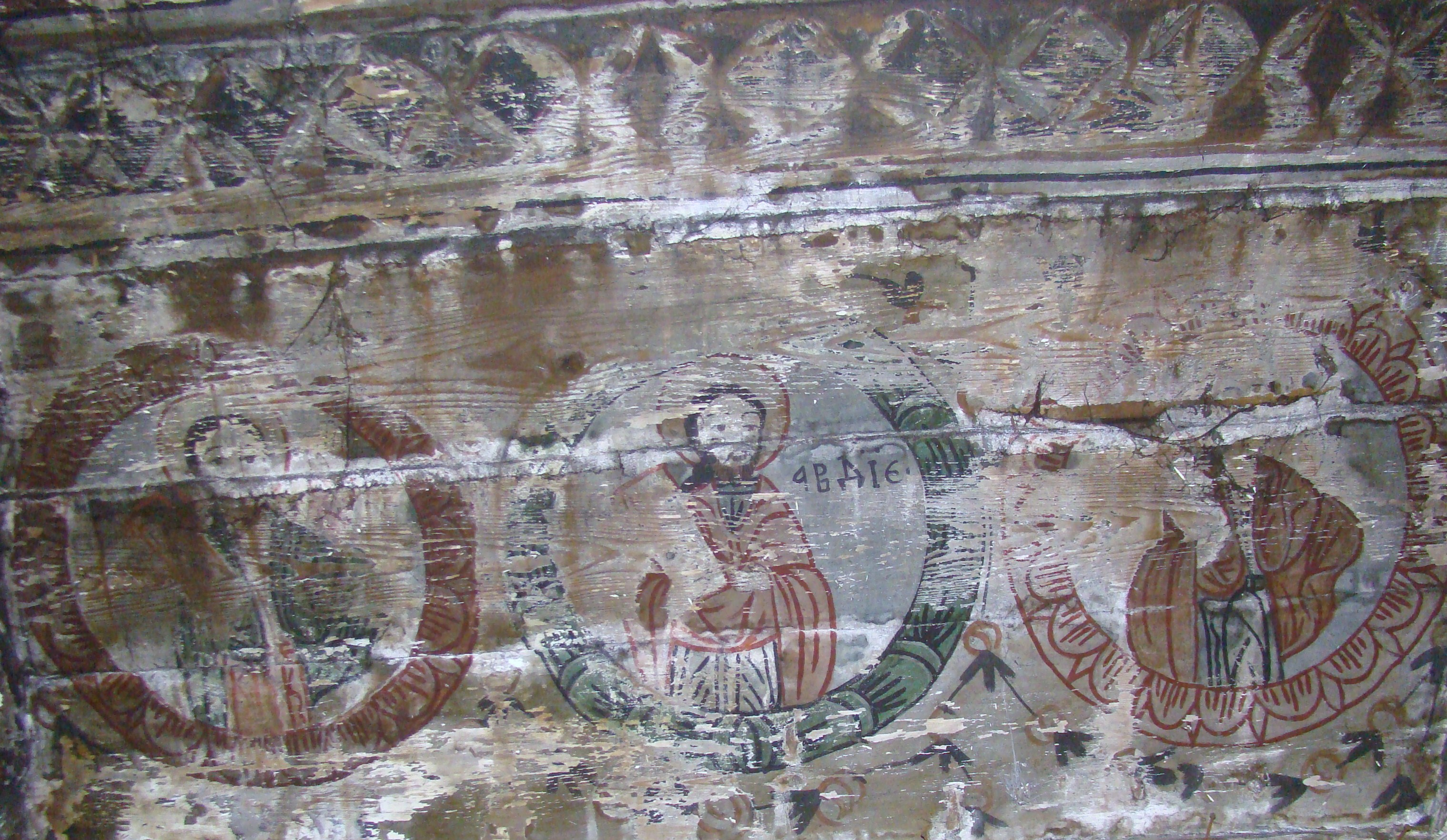
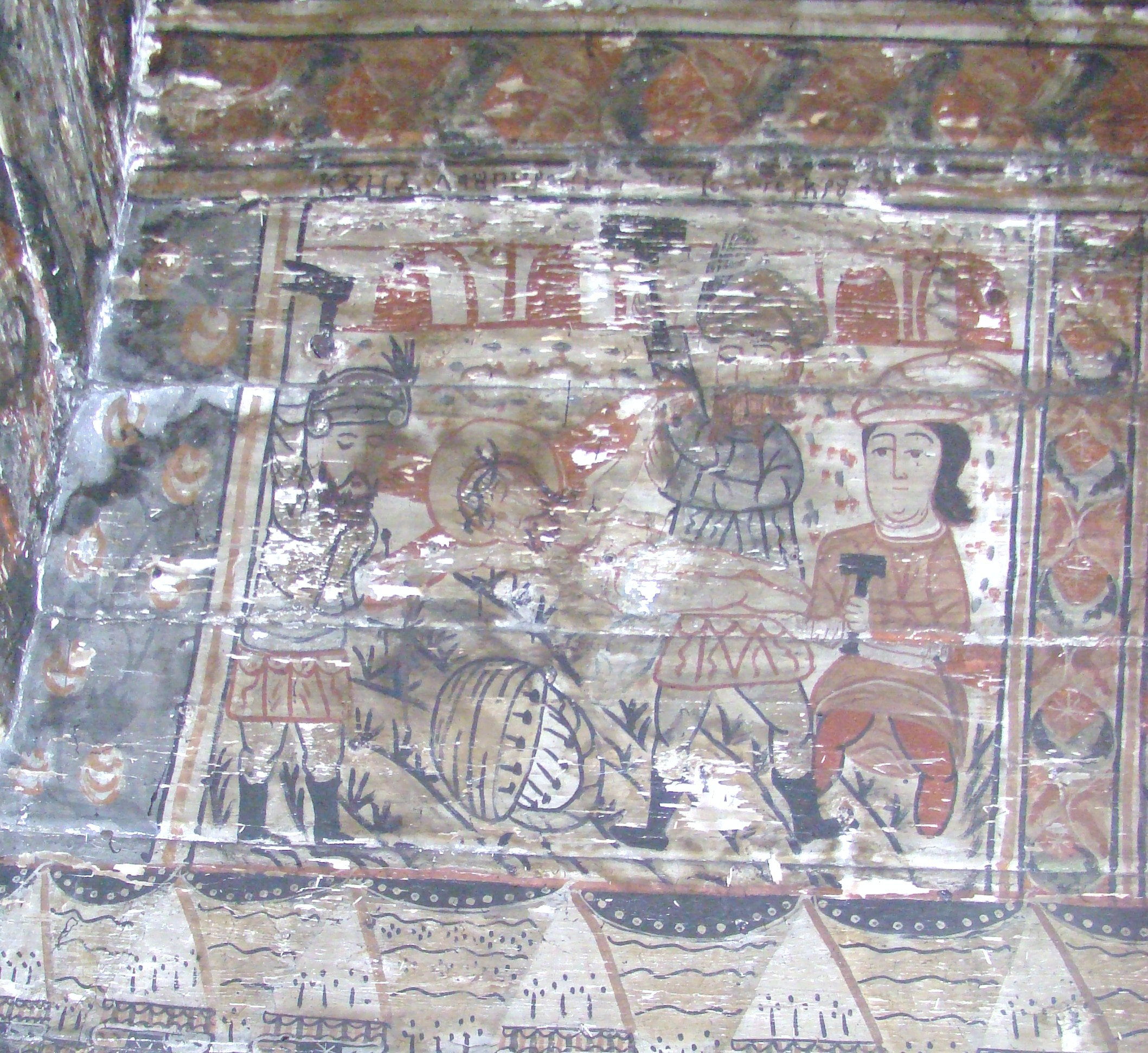
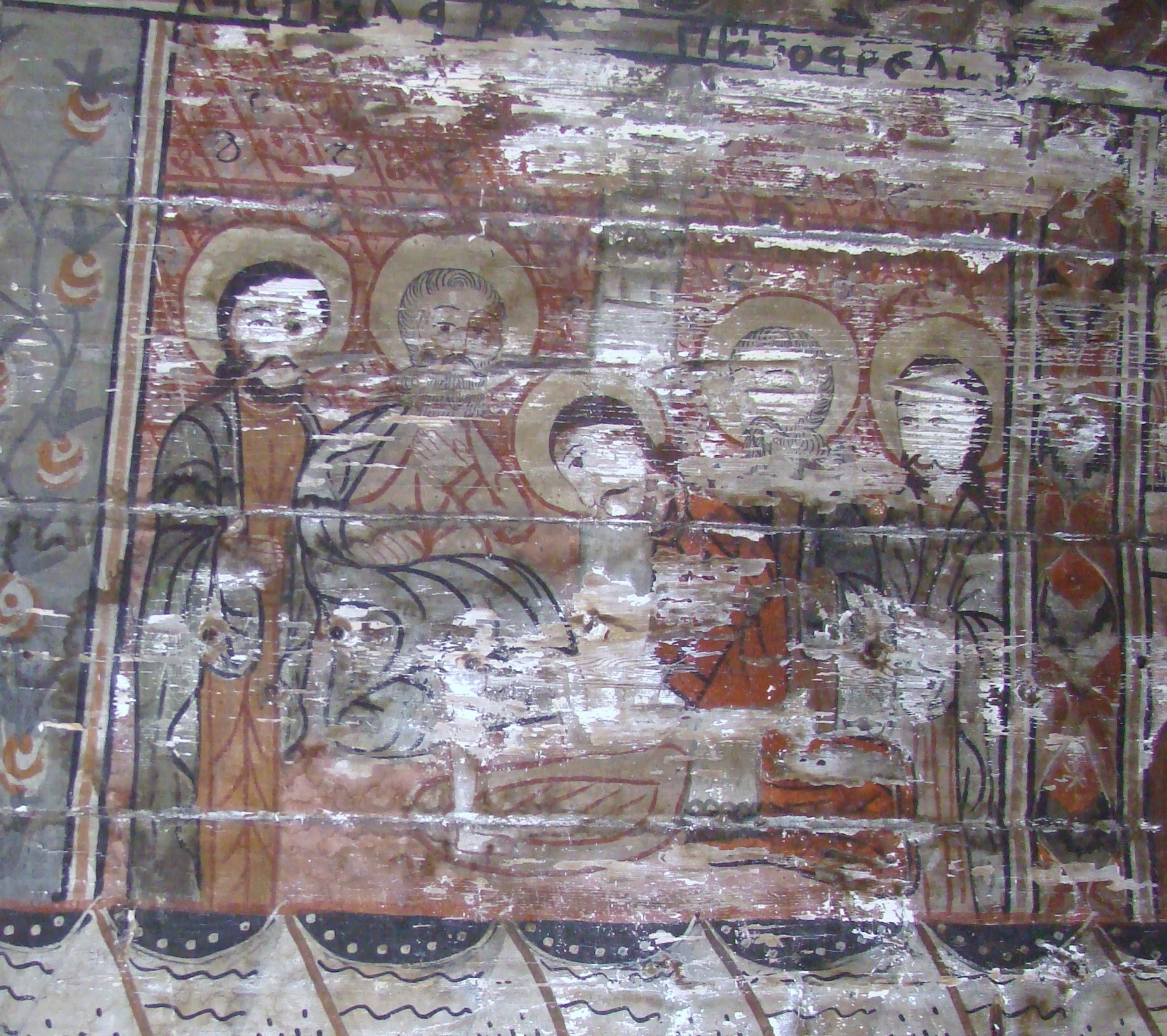
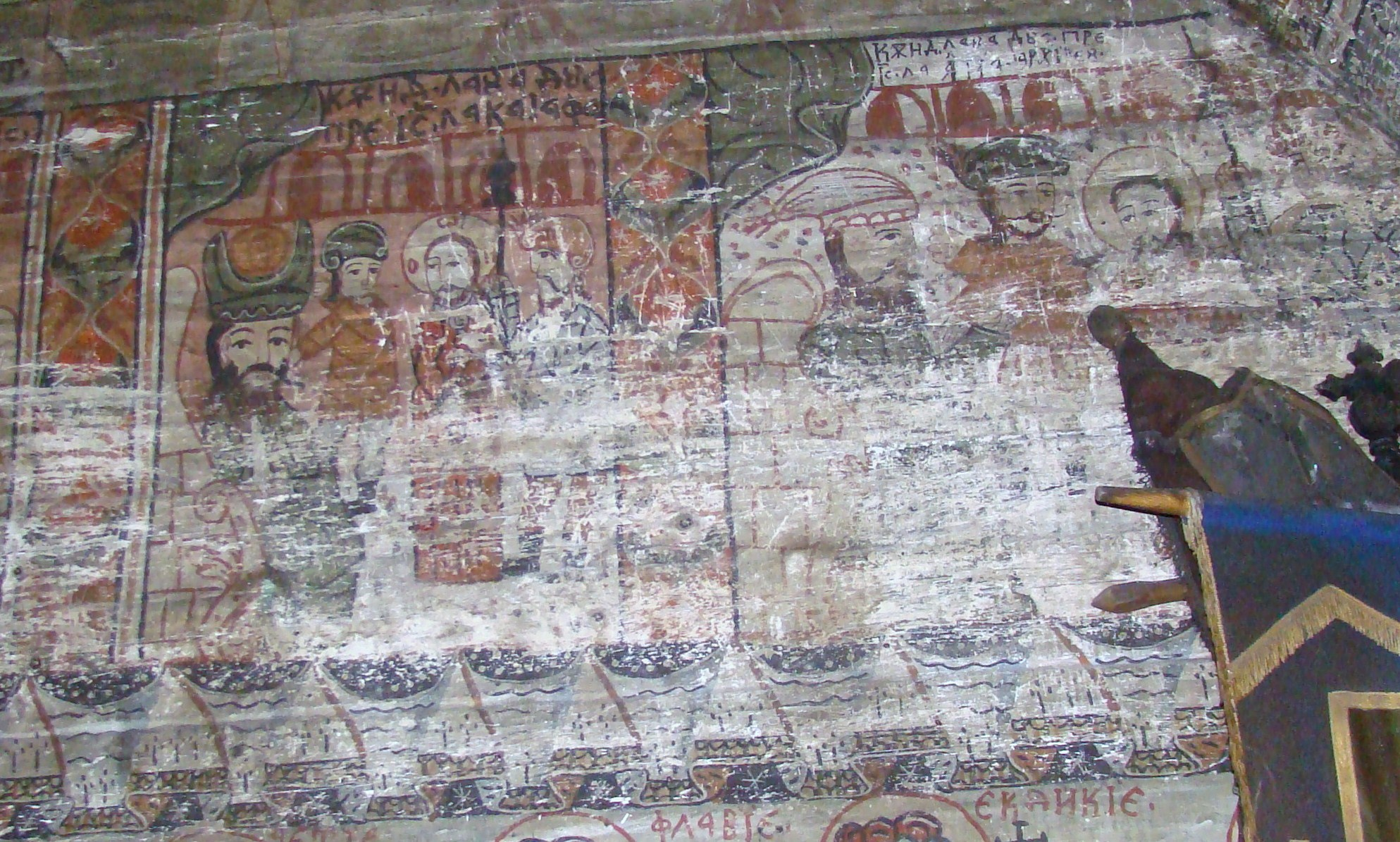
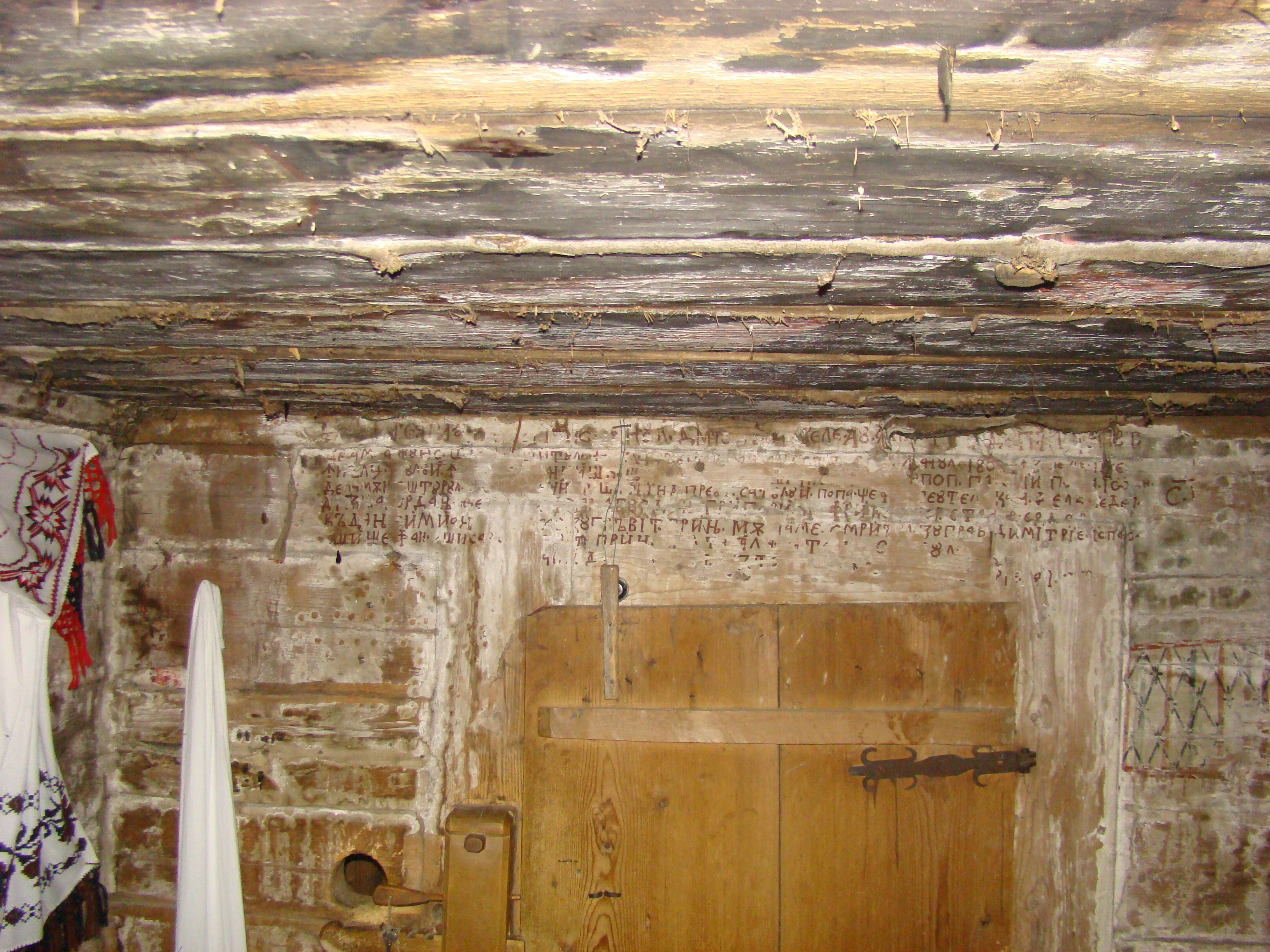
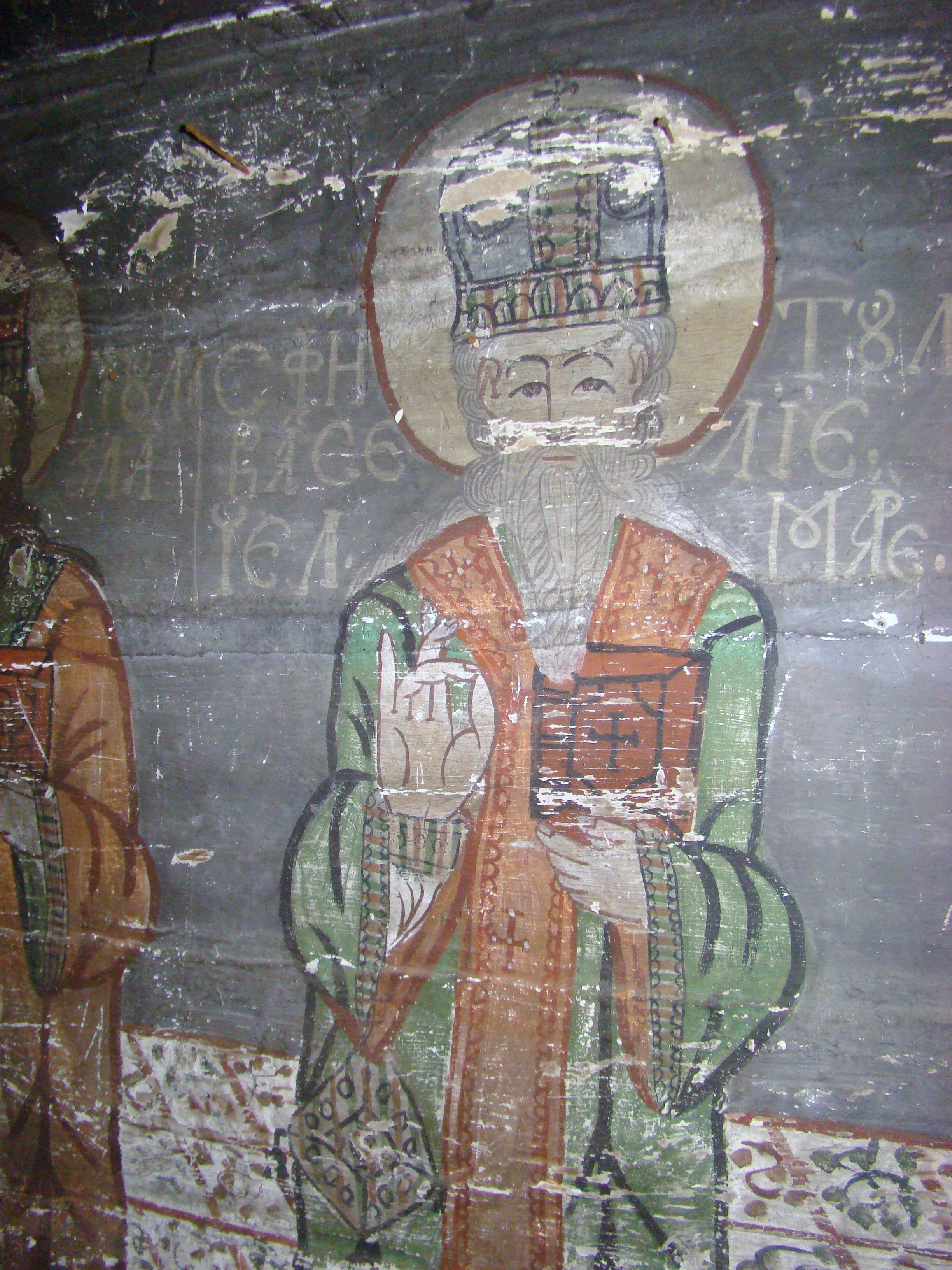
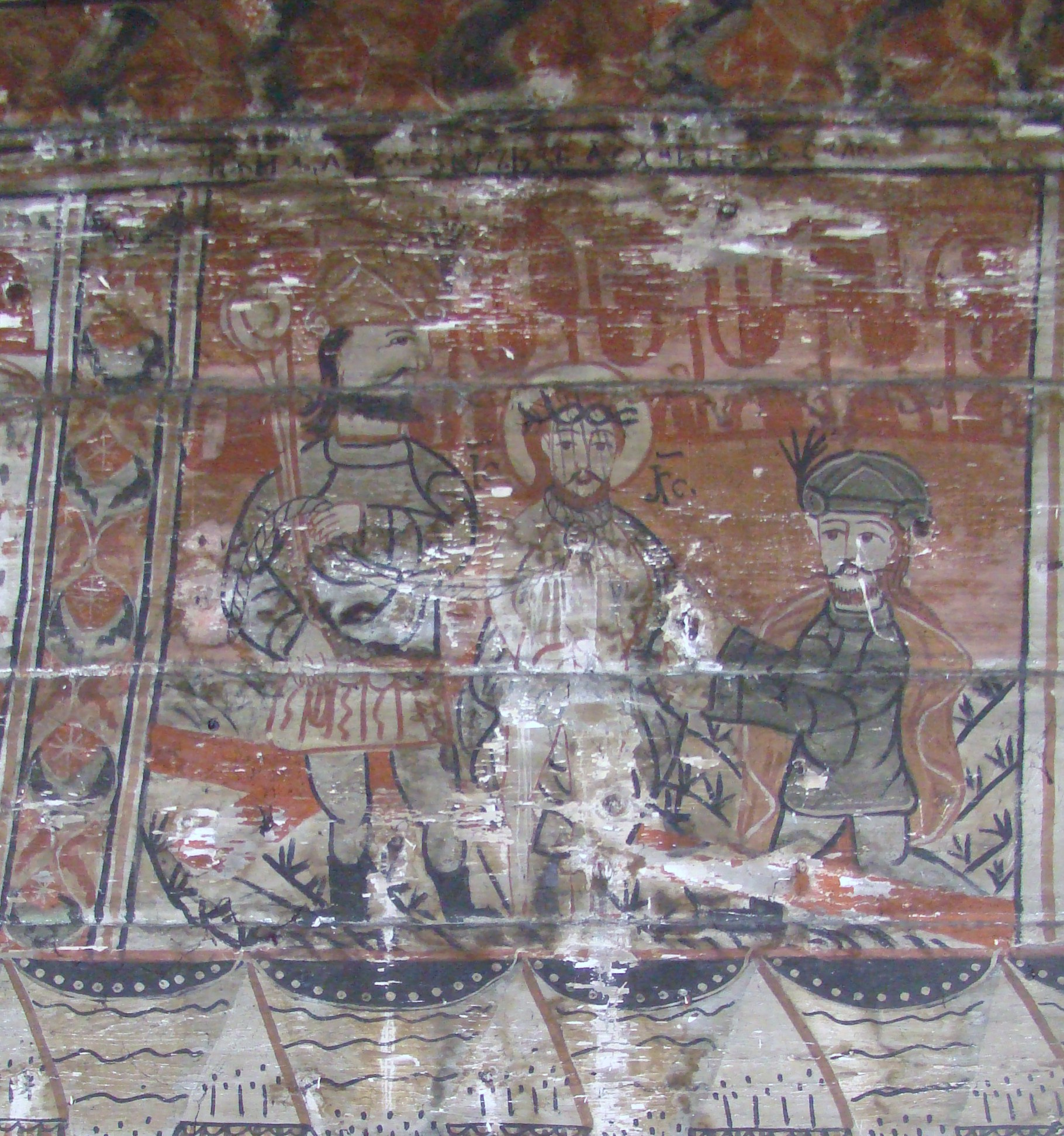
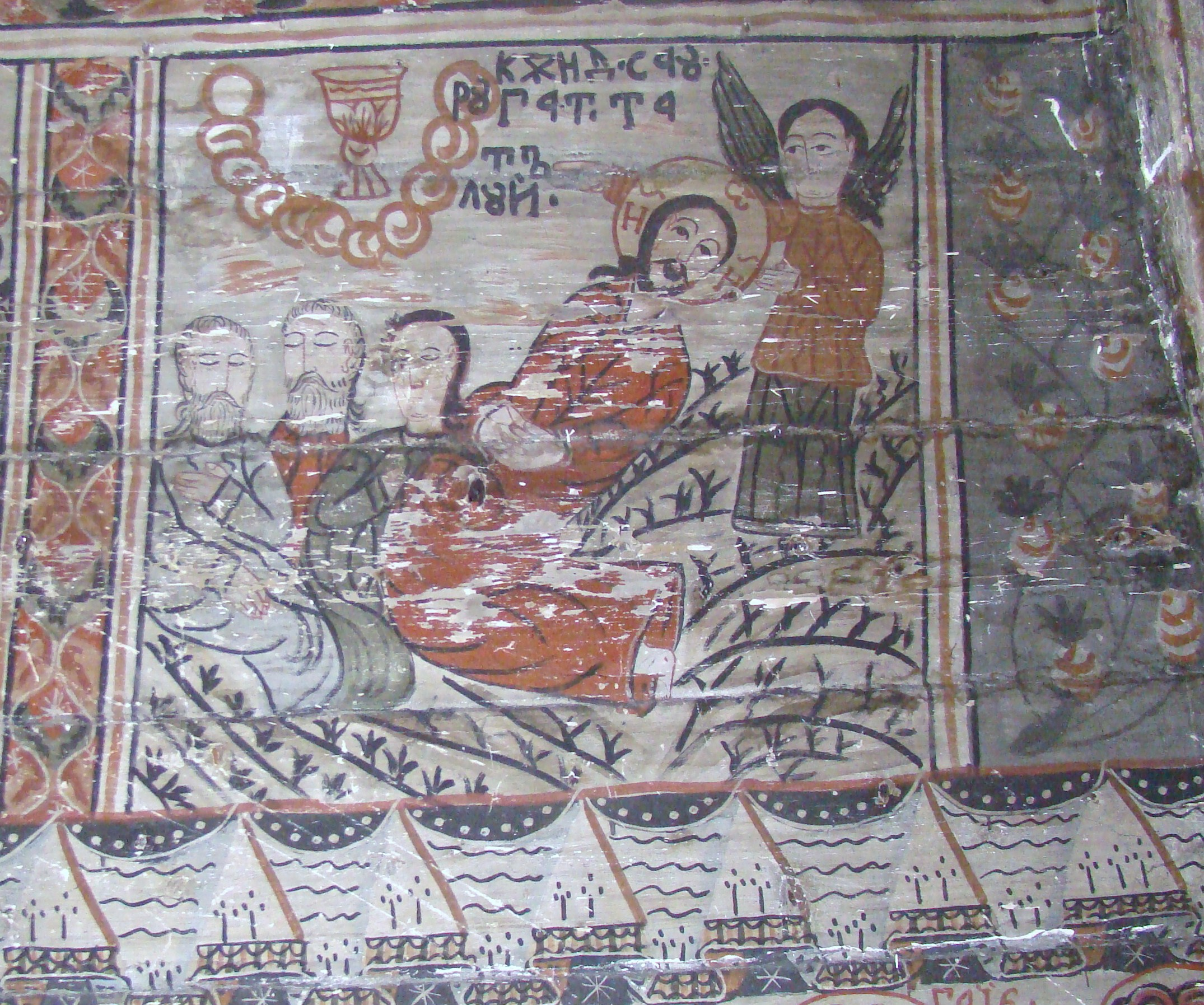
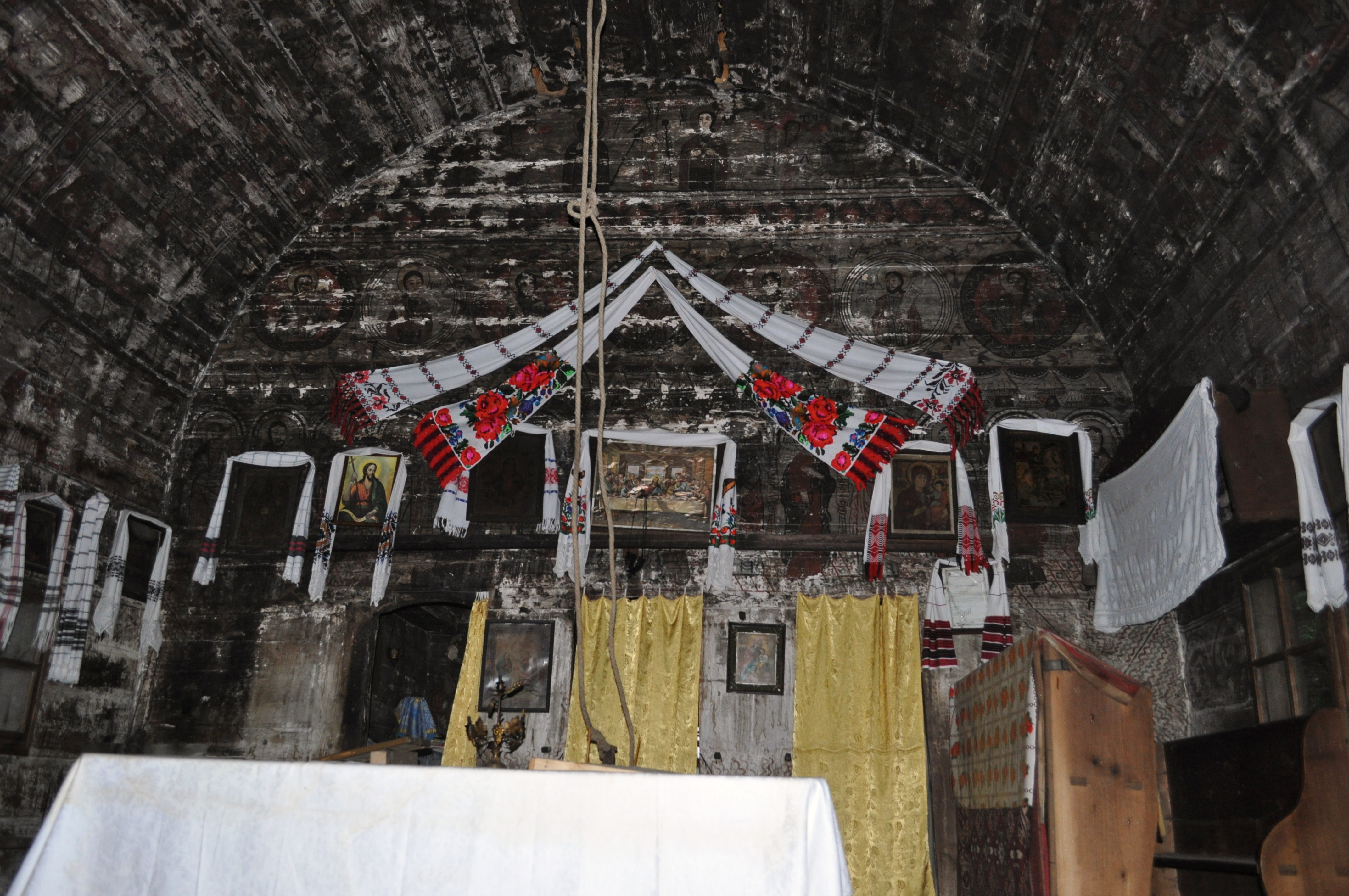
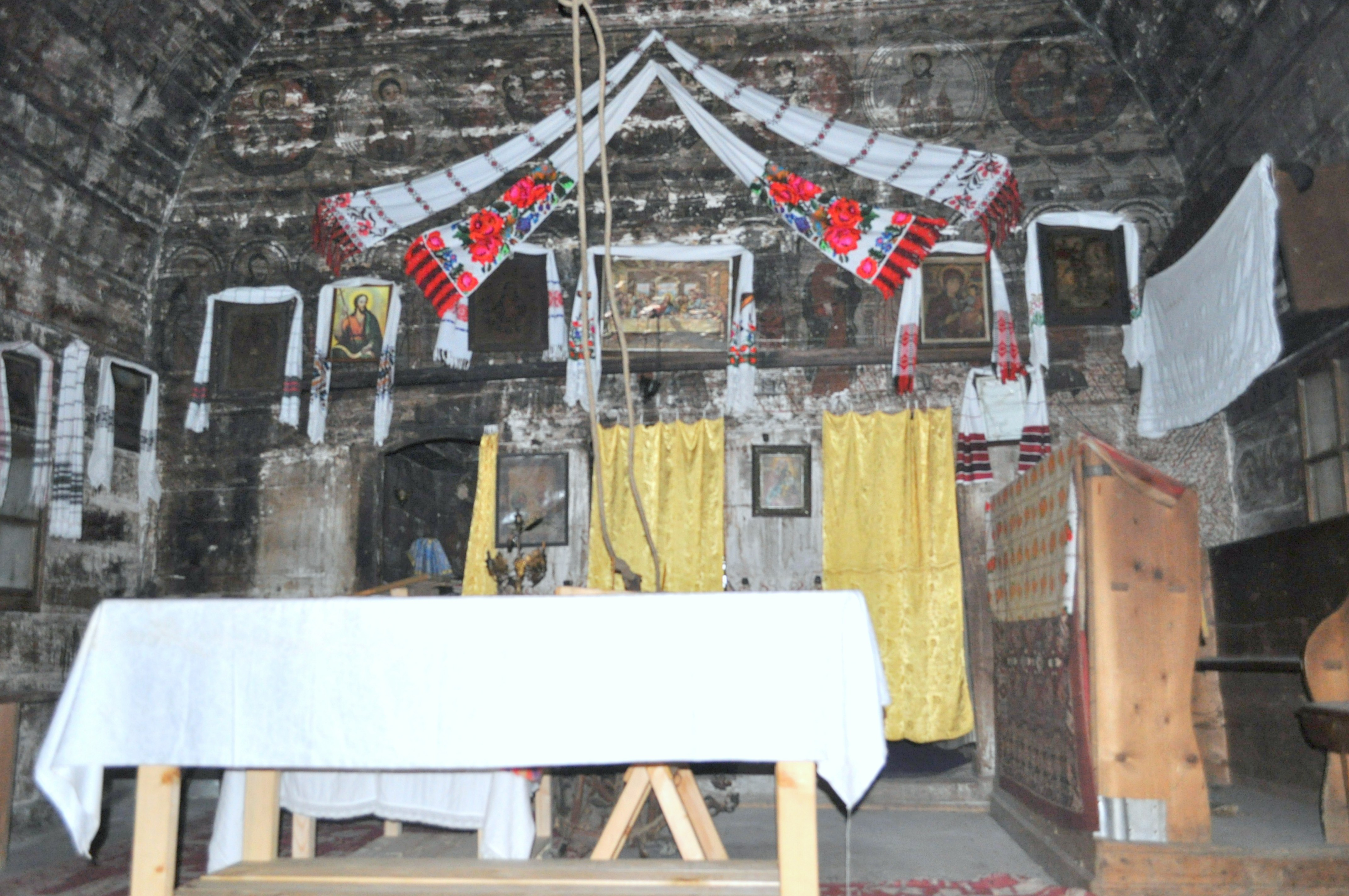
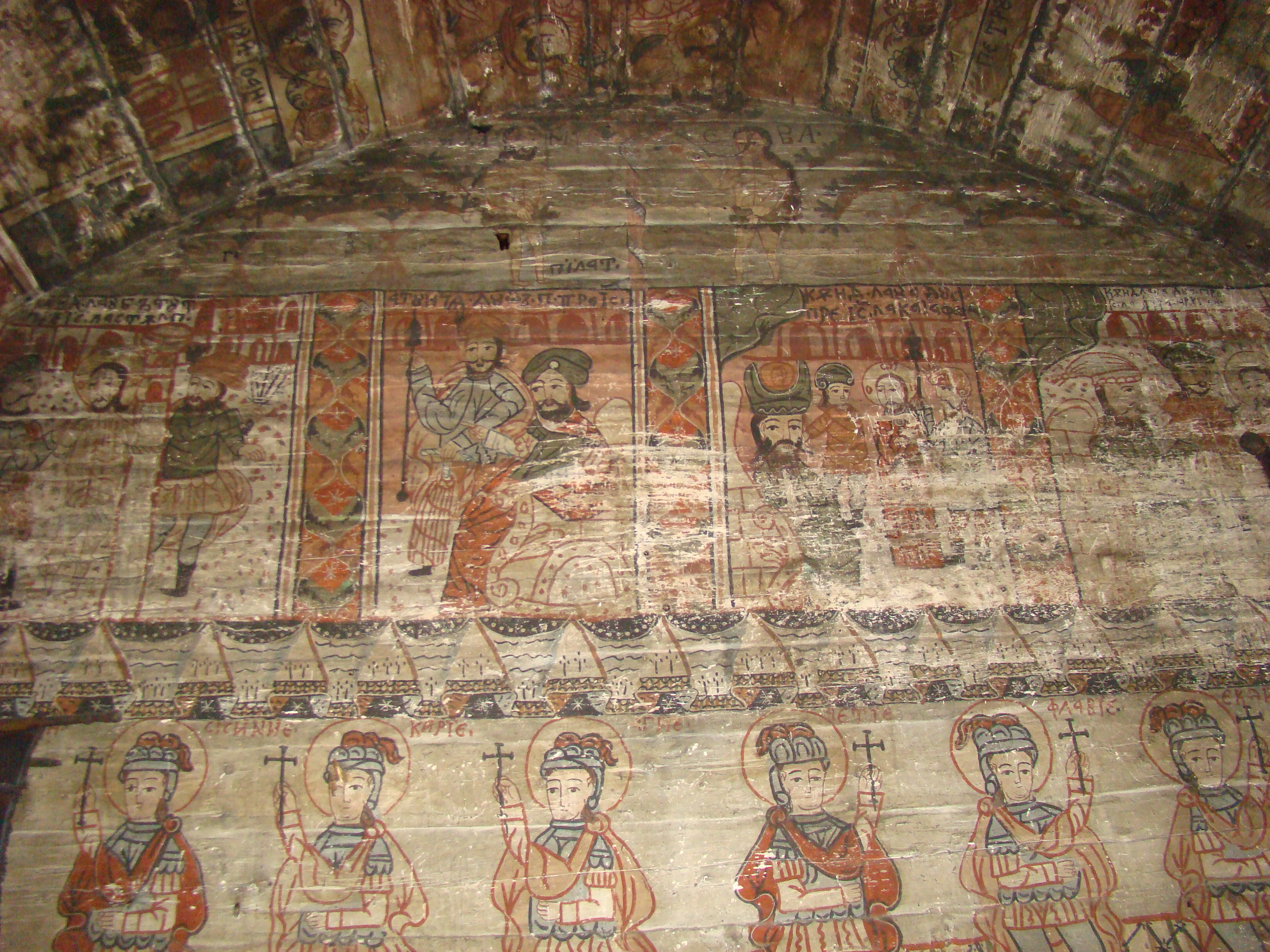
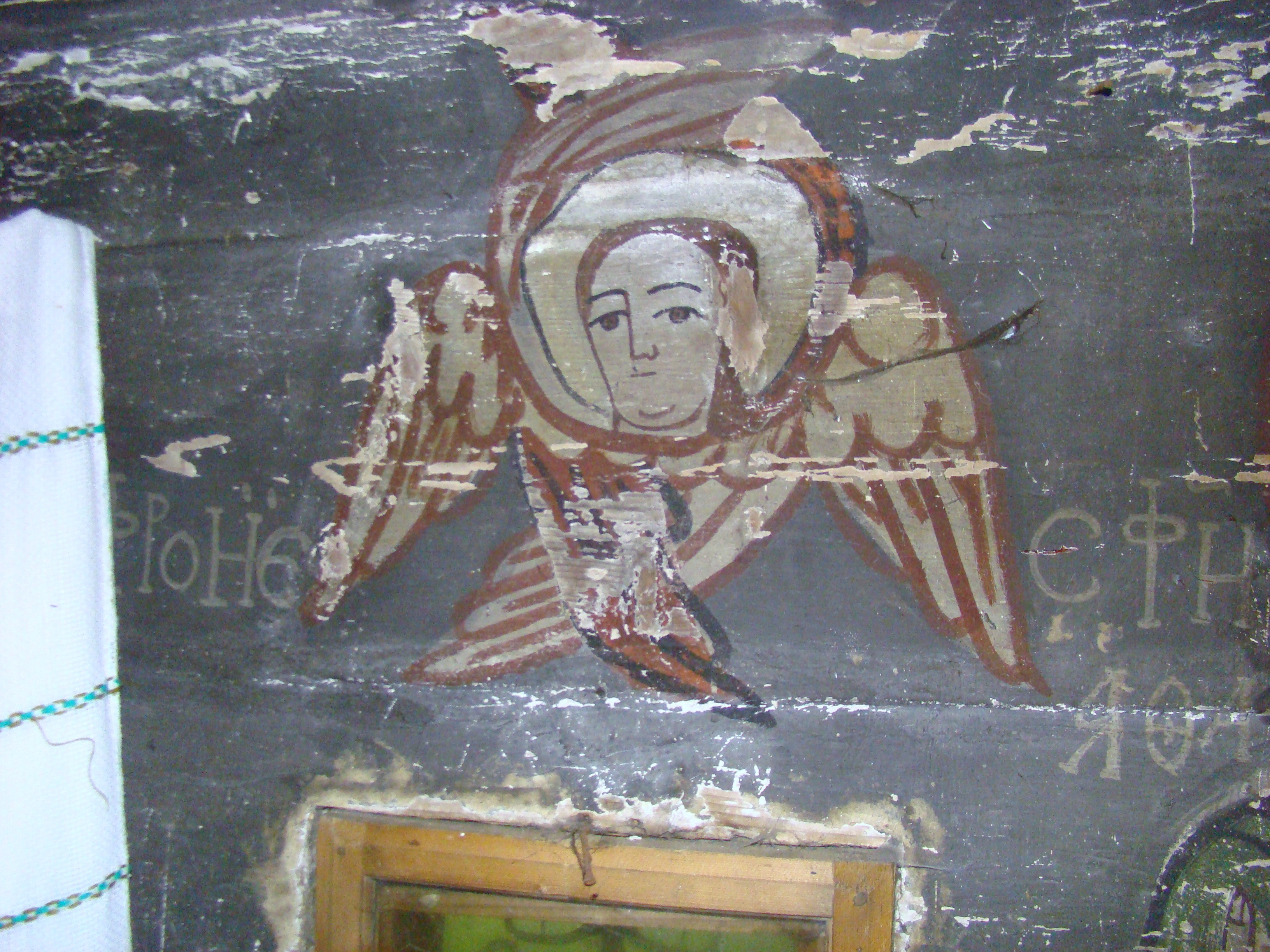
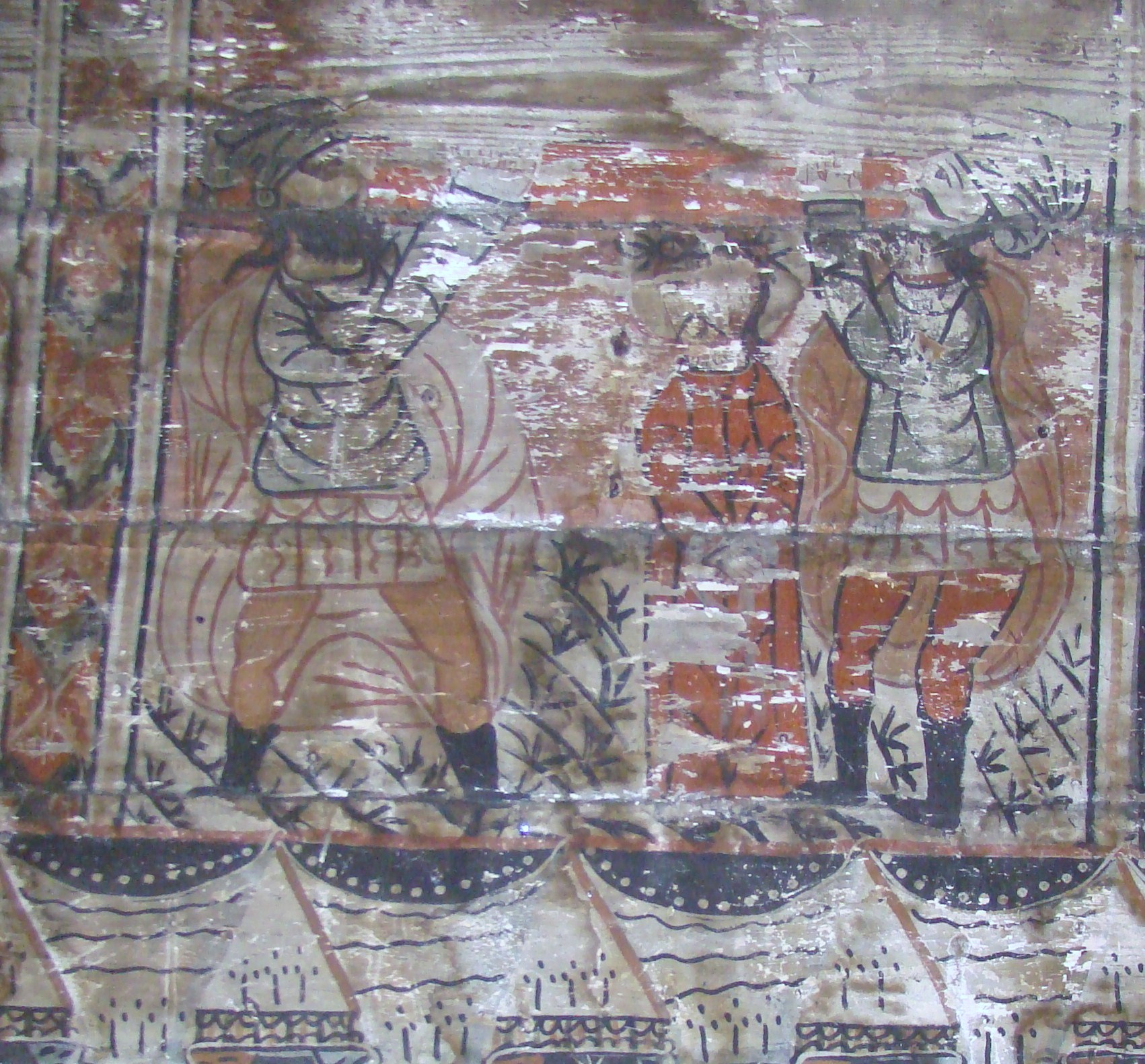

## Imagini (aprilie 2009)

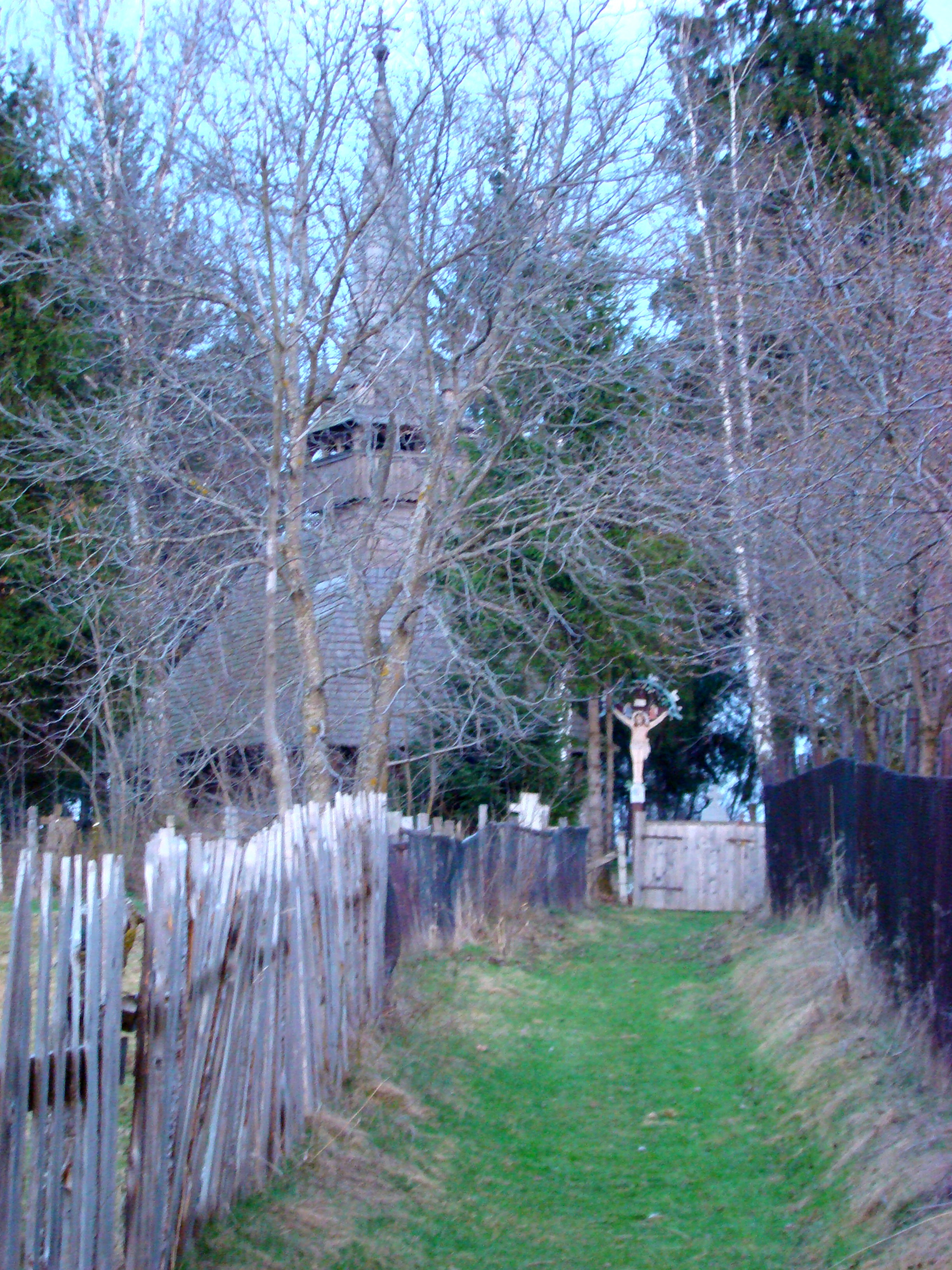
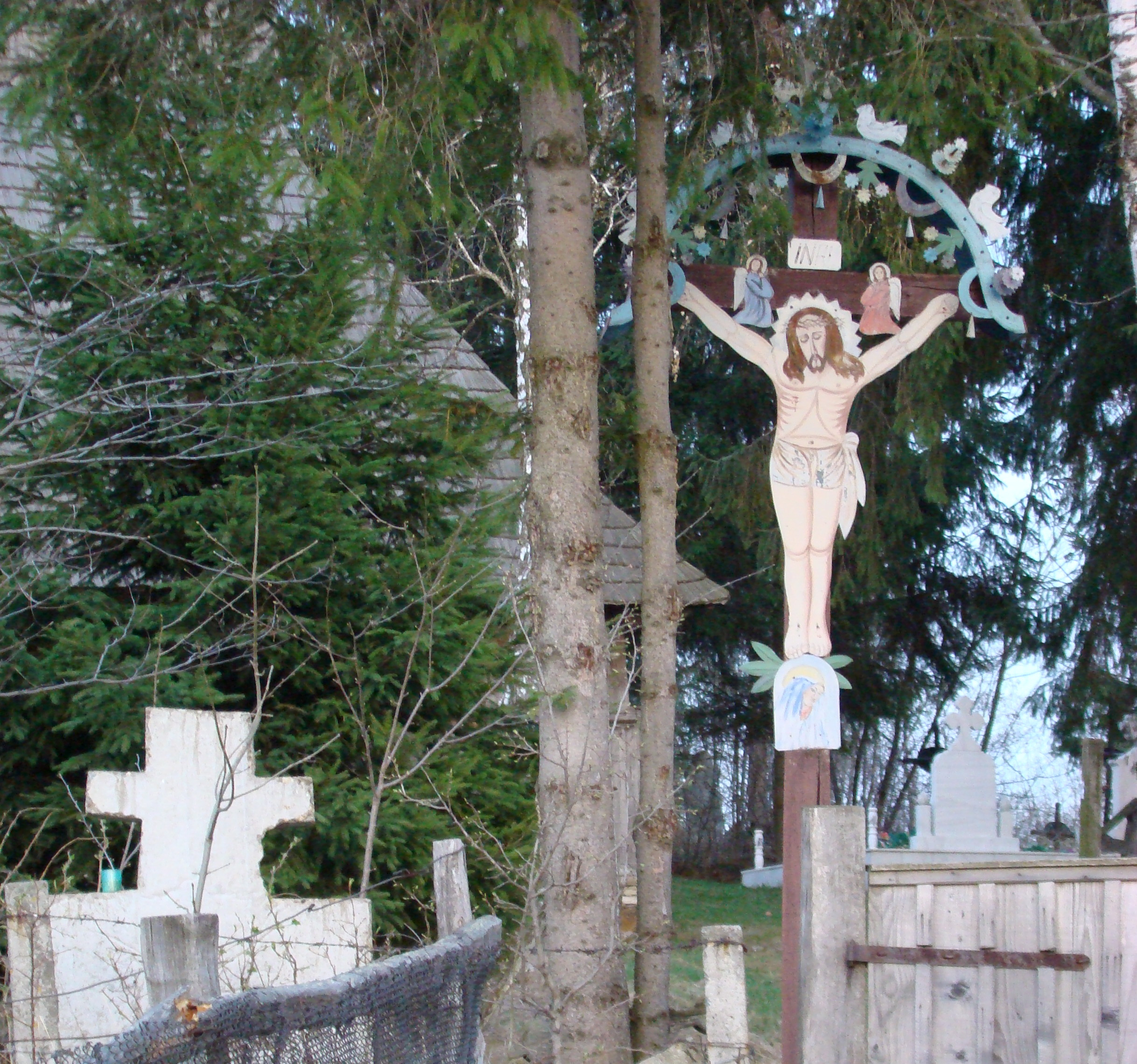
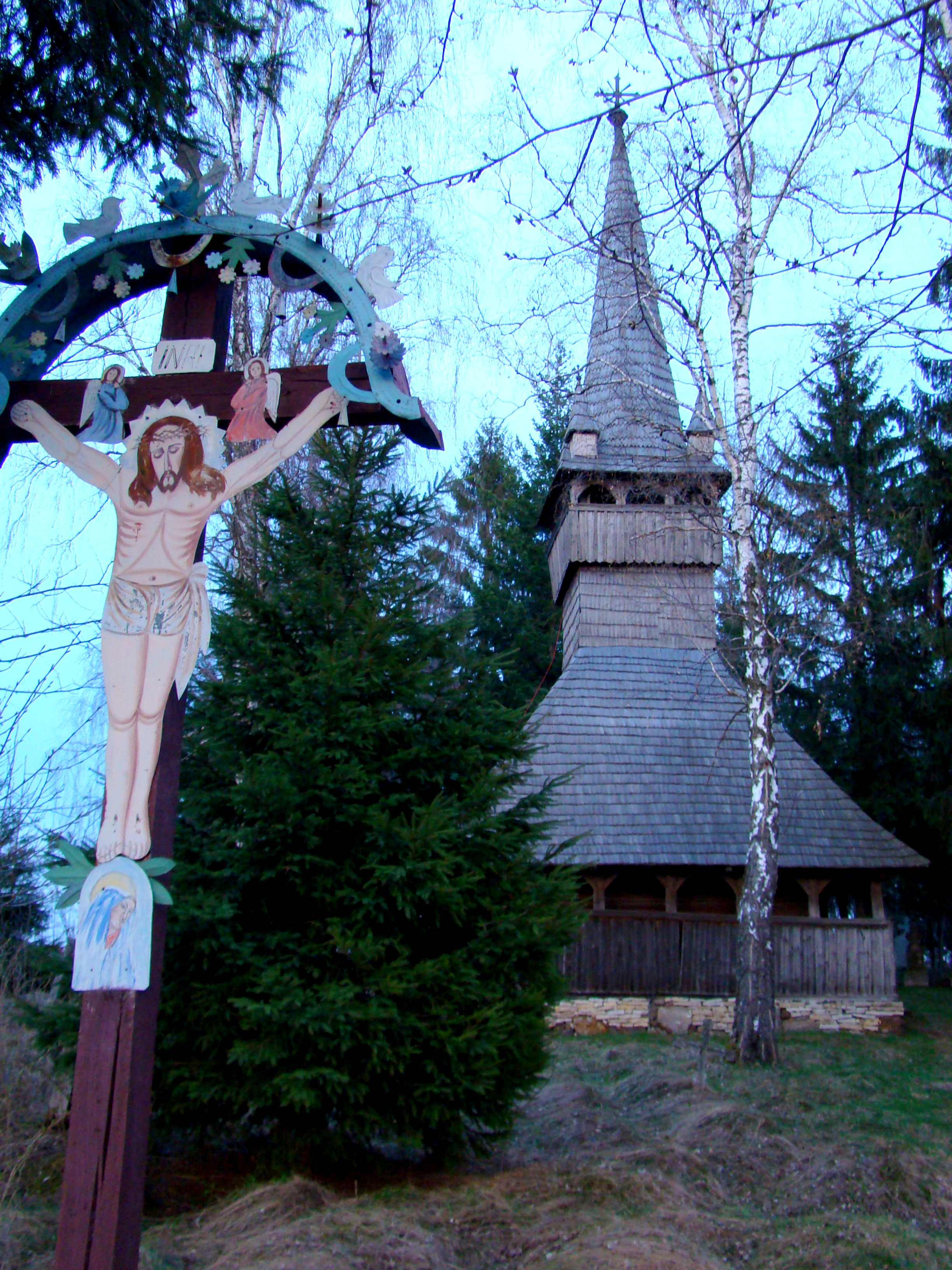
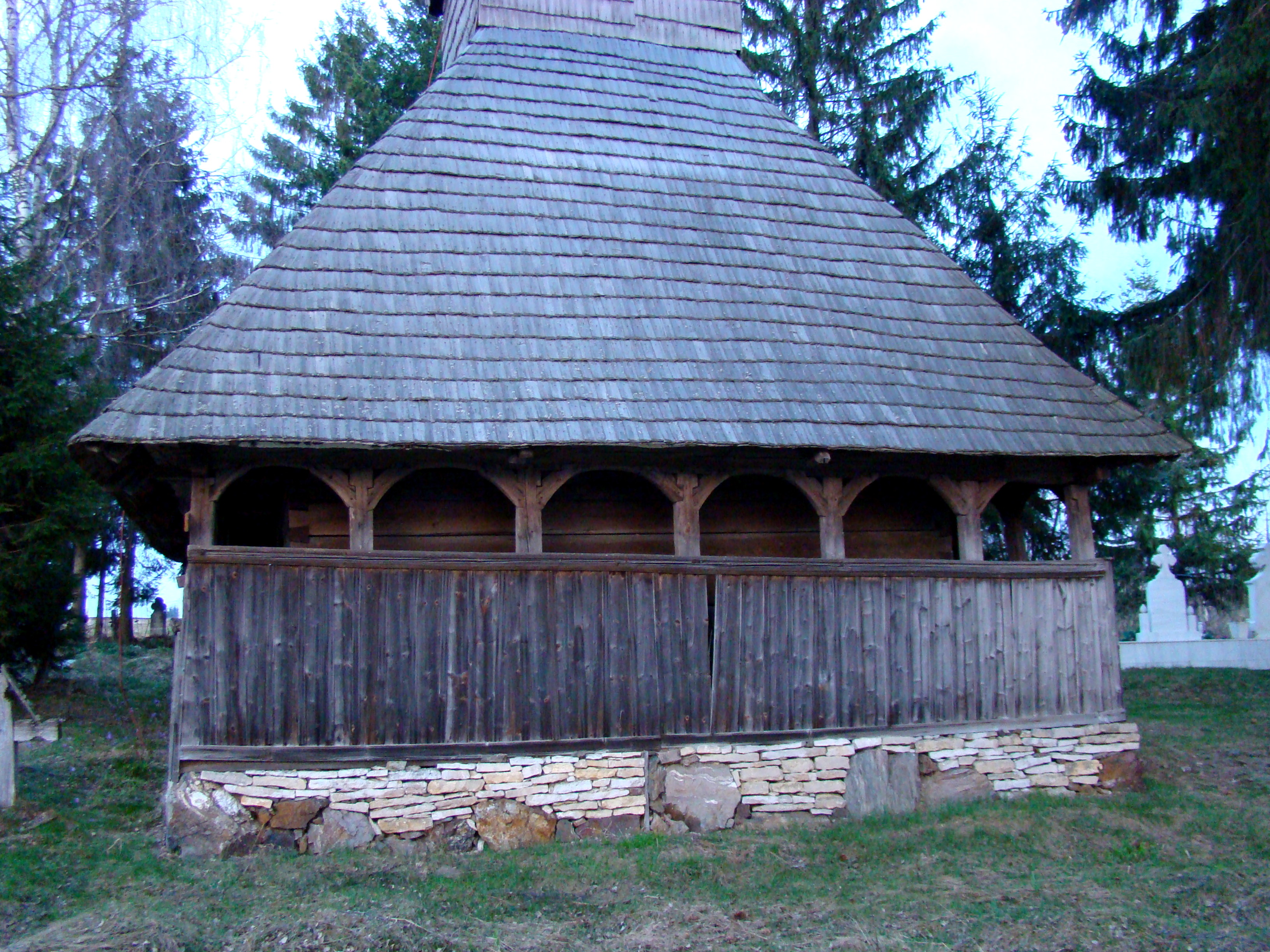
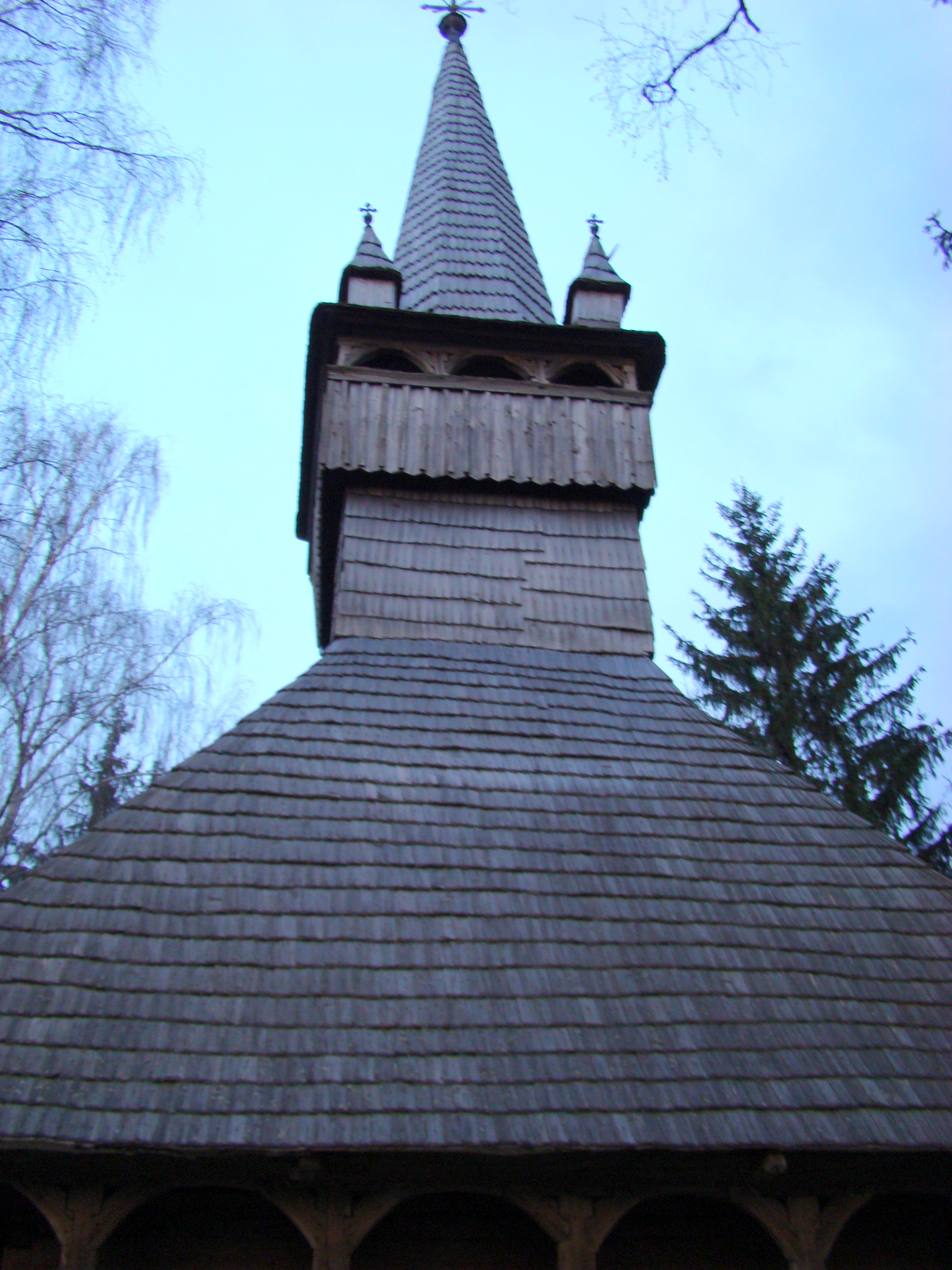
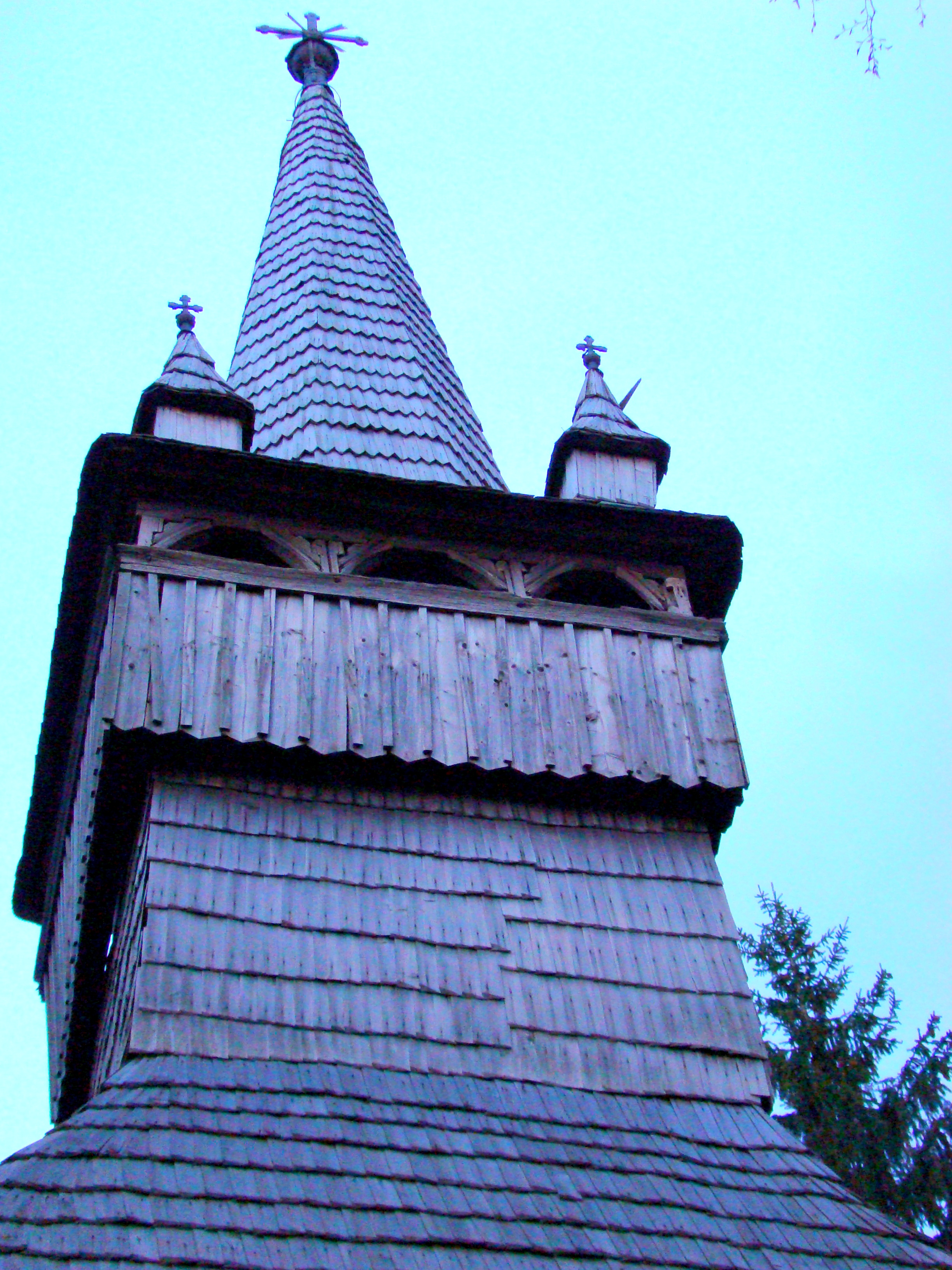
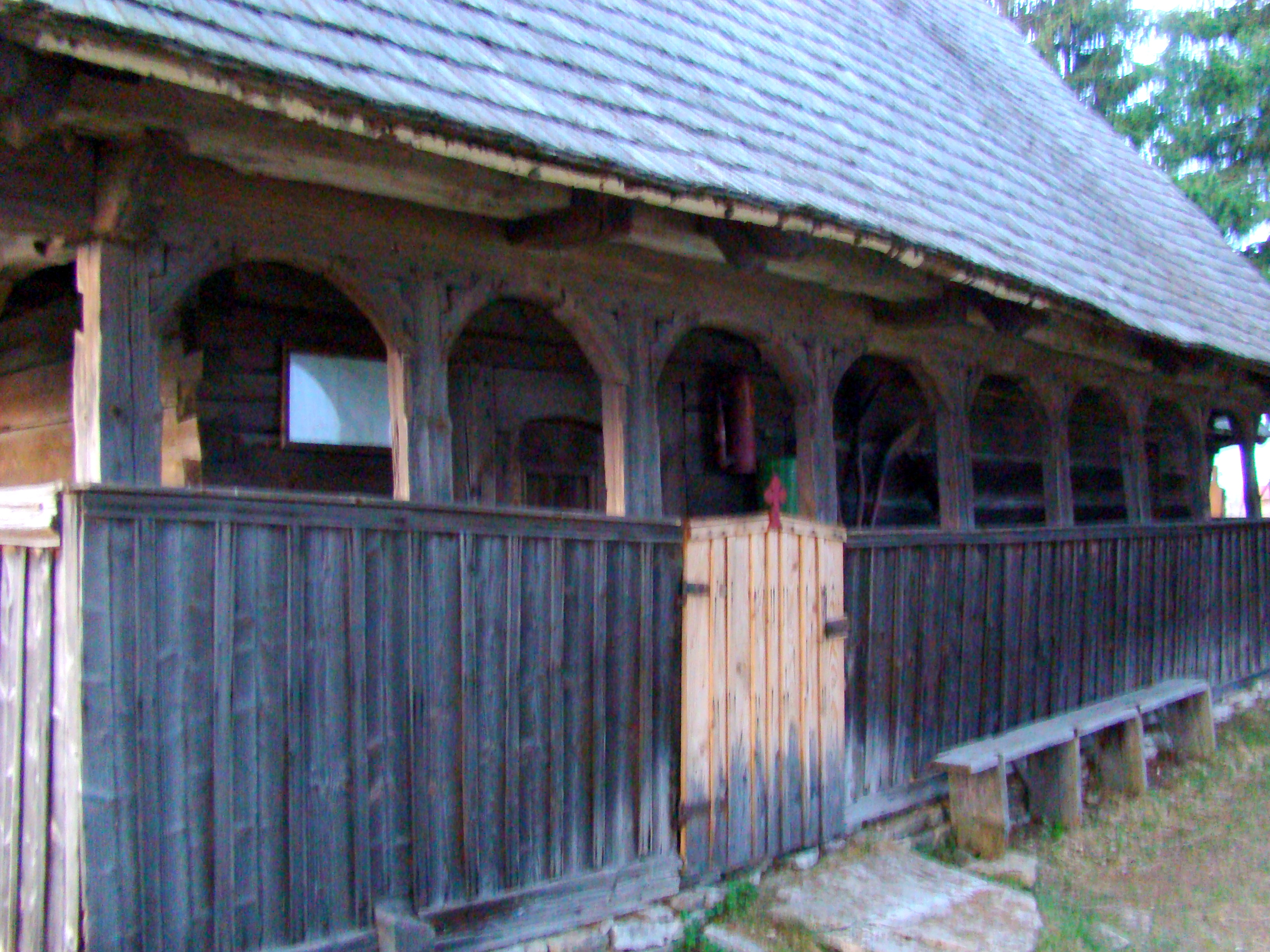
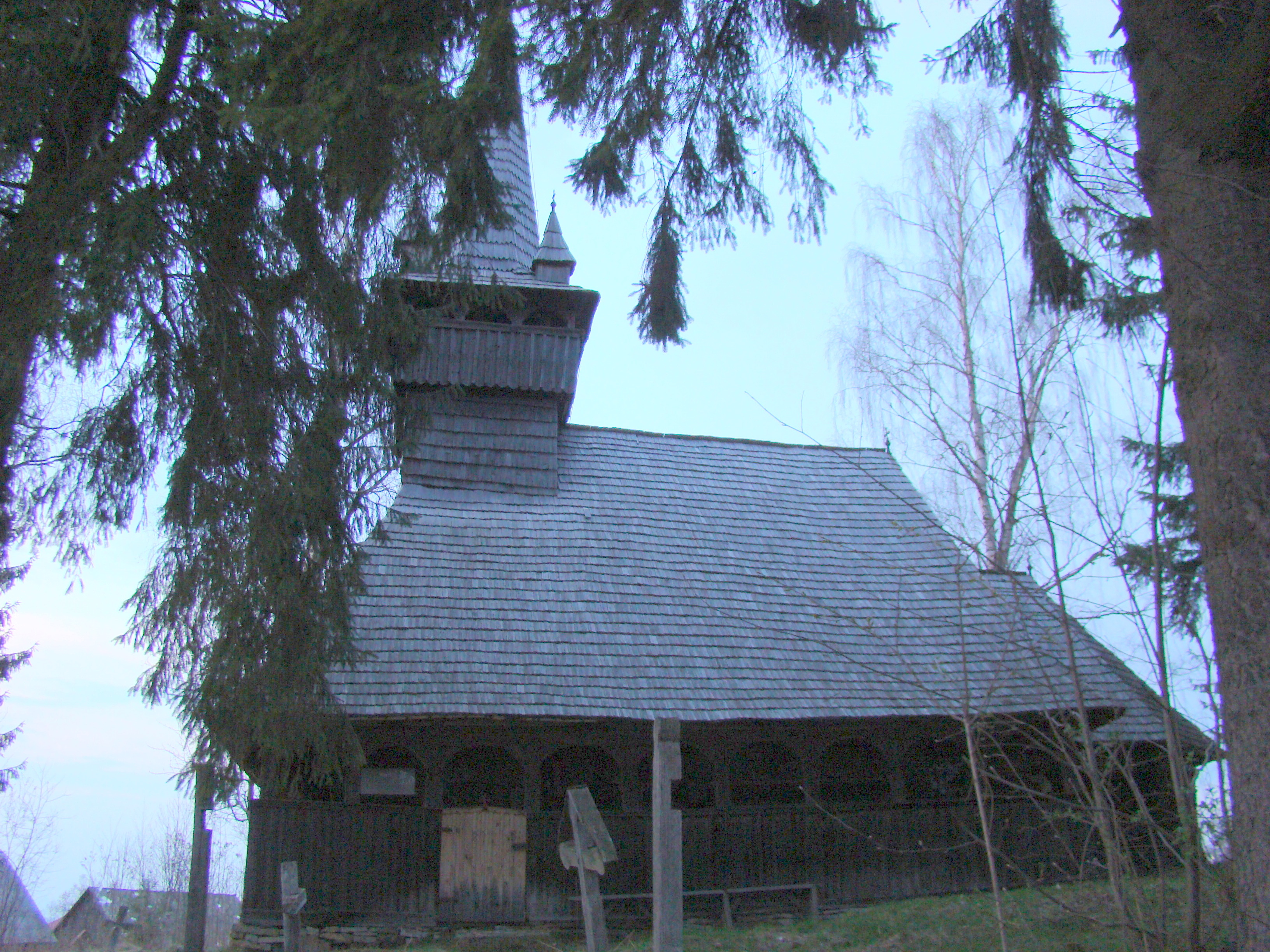
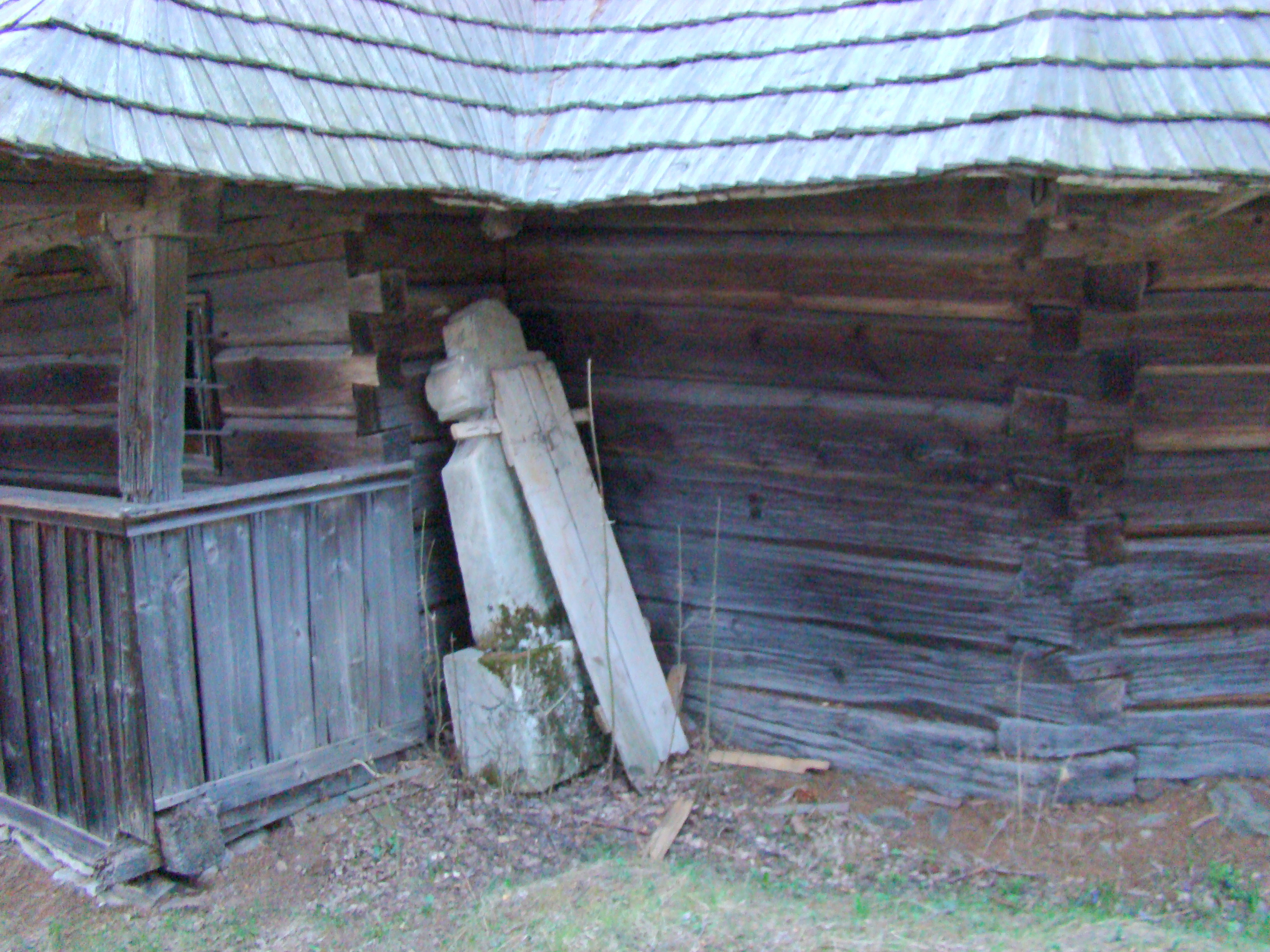
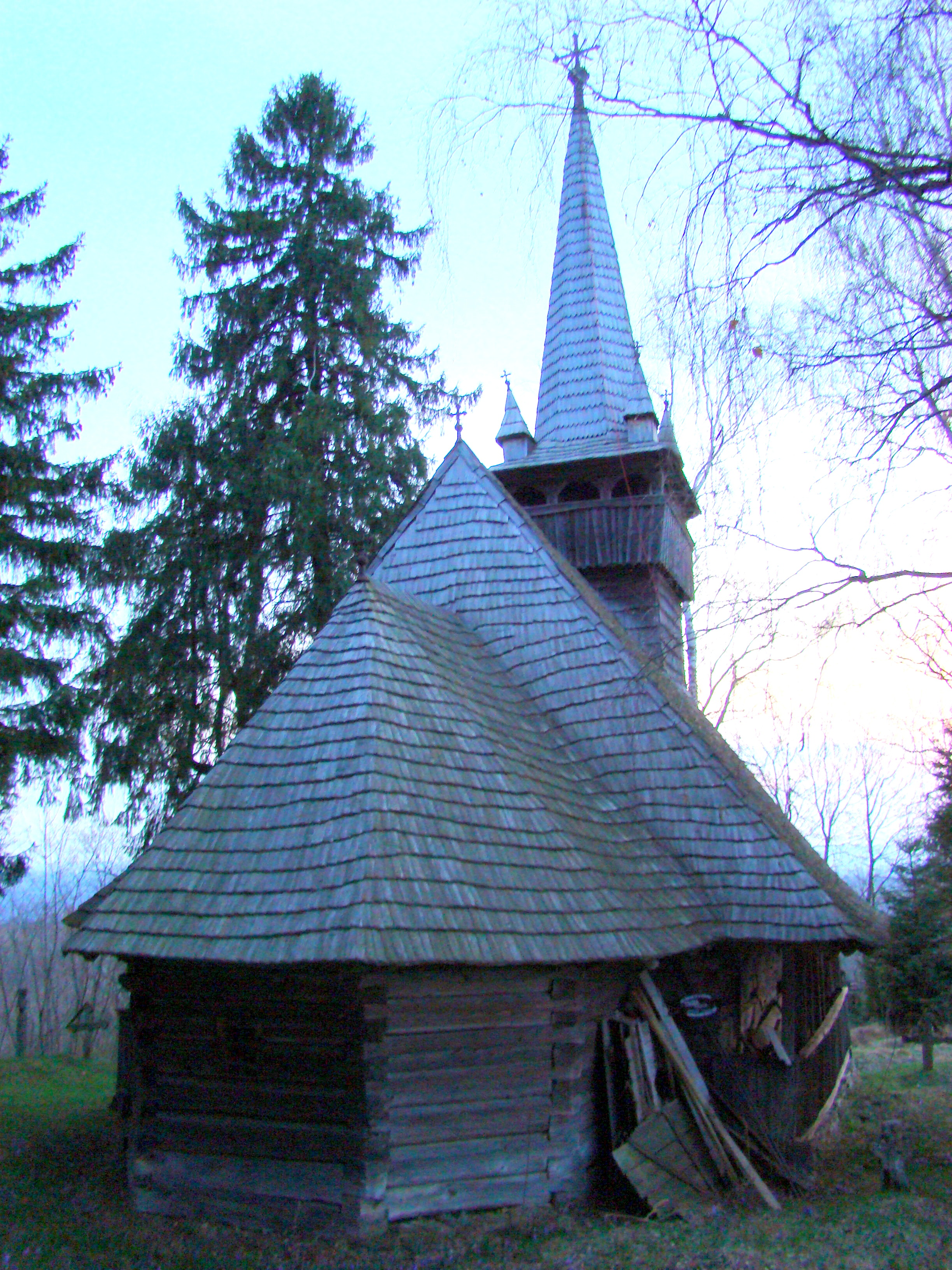
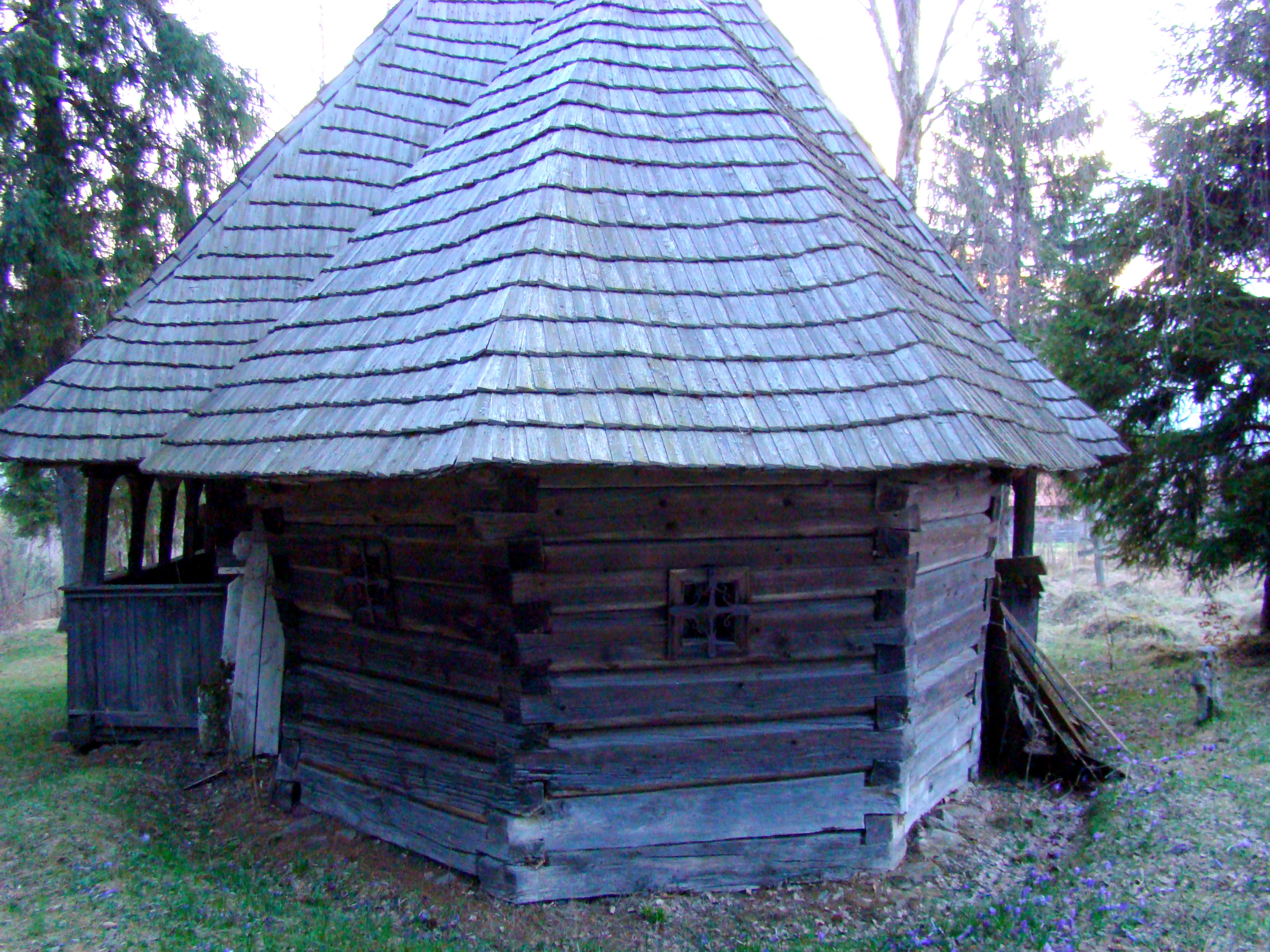
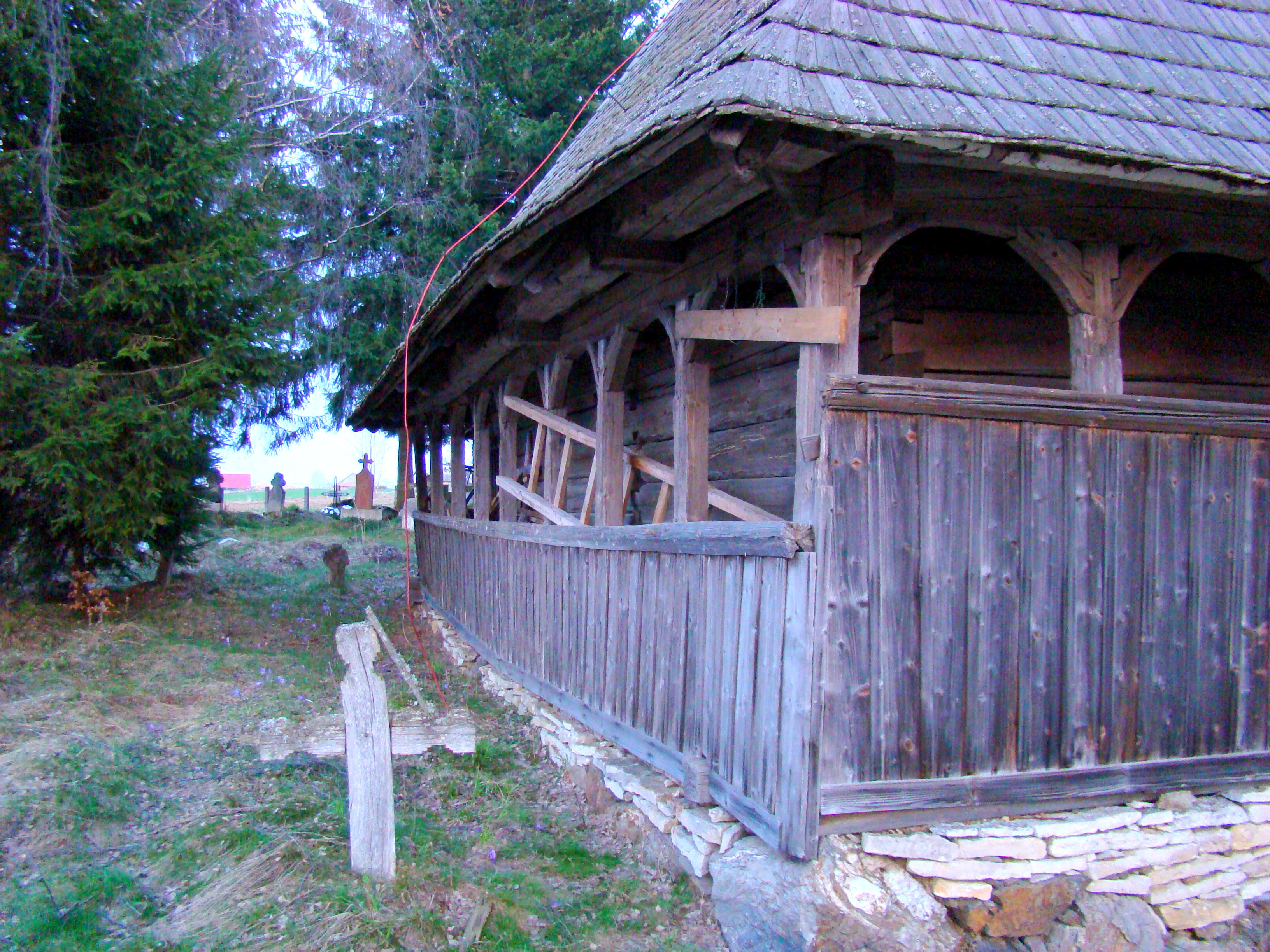
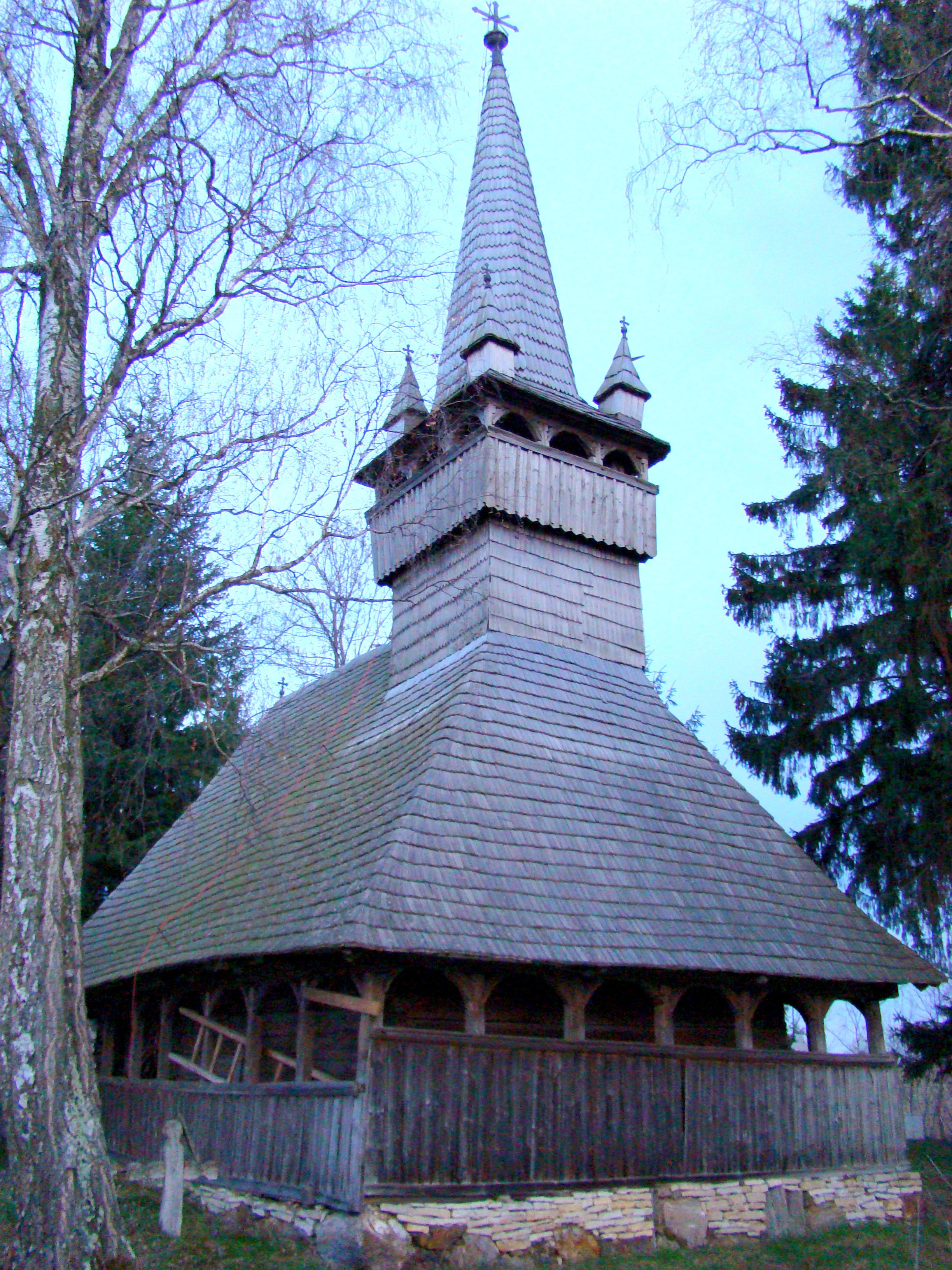
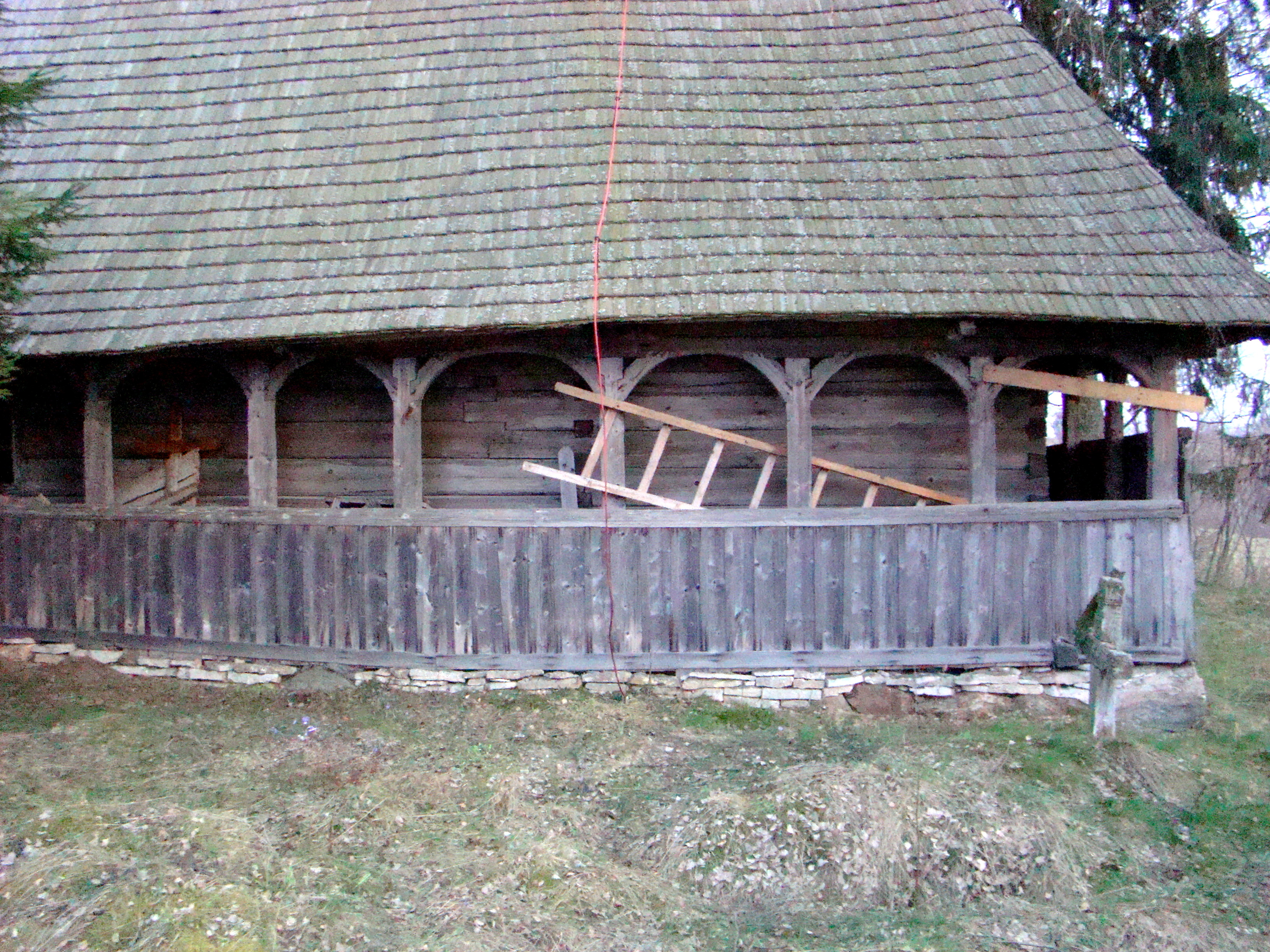
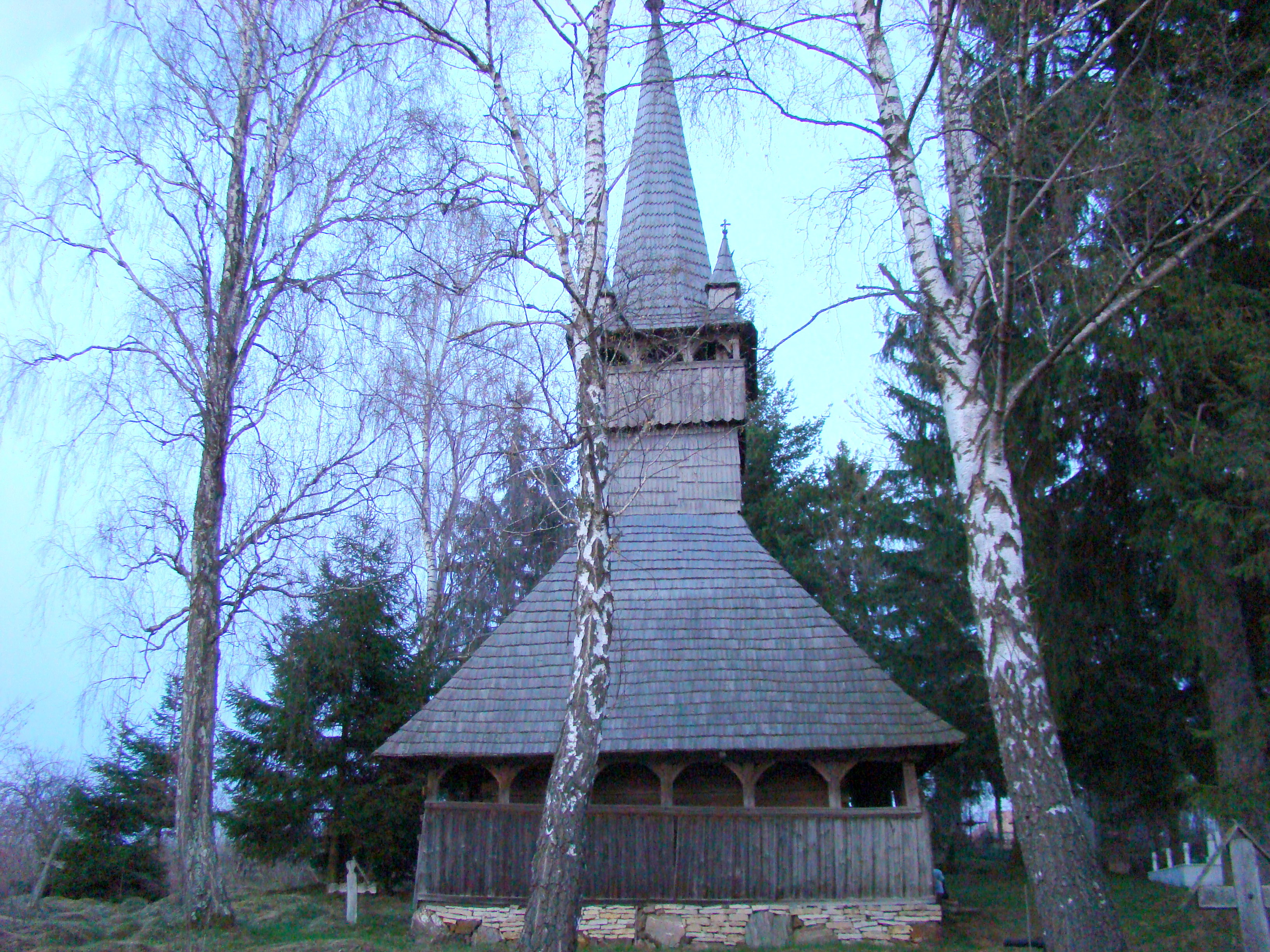
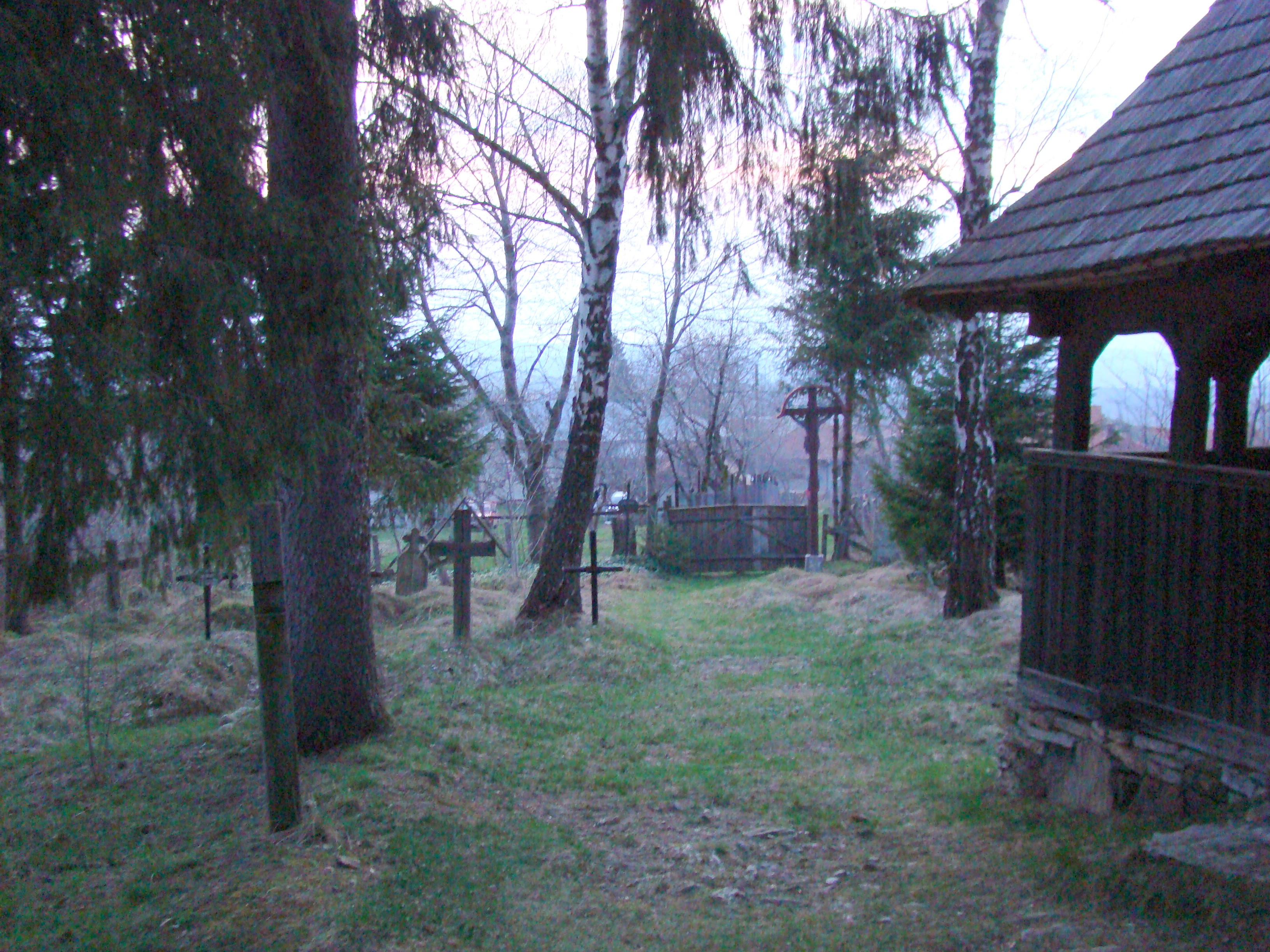